# Умершие в сентябре 2020 года
Это список известных людей, соответствующих установленным критериям значимости (см. Википедия:Критерии значимости персоналий), умерших в сентябре 2020 года.
Причина смерти указывается лишь в исключительных случаях (убийство, самоубийство, гибель в результате военных действий, смертная казнь, ДТП или несчастные случаи). В остальных случаях — не указывается.

## 30 сентября

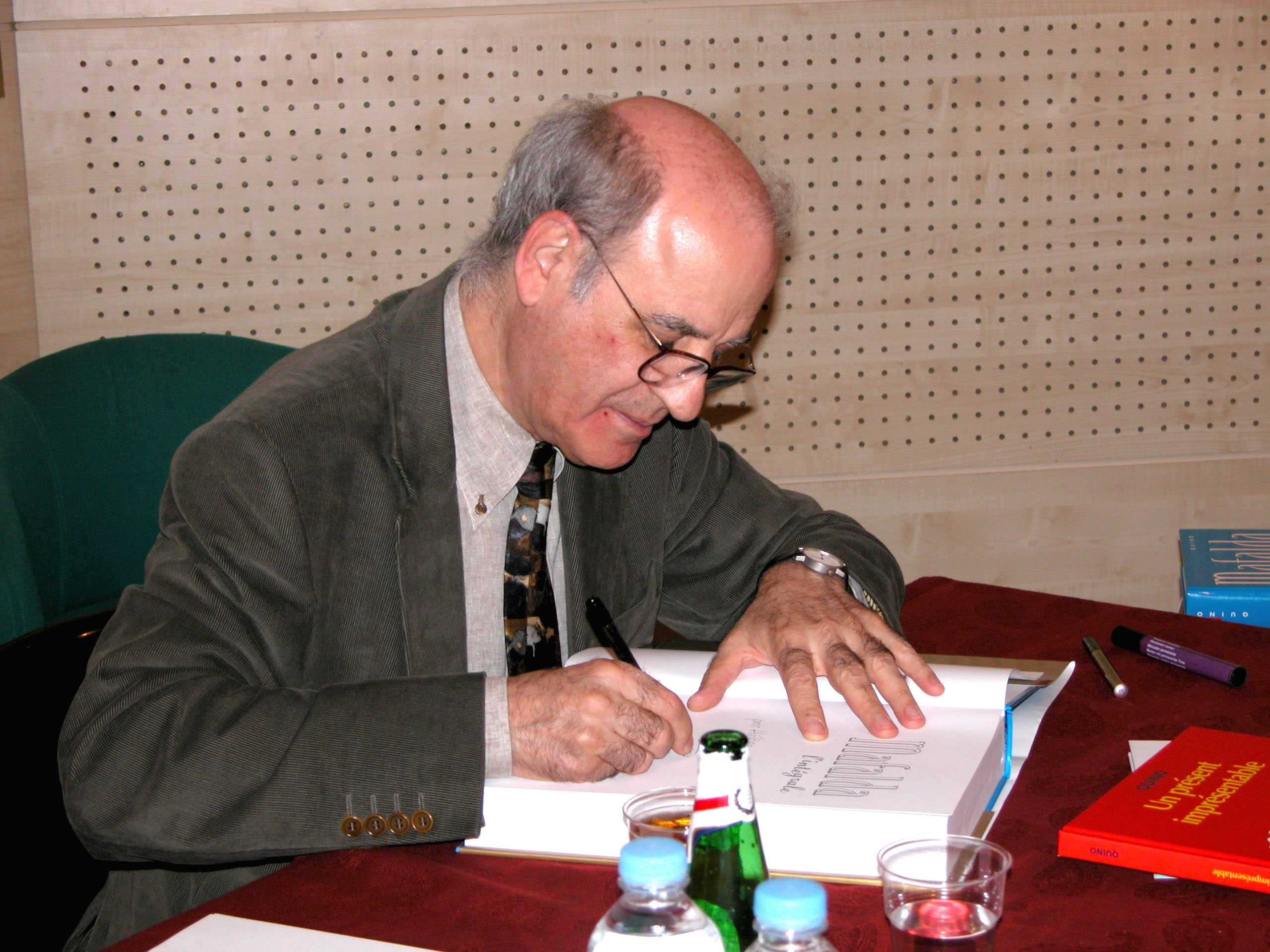
Хоакин Лавадо

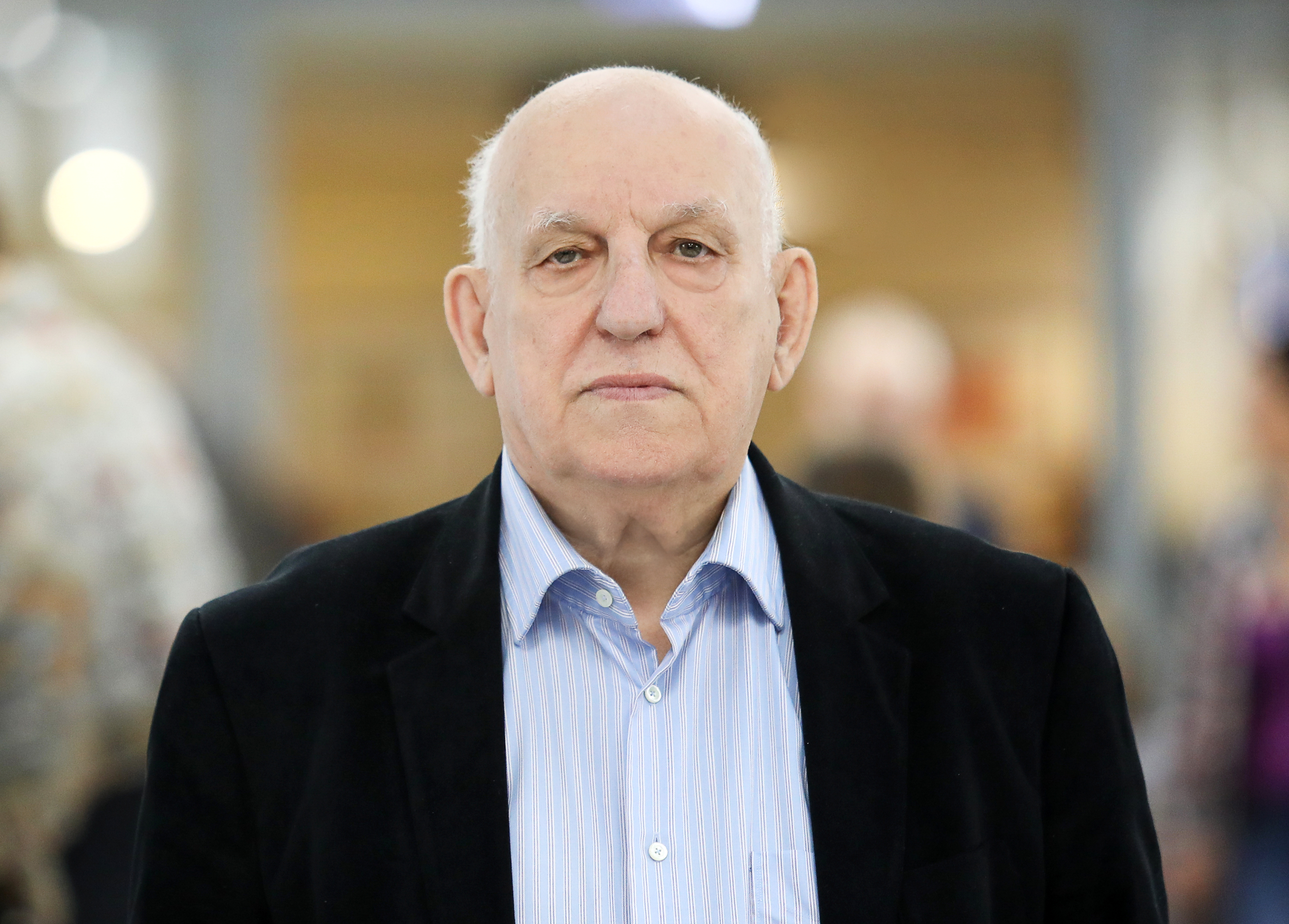
Валерий Шульжик

- Бозер, Али Хюсрев (95) — турецкий государственный деятель, и. о. премьер-министра (1989), министр иностранных дел (1990)[1].
- Евсеенко, Тимур Петрович (63) — советский и российский правовед, доктор юридических наук, профессор кафедры теории и истории государства и права Удмуртского государственного университета[2].
- Злобин, Владимир Константинович (82) — советский и российский учёный в области радиоэлектроники, доктор технических наук (1980), профессор (1982), ректор РГРТУ (1983—2007), заслуженный деятель науки и техники Российской Федерации (1994)[3].
- Кожушнер, Мортко Аврумович (83) — российский физик-теоретик, доктор физико-математических наук, сотрудник ИХФ РАН[4].
- Лавадо, Хоакин Сальвадор (88) — аргентинский художник-карикатурист[5].
- Матье, Витторио (96) — итальянский философ[6].
- Мосев, Владимир Валентинович (59) — российский режиссёр-теледокументалист[7].
- Муравьёв, Владимир Брониславович (92) — русский писатель и москвовед[8].
- Никитин, Виктор Николаевич (59) — советский и российский писатель и драматург[9].
- Рассел, Джон (100) — американский наездник, бронзовый призёр летних Олимпийских игр в Хельсинки (1952)[10].
- Рукенштейн, Эли (95) — американский инженер-химик, член Американской академии искусств и наук (1990)[11].
- Сорокин, Василий Васильевич (93) — советский стрелок, тренер, полковник милиции[12].
- Хампфрис, Эмир (101) — валлийский писатель[13].
- Шульжик, Валерий Владимирович (81) — советский и российский детский писатель и сценарист[14].

## 29 сентября

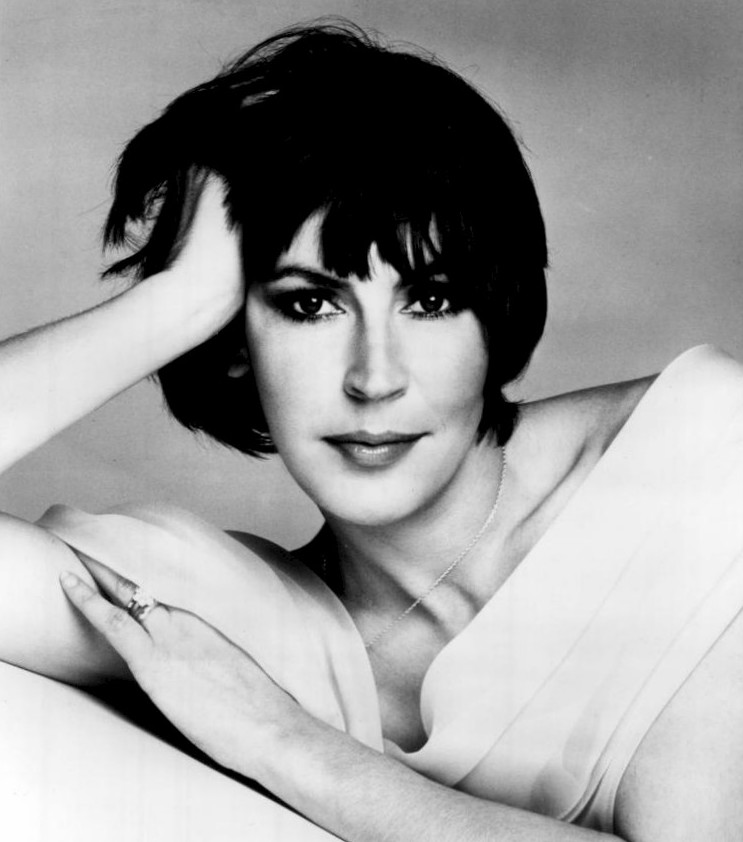
Хелен Редди

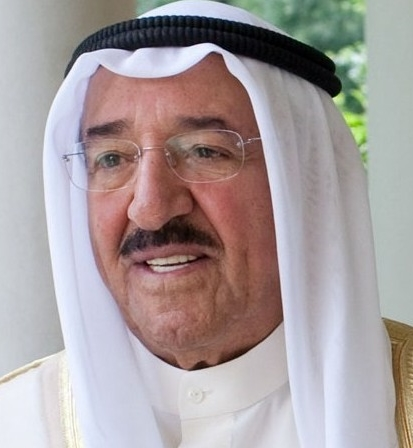
Сабах аль-Ахмед аль-Джабер ас-Сабах

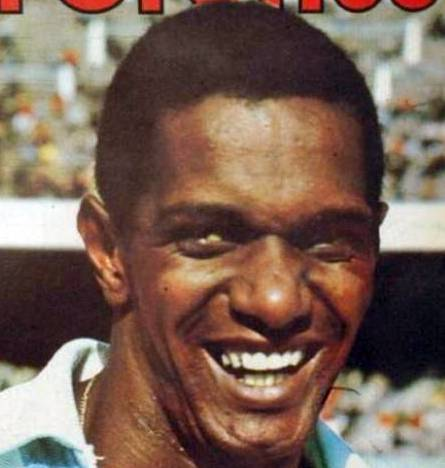
Силва Батута

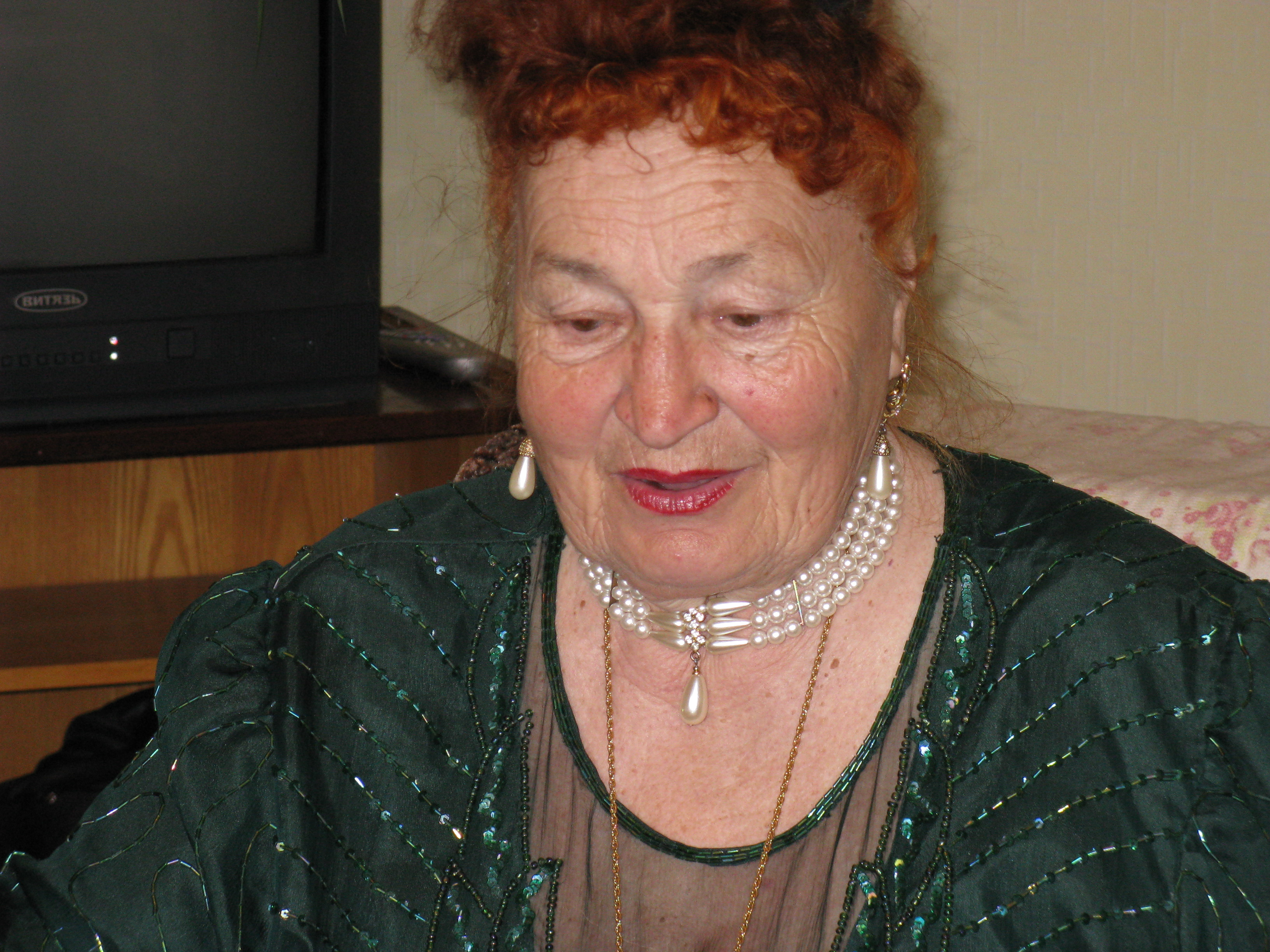
Софья Яровая

- Аризио, Луиджи (94) — итальянский политический деятель, депутат Парламента (1983—1987)[15].
- Беркхоф, Астер (100) — бельгийский писатель[16].
- Браун, Тимоти Рэй (54) — американец, считающийся первым в истории человеком, излечившимся от СПИДа[17].
- Вольдемариам, Месфин (90) — эфиопский правозащитник и политический деятель[18].
- Горбатова, Татьяна Васильевна (76) — советская и российская художница-керамист и гончар[19].
- Диноршоев, Мусо Диноршоевич (85) — таджикский философ, академик АН Таджикистана (1994)[20].
- Дэвис, Мак (78) — американский певец и автор песен[21].
- Жебелян, Исидора (53) — сербский композитор, пианистка и дирижёр, действительный член Сербской академии наук и искусств (2012) [22].
- Иванов, Вячеслав Кузьмич (83) — советский и российский арбитр по хоккею с мячом и футболу[23].
- Кастани, Анхелита (86) — мексиканская актриса, танцовщица и певица[24].
- Майданник, Виталий Григорьевич (63) — украинский педиатр, академик НАМН Украины (2010)[25].
- Марущенко, Виктор (74) — советский и украинский фотограф[26].
- Мирзаев, Тура (84) — узбекский литературовед, академик АН Узбекистана (2017)[27].
- Овчинников, Лев Павлович (77) — российский биохимик, директор Института белка РАН (2001—2015), академик РАН (1997)[28].
- Престиа, Рокко (69) — американский бас-гитарист[29].
- Пупков, Константин Александрович (90) — советский и российский учёный в области кибернетики, доктор технических наук, профессор, заслуженный деятель науки и техники РСФСР (1980)[30].
- Пушкина, Тамара Анатольевна (75) — советский и российский археолог, сотрудник кафедры археологии истфака МГУ[31].
- Редди, Хелен (78) — американская певица и композитор[32].
- Сабах аль-Ахмед аль-Джабер ас-Сабах (91) — эмир Кувейта (с 2006 года), премьер-министр (2003—2006)[33].
- Силва Батута (80) — бразильский футболист, нападающий[34].
- Шпеник, Отто Бартоломеевич (82) — советский и украинский физик, директор Института электронной физики НАН Украины (1992—2017), академик НАН Украины (2006)[35].
- Яровая, Софья Григорьевна (95) — председатель ассоциации Праведников народов мира города Киева[36].
- Ланцуцкий, Эдвард (96) – польский военачальник, бригадный генерал.

## 28 сентября

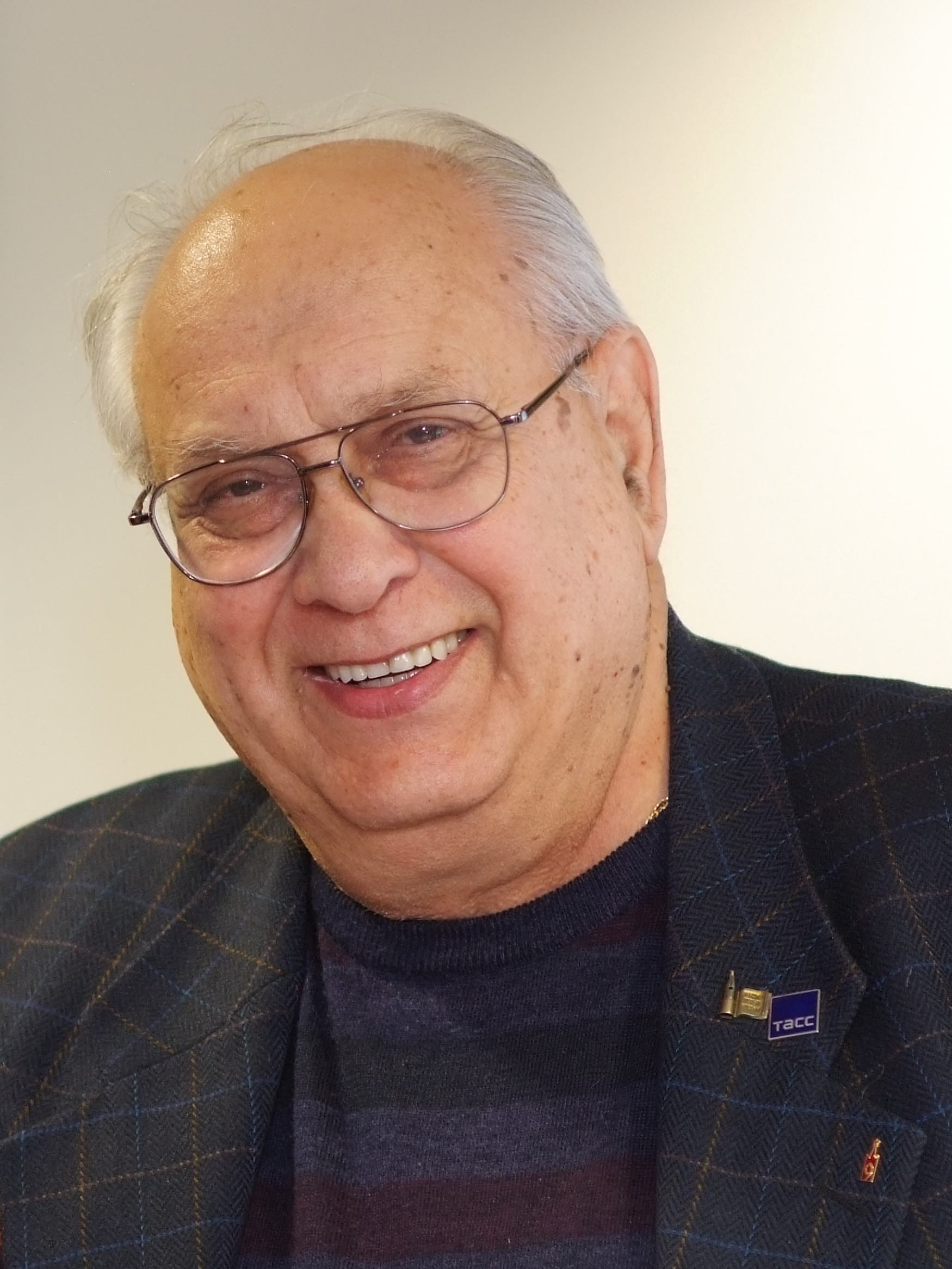
Владимир Мусаэльян

- Амур, Гурураджа (95) — индийский писатель[37].
- Балков, Ким Николаевич (83) — русский писатель и поэт[38].
- Верещагин, Генрих Георгиевич (88) — советский и российский художник[39].
- Герра Сунсунеги, Хуан Карлос (85) — испанский политик, член Сената (1977—1986) и депутат нижней палаты парламента Испании (1986—2008)[40].
- Девресе, Фредерик (91) — бельгийский композитор и дирижёр[41].
- Курей, Теннисон (68) — шри-ланкийский киноактёр[42].
- Либа, Петер (89) — словацкий литературовед и историк литературы, ректор Университета Константина Философа (1996—1999)[43].
- Лузгина, Марина Георгиевна (75) — советский и российский кинорежиссёр, дочь Г. Г. Натансона[44].
- Муженко, Тамара Трофимовна (80) — белорусская актриса театра и кино[45].
- Мусаэльян, Владимир Гургенович (81) — советский и российский фотожурналист, личный фотограф Л. И. Брежнева[46].
- Незавитин, Анатолий Григорьевич (79) — советский и российский биолог, доктор биологических наук (1995), профессор[47].
- Полевой, Лазарь Львович (92) — советский и американский историк-медиевист, археолог и нумизмат, доктор исторических наук (1989)[48].
- Раджабов, Рахим Раджабович (83) — советский и узбекский государственный деятель, госсекретарь и вице-премьер Узбекистана[49].
- Сюч, Роберт (77) — словацкий оперный певец[50].
- Ханнанов, Расих Нургалиевич (88) — советский и российский татарский поэт и журналист[51].
- Харитонов, Владимир Дмитриевич (79) — советский и российский учёный в области технологии производства пищевых продуктов, директор ВНИМИ (1994—2013), академик РАСХН (1997—2013), академик РАН (2013)[52].
- Юхара, Хироки (36) — японский регбист[53].

## 27 сентября

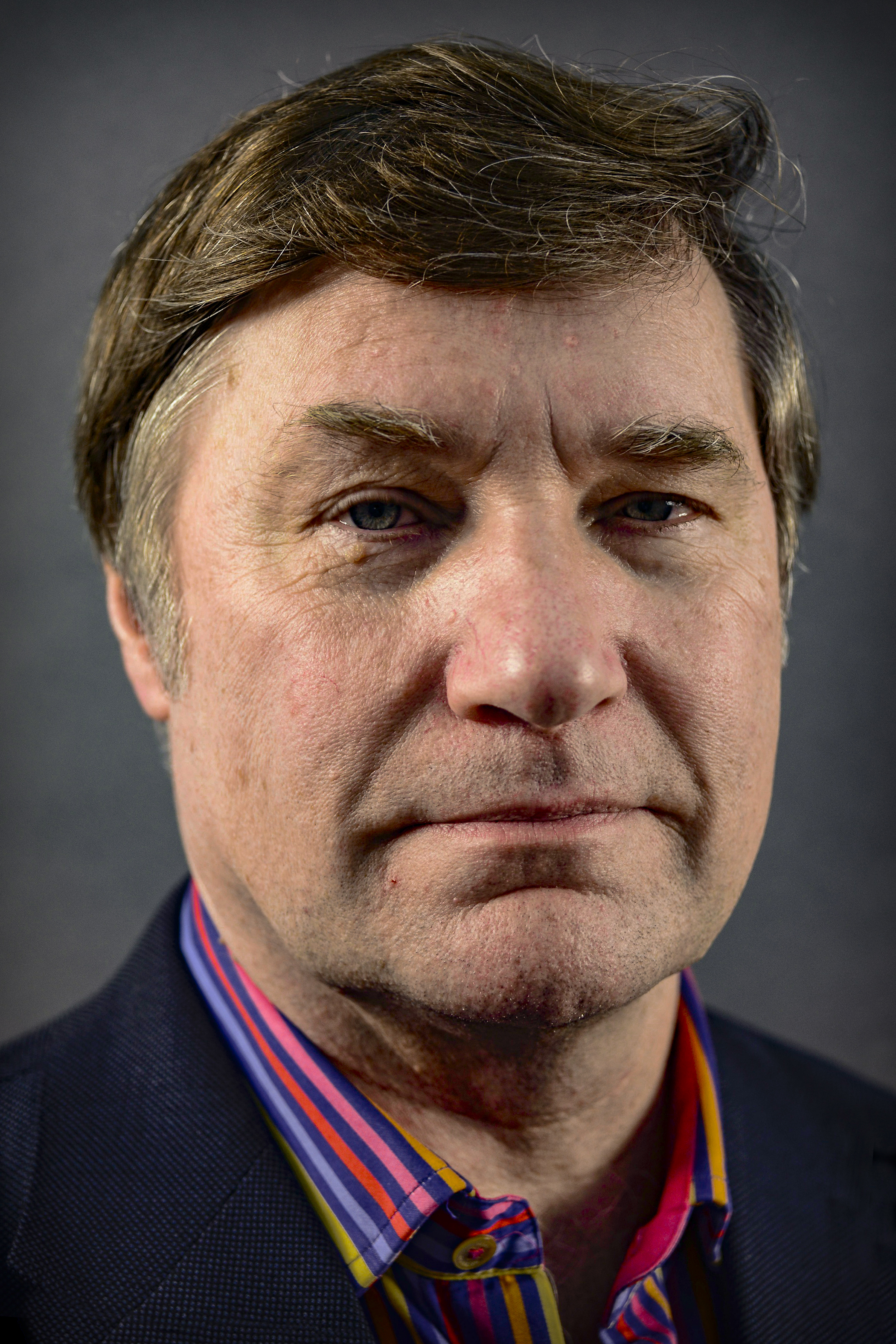
Джон Барроу

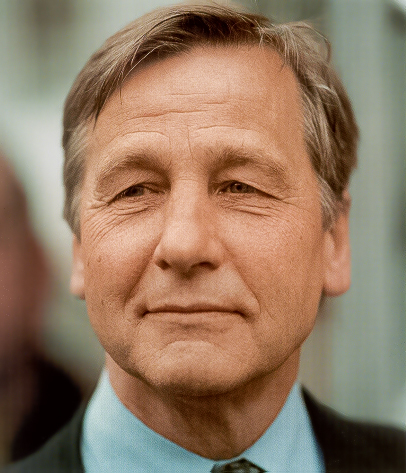
Вольфганг Клемент

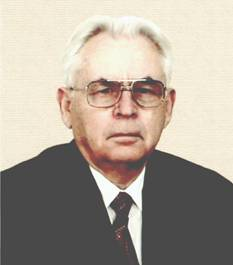
Станислав Плискановский

- Барроу, Джон (67) — английский физик-теоретик, профессор математических наук в Кембриджском университете, писатель; член Лондонского королевского общества (2003)[54].
- Выкидал, Иво (55) — чешский политический деятель, депутат парламента Чехии[55].
- Клемент, Вольфганг (80) — государственный деятель ФРГ, министр экономики и труда (2002—2005)[56].
- Логинов, Никита Викторович (56) — советский и российский актёр[57].
- Магомедов, Баганд Холадаевич (65) — российский государственный деятель, первый заместитель главы Махачкалы (2007—2013)[58].
- Орлов, Юрий Фёдорович (96) — советский и американский физик, доктор физико-математических наук (1963), основатель (1976) и руководитель (1976—1986) правозащитной Московской Хельсинкской группы, профессор Корнеллского университета (с 1987 года)[59].
- Осетинский, Олег Евгеньевич (83) — советский и российский киносценарист, писатель, журналист, режиссёр-документалист, отец Полины Осетинской[60].
- Плискановский, Станислав Тихонович (91) — советский и украинский организатор производства, директор Мариупольского металлургического комбината (1973—1980)[61].
- Райан, Сьюзен (77) — австралийская государственная деятельница, министр образования и по делам молодёжи (1983—1984), министр образования (1984—1987)[62].
- Сингх, Джасвант (82) — индийский государственный деятель, министр иностранных дел Индии (1998—2002), министр обороны Индии (2000—2001), министр финансов Индии (1996, 2002—2004)[63].
- Такэути, Юко (40) — японская актриса; самоубийство[64].
- Тарасенко, Владимир Алексеевич (74) — советский и российский футбольный тренер[65].
- Томита, Косэй (84) — японский сэйю[66].

## 26 сентября

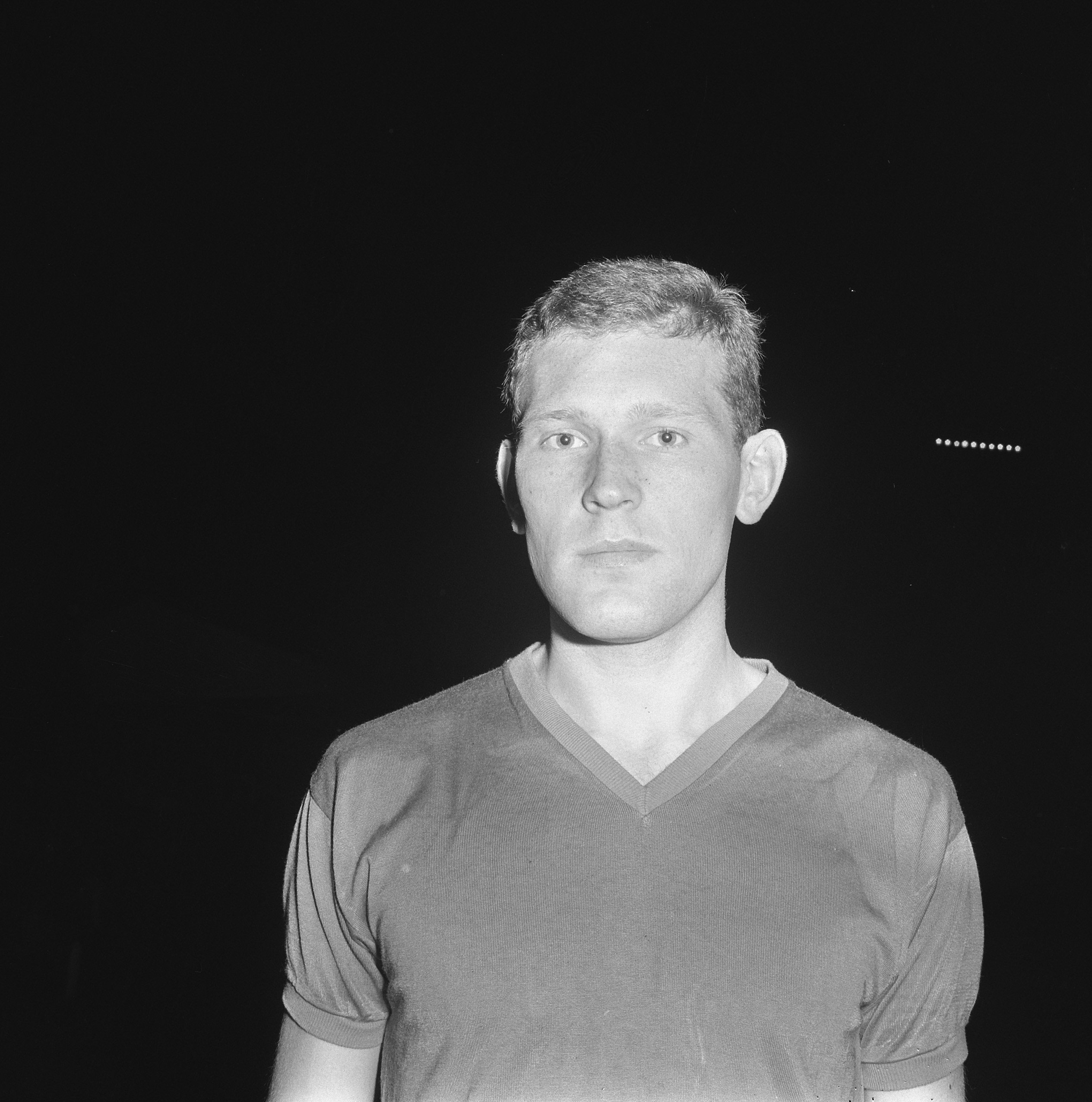
Жак Бёрле

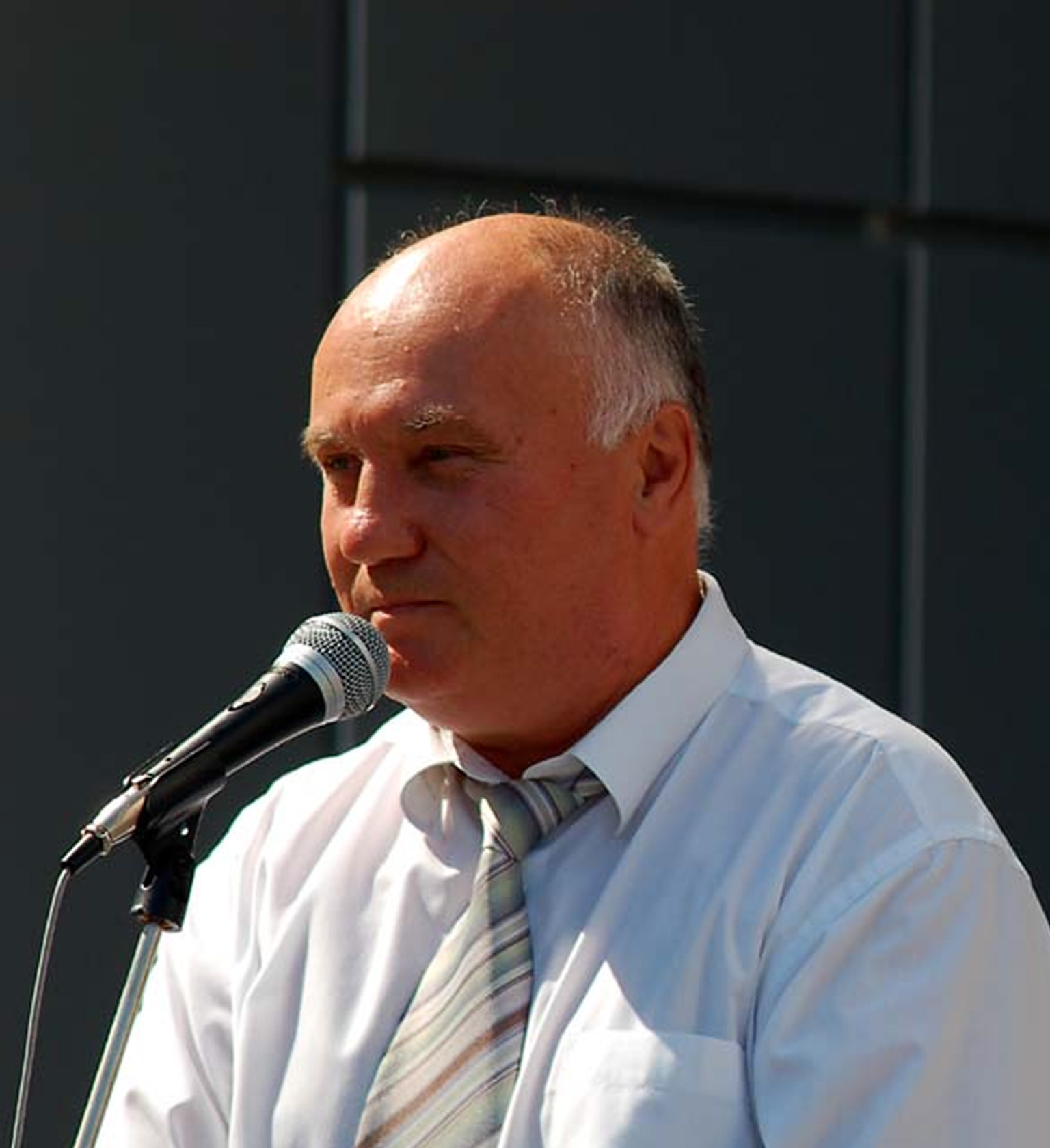
Иван Салий

- Беллах, Амонтассер (70) — египетский актёр[67].
- Бёрле, Жак (75) — бельгийский футболист, игрок национальной сборной, участник чемпионата мира по футболу (1970)[68].
- Ворон, Борис Сергеевич (72) — российский дирижёр, профессор кафедры оркестрового дирижирования РАМ имени Гнесиных, заслуженный артист Российской Федерации[69].
- Дай Юаньбэнь (92) — китайский физик, член Китайской академии наук (1980)[70].
- Костюченко, Яков Яковлевич (78) — советский и российский тренер по гребле на байдарках и каноэ, заслуженный тренер СССР[71].
- Неделчев, Светозар (87) — болгарский актёр театра и кино[72].
- Носачёв, Владимир Александрович (80) — советский и российский актёр, артист Московского театра сатиры, заслуженный артист Российской Федерации (1999)[73].
- Салий, Иван Николаевич (76) — украинский государственный деятель, глава КГГА (1992—1993)[74].
- Себаггала, Аль Хаджи Нассер (72) — угандийский государственный деятель, мэр Кампалы[75].
- Тиллинак, Дени (73) — французский писатель[76]..
- Топчий, Сергей Степанович (66) — российский военачальник, заместитель главнокомандующего ВВ МВД России (2003—2011), генерал-полковник (2012) (о смерти объявлено в этот день)[77].
- Удвари, Сабольч (46) — венгерский футболист[78].
- Хади, Абдул Махди (74) — иракский футболист[79].
- Эфрати, Моше (86) — израильский хореограф[80].

## 25 сентября

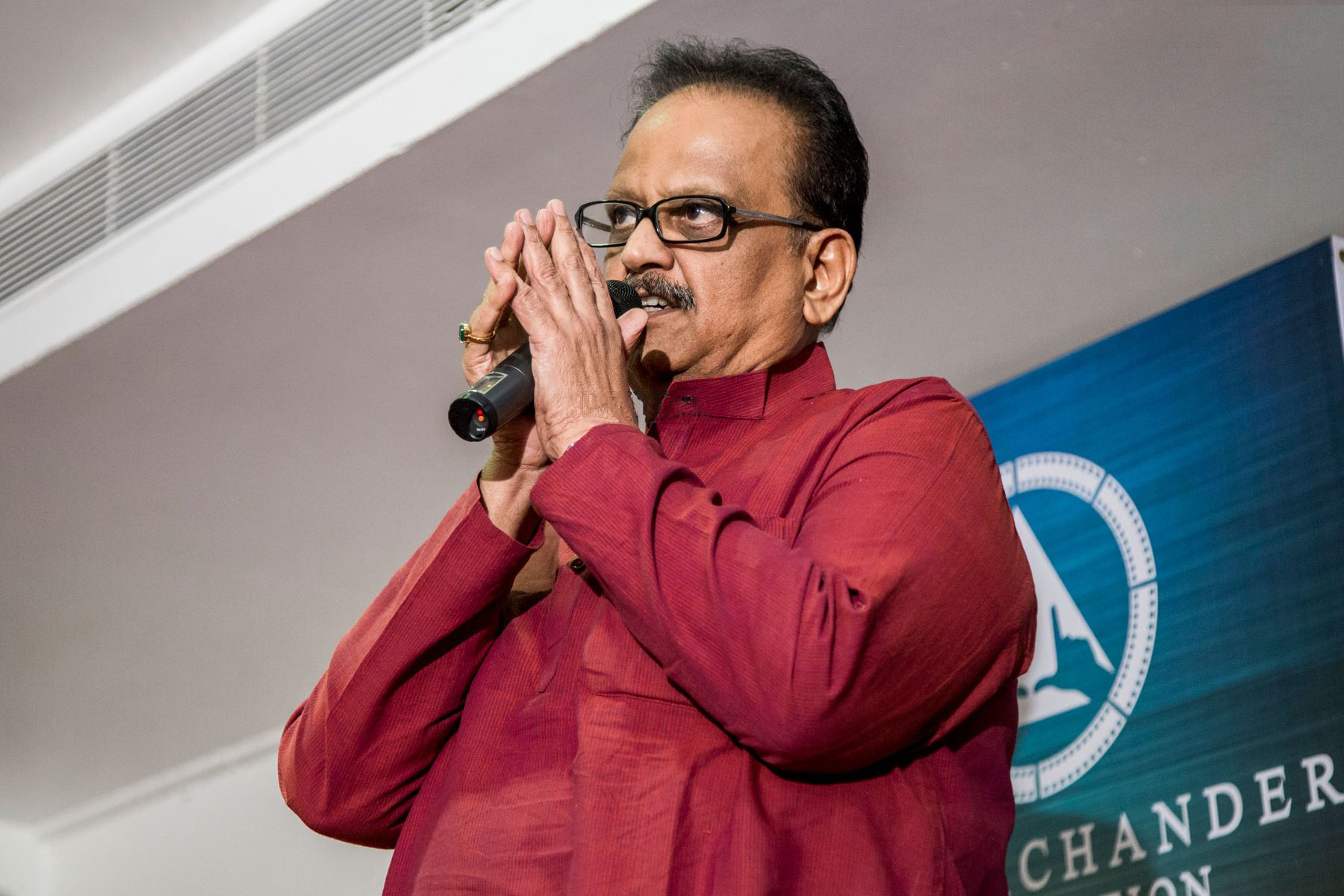
С. П. Баласубраманьям

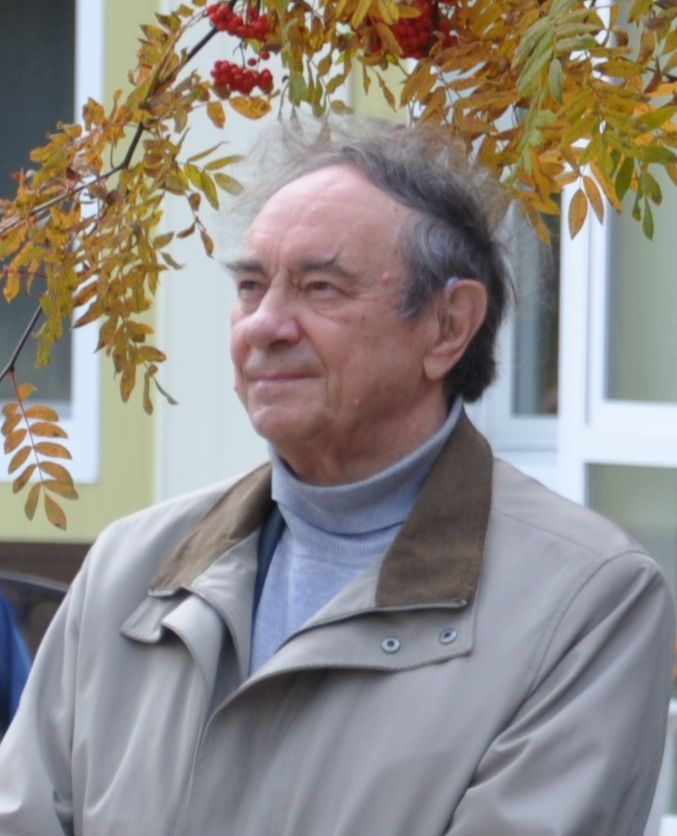
Виктор Панин

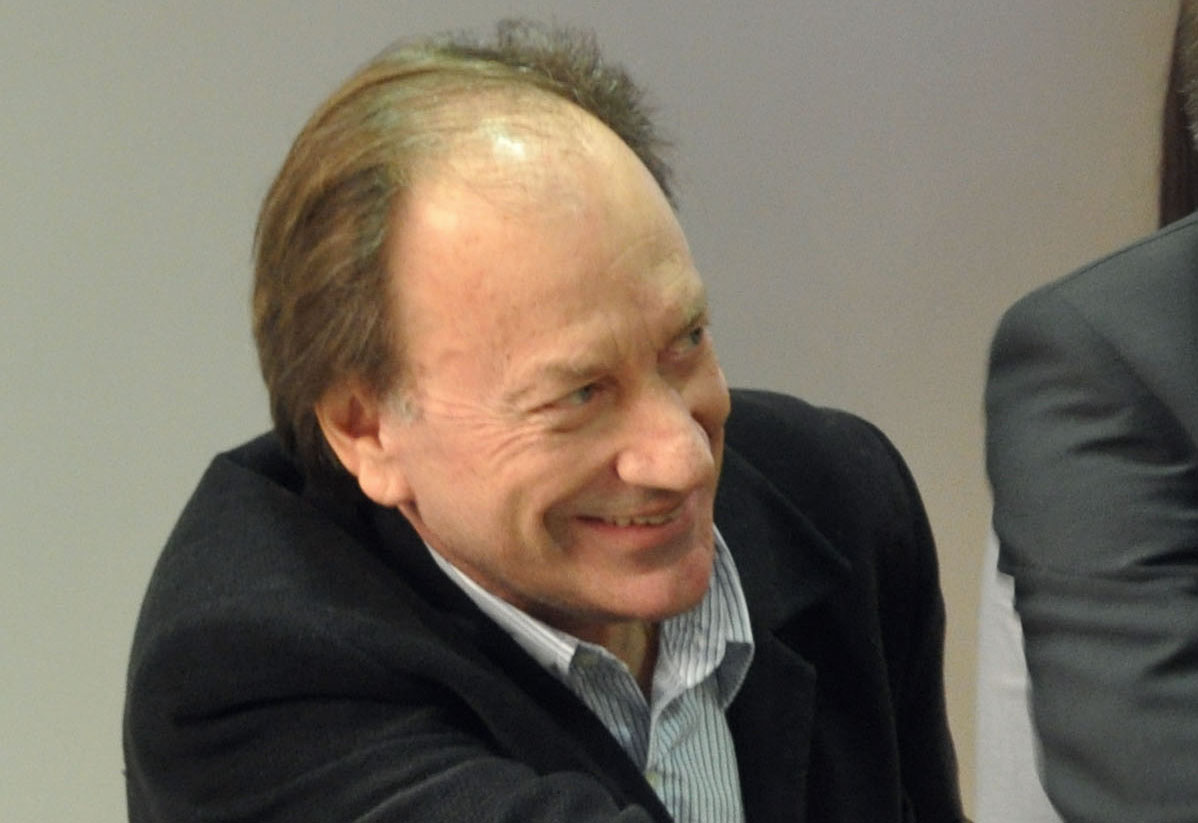
Горан Паскалевич

- Баласубраманьям, Шрипати Пандитарадхиюла (74) — индийский закадровый исполнитель, композитор, актёр, музыкальный продюсер и кинопродюсер[81].
- Боднар, Юрий Васильевич (65) — украинский художник[82].
- Боннин, Эрманн (82) — испанский актёр и театральный режиссёр[83].
- Кукулевич, Михаил Анатольевич (80) — советский и российский бард, поэт и прозаик[84].
- Макара, Владимир Арсеньевич (75) — украинский физикохимик, член-корреспондент НАН Украины (1992)[85].
- Наполи, Пабло (75) — аргентинский актёр[86].
- Панин, Виктор Евгеньевич (89) — советский и российский учёный в области механики, основатель (1984) и директор (1984—2002) Института физики прочности и материаловедения СО РАН, академик РАН (1991; академик АН СССР с 1987)[87].
- Паскалевич, Горан (73) — сербский кинорежиссёр[88].
- Сафронов, Виктор Владимирович (87) — советский и российский педиатр, заслуженный врач РФ (1999), профессор и доктор медицинских наук[89].
- Хэмптон, Питер (66) — английский футболист («Лидс Юнайтед»)[90].
- Эрль, Владимир Ибрагимович (73) — русский поэт, прозаик, текстолог[91].

## 24 сентября

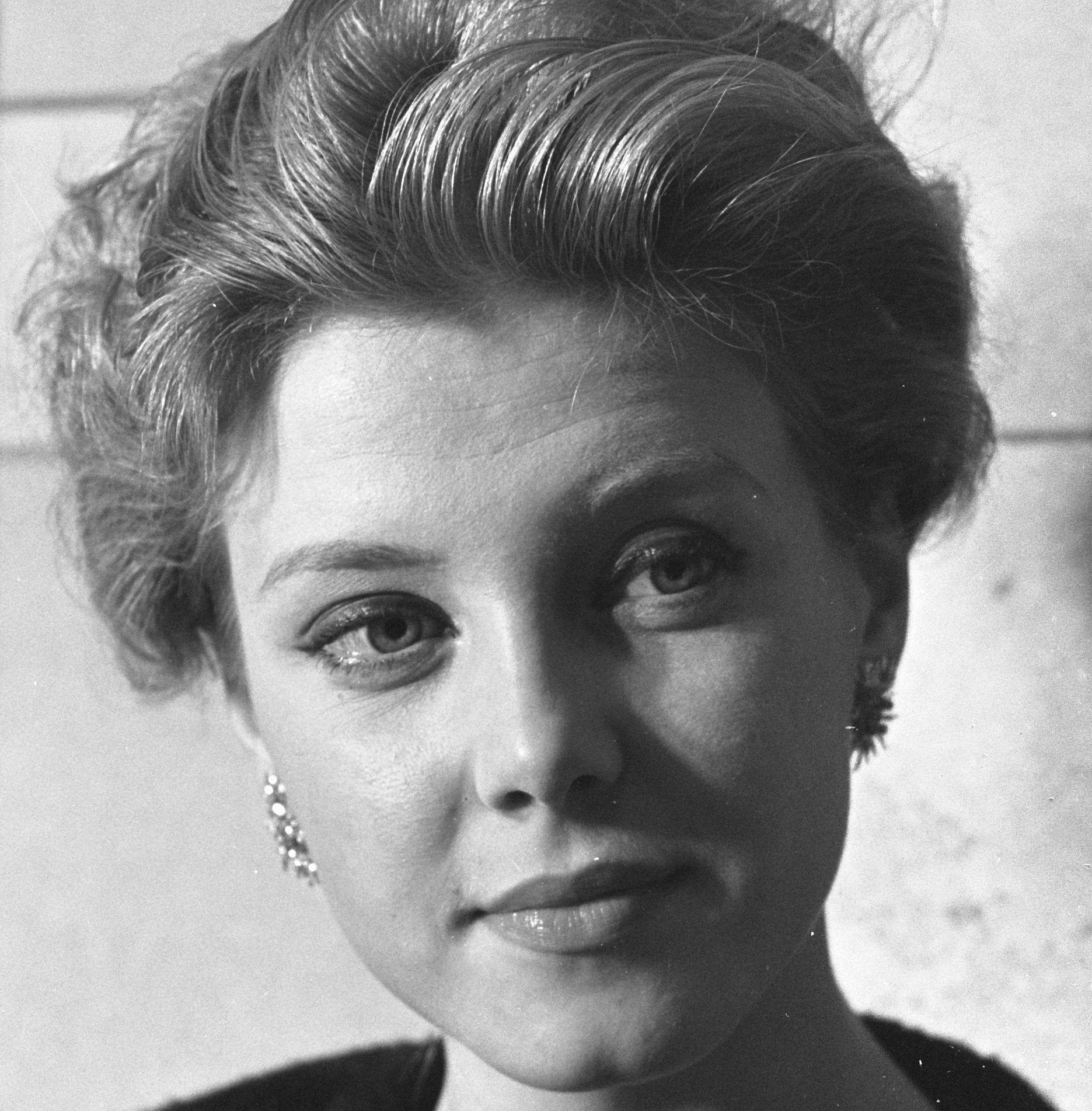
Корин Роттшефер

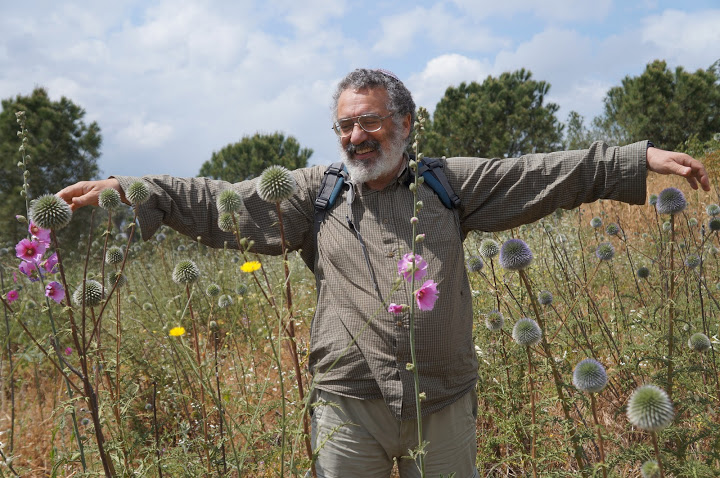
Михаил Шнейдер

- Алкацев, Михаил Иосифович (94) — советский и российский учёный в области металлургии, доктор технических наук, профессор, заслуженный деятель науки Российской Федерации (2002)[92].
- Басу, Сехар (68) — индийский ядерный физик, председатель Комиссии по ядерной энергии Индии (2015—2018)[93].
- Бектл, Роберт (88) — американский художник[94].
- Бланко, Хайме (76) — испанский государственный деятель, президент Кантабрии (1990—1991)[95].
- Вебер, Герхард (79) — немецкий модельер и предприниматель, основатель профессионального теннисного турнира Noventi Open[96].
- Войнаровский, Вячеслав Игоревич (74) — российский оперный певец (тенор), народный артист Российской Федерации (1999)[97].
- Макаревич, Викентий Викентьевич — белорусский государственный деятель, председатель Государственного таможенного комитета Белоруссии (1998—2001)[98].
- Оганов, Рафаэль Гегамович (82) — советский и российский эпидемиолог, академик РАМН (2000—2013), академик РАН (2013)[99].
- Рашитов, Ахмет Ахатович (84) — советский и российский татарский поэт[100].
- Роттшефер, Корин (82) — нидерландская модель, Мисс Мира 1959[101].
- Судхакар, Роклин (65) — индийский киноактёр[102].
- Тотанов, Сатыбалды Курманович (95) — советский и казахстанский партийный и государственный деятель, председатель Совета по делам религий при Совете министров Казахской ССР[103].
- Чёрный, Михаил Никифорович (86) — советский и украинский живописец и график, народный художник Украины (2003)[104].
- Чжан Синьши (86) — китайский эколог, член Китайской академии наук (1991)[105].
- Шнейдер, Михаил Александрович (63) — израильский исследователь еврейской мысли, учёный Торы, переводчик; ДТП[106].

## 23 сентября

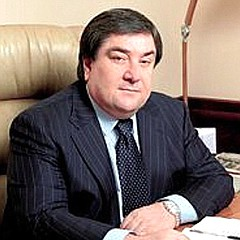
Ваха Агаев

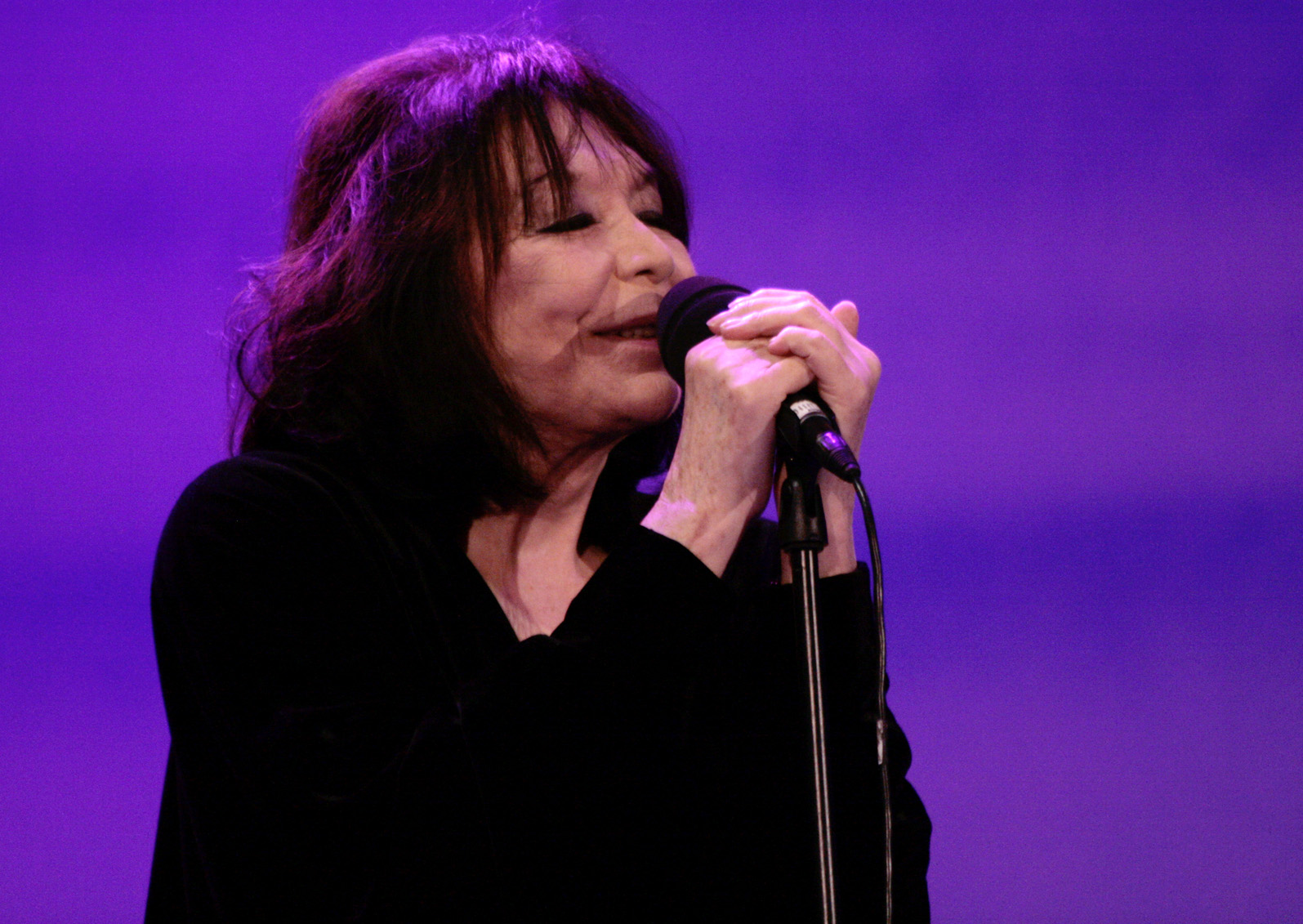
Жюльетт Греко

- Агаев, Ваха Абуевич (67) — российский предприниматель, депутат Государственной думы (с 2011 года)[107].
- Агунович, Эдуард Константинович (81) — белорусский художник-график[108].
- Ангади, Суреш (65) — индийский государственный деятель, министр путей сообщения (с 2019 года)[109].
- Веребей, Иван (82) — венгерский актёр[110].
- Греко, Жюльетт (93) — французская актриса и певица[111].
- Косури Вену Гопал (60) — индийский киноактёр[112].
- Пандья, Бхупеш — индийский актёр[113].
- Портнер, Златко (58) — югославский гандболист, серебряный призёр летних Олимпийских игр в Сеуле (1988), чемпион мира (1986)[114].
- Рыбкин, Анатолий Парфёнович (85) — советский и российский поэт (о смерти стало известно в этот день)[115].
- Сиротин, Борис Зиновьевич (86) — русский поэт[116].
- Труагро, Пьер (92) — французский ресторатор и шеф-повар[117].
- Щербаков, Владимир Романович (70) — советский и российский государственный деятель, мэр Астрахани (1991—1996)[118].
- Эванс, Гарольд (92) — британский и американский писатель и журналист[119].
- Яницкий, Олег Николаевич (87) — советский и российский социолог, доктор философских наук (1977), профессор, сын Н. Ф. Яницкого[120].

## 22 сентября

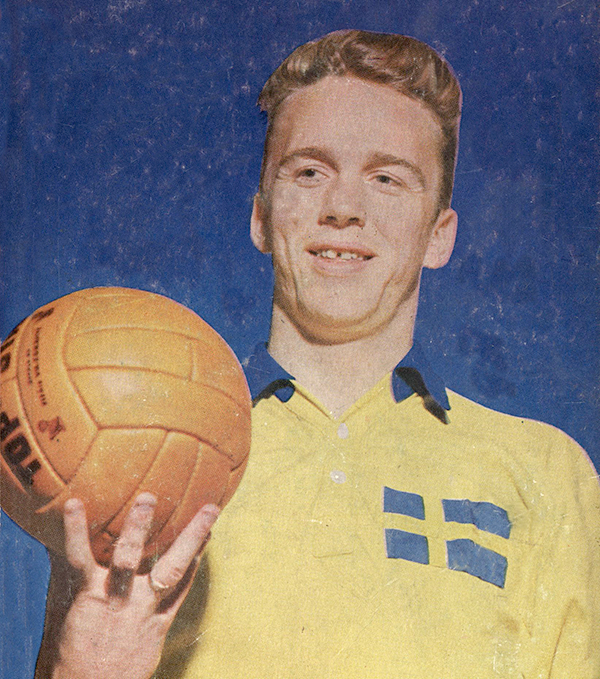
Агне Симонссон

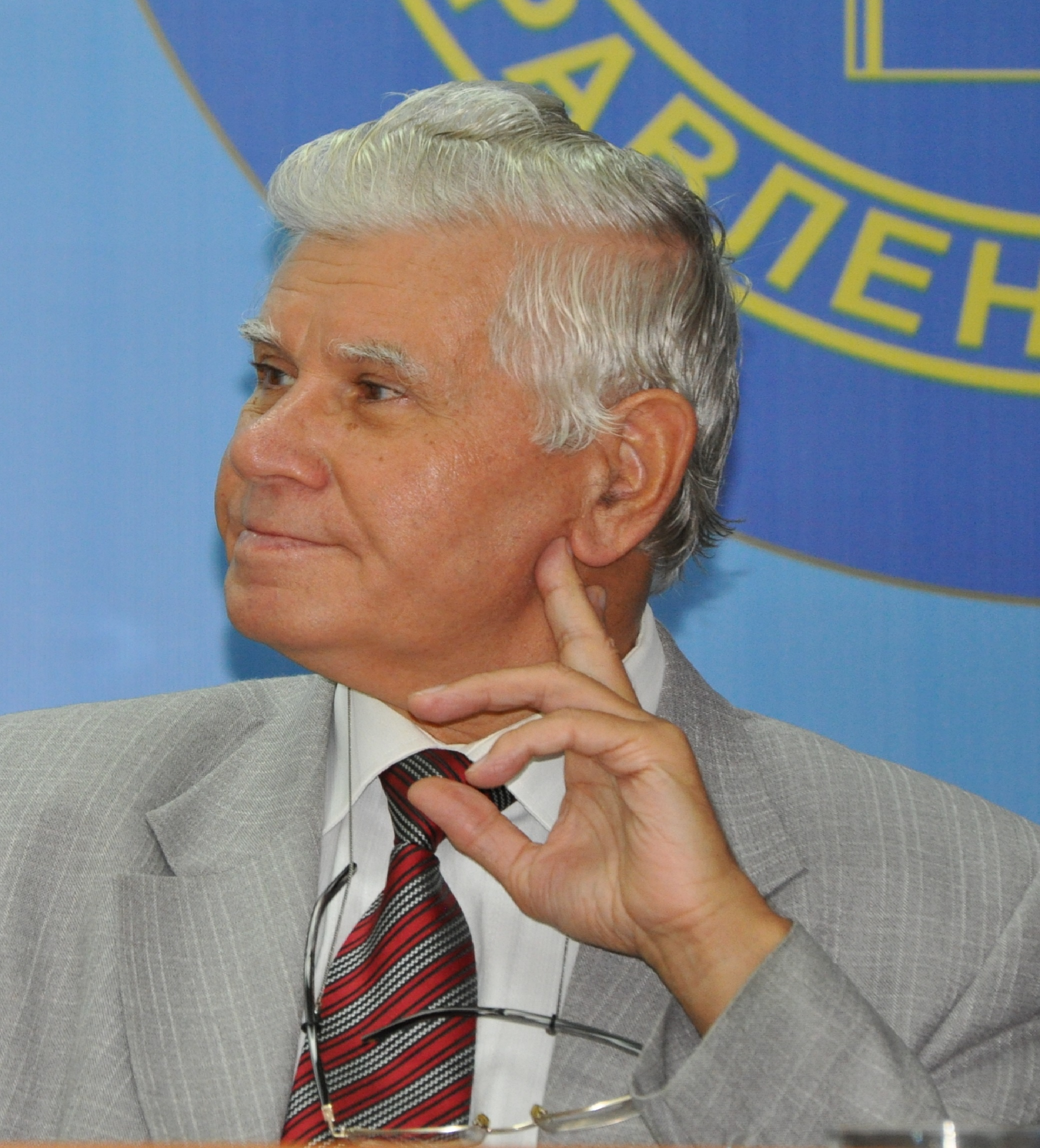
Сергей Хоружий

- Вабгаонкар, Ашалата (79) — индийская киноактриса[121].
- Влтчек, Андре (57) — американский политолог, журналист и режиссёр документальных фильмов[122].
- Галарса, Рамона (80) — аргентинская певица и актриса[123].
- Гвиздек, Михаэль (78) — немецкий актёр, лауреат Берлинского кинофестиваля (1999)[124][125].
- Герген, Мэри (81—82) — американский социальный психолог[126].
- Гумницкий, Арнольд Колманович (81) — советский и российский артист эстрады, конферансье, главный режиссёр Москонцерта (1993—2004), заслуженный артист России (1993)[127].
- Дорожный Воин Зверь (60) — американский рестлер[128].
- Каюмов, Шухрат (51) — узбекский певец, заслуженный артист Узбекистана (2004)[129].
- Комбо, Жерсон (76) — бразильский певец и композитор[130].
- Симонссон, Агне (84) — шведский футболист, серебряный призёр чемпионата мира в Швеции (1958)[131].
- Хоружий, Сергей Сергеевич (78) — российский физик-теоретик, математик, философ, богослов, переводчик, сын В. З. Хоружей[132].
- Чупренко, Николай Иванович (82) — советский и российский военачальник, начальник управления ВВ МВД СССР по Северному Кавказу и Закавказью (1986—1990), генерал-лейтенант[133].
- Ячминский, Владимир Дмитриевич (84) — украинский актёр, народный артист Украины (1996)[134].

## 21 сентября

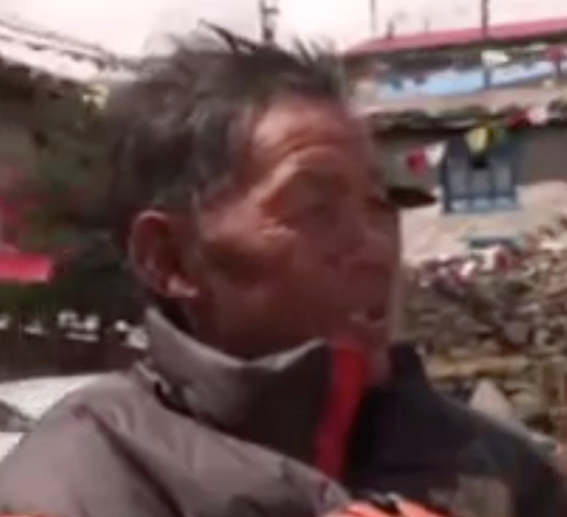
Анг Рита

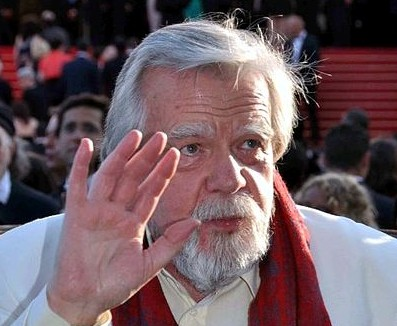
Майкл Лонсдейл

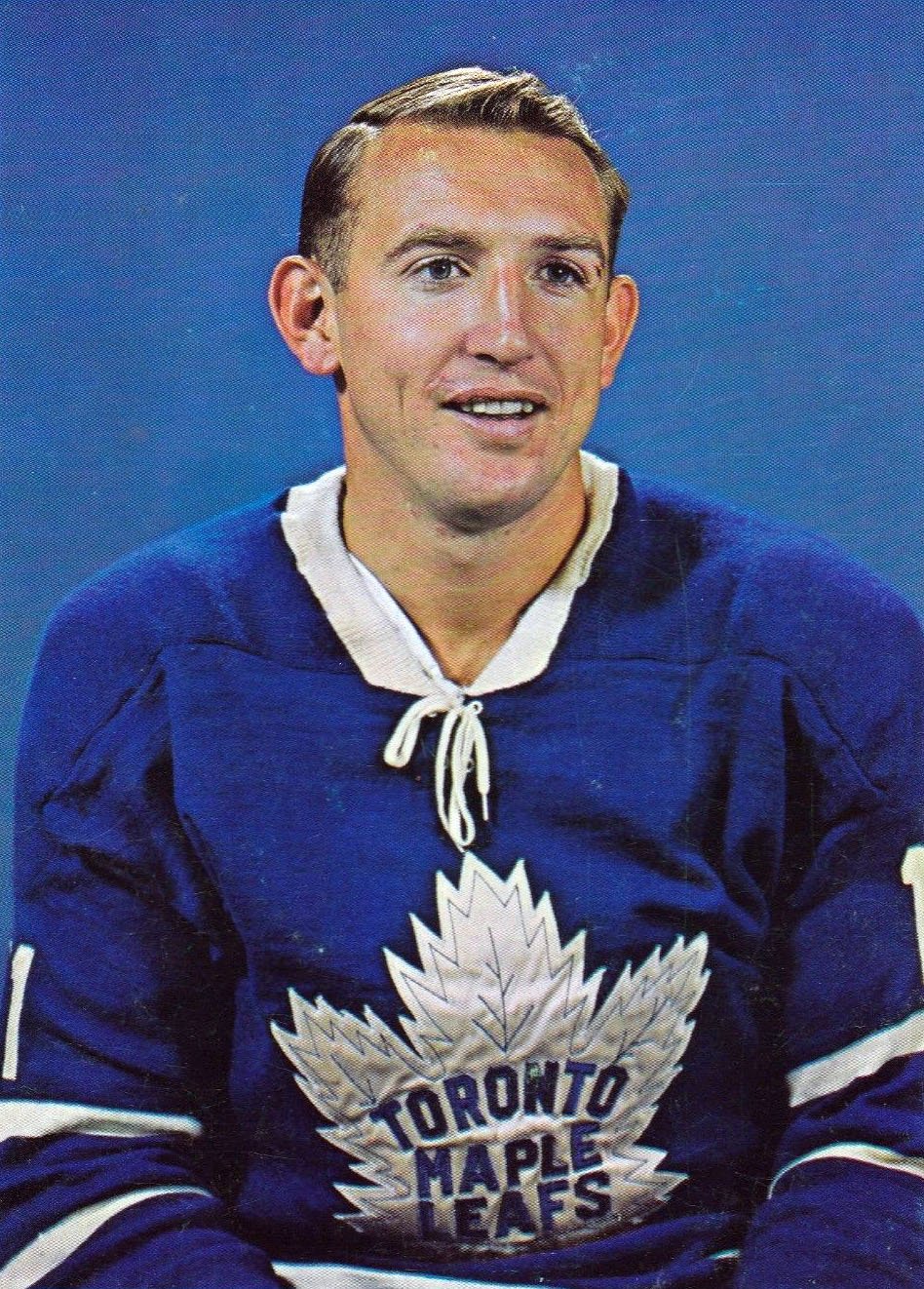
Боб Невин

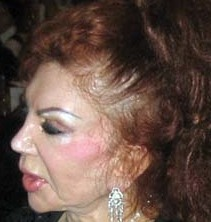
Жаклин Сталлоне

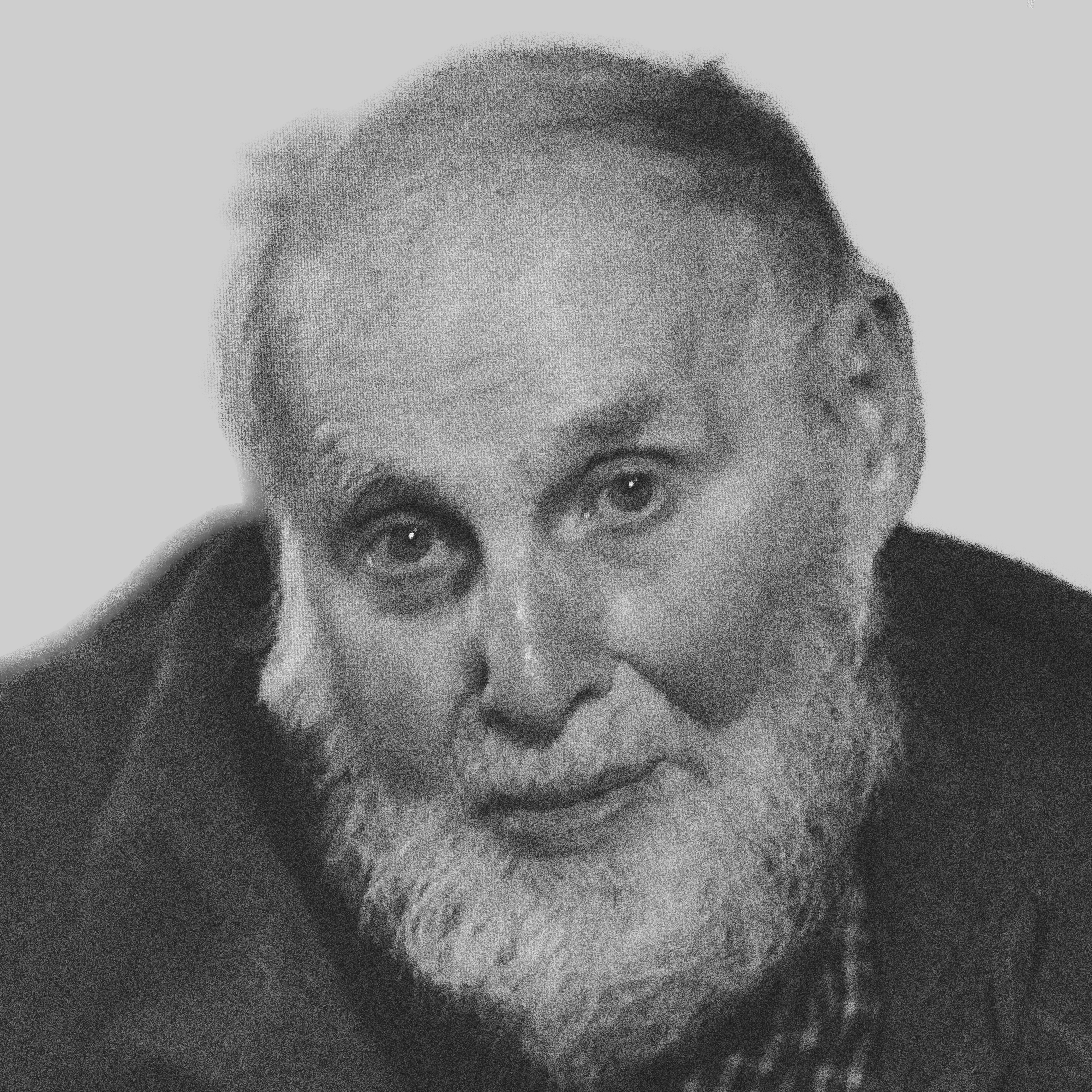
Артур Эшкин

- Алвиш, Жайми (55) — португальский футболист[135].
- Анг Рита (71/72) — непальский альпинист[136].
- Бенани, Хамди (77) — алжирский певец и музыкант[137].
- Беттини, Вирджинио (78) — итальянский политический деятель, депутат Европейского парламента (1989—1994)[138].
- Булах, Андрей Глебович (87) — российский минералог, доктор геолого-минералогических наук, почётный профессор СПбГУ[139].
- Волков, Виталий Александрович (82) — советский и российский поэт и журналист, заслуженный работник культуры России (1998)[140].
- Девито, Томми (92) — американский певец и музыкант (The Four Seasons)[141].
- Душечкина, Елена Владимировна (79) — советский и российский литературовед и культуролог, доктор филологических наук (1993), профессор кафедры истории русской литературы филфака СПбГУ (1999)[142].
- Жулин, Дмитрий Анатольевич (43) — российский актёр театра и кино; ДТП[143].
- Кобб, Рон (83) — американский художник[144].
- Кондратьев, Игорь Григорьевич (84) — советский и российский физик, доктор физико-математических наук (1981), профессор кафедры электродинамики ННГУ (1983)[145].
- Кондратьев, Станислав Алексеевич (81) — советский и российский музыкальный педагог, профессор кафедры вокального искусства ЧГИКИ (2002), заслуженный деятель искусств Российской Федерации (2009)[146].
- Лонсдейл, Майкл (89) — французский актёр[147].
- Мишин, Вилен Моисеевич (95) — советский и российский физик, доктор физико-математических наук, профессор, сотрудник ИСЗФ СО РАН[148].
- Моррис, Джон (84) — валлийский скульптор[149].
- Невин, Боб (82) — канадский хоккеист, двукратный обладатель Кубка Стэнли в составе «Торонто Мейпл Лифс» (1962, 1963)[150].
- Поляков, Николай Викторович (74) — украинский учёный в области механики, ректор ДНУ (с 1998 года), член-корреспондент НАНУ (2015)[151].
- Смит, Роберт (89) — американский государственный деятель, член Палаты представителей США (1983—1995, 1997—1999)[152].
- Сталлоне, Жаклин (98) — американский астролог, танцовщица, общественный деятель, мать Сильвестра и Фрэнка Сталлоне[153].
- Эшкин, Артур (98) — американский физик, лауреат Нобелевской премии по физике (2018)[154].

## 20 сентября

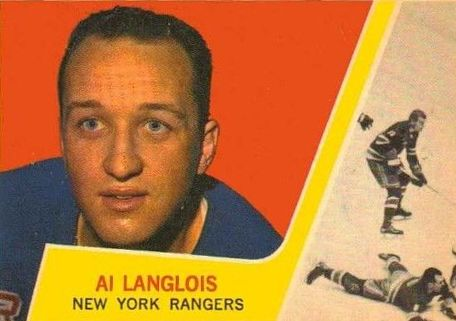
Альбер Ланглуа

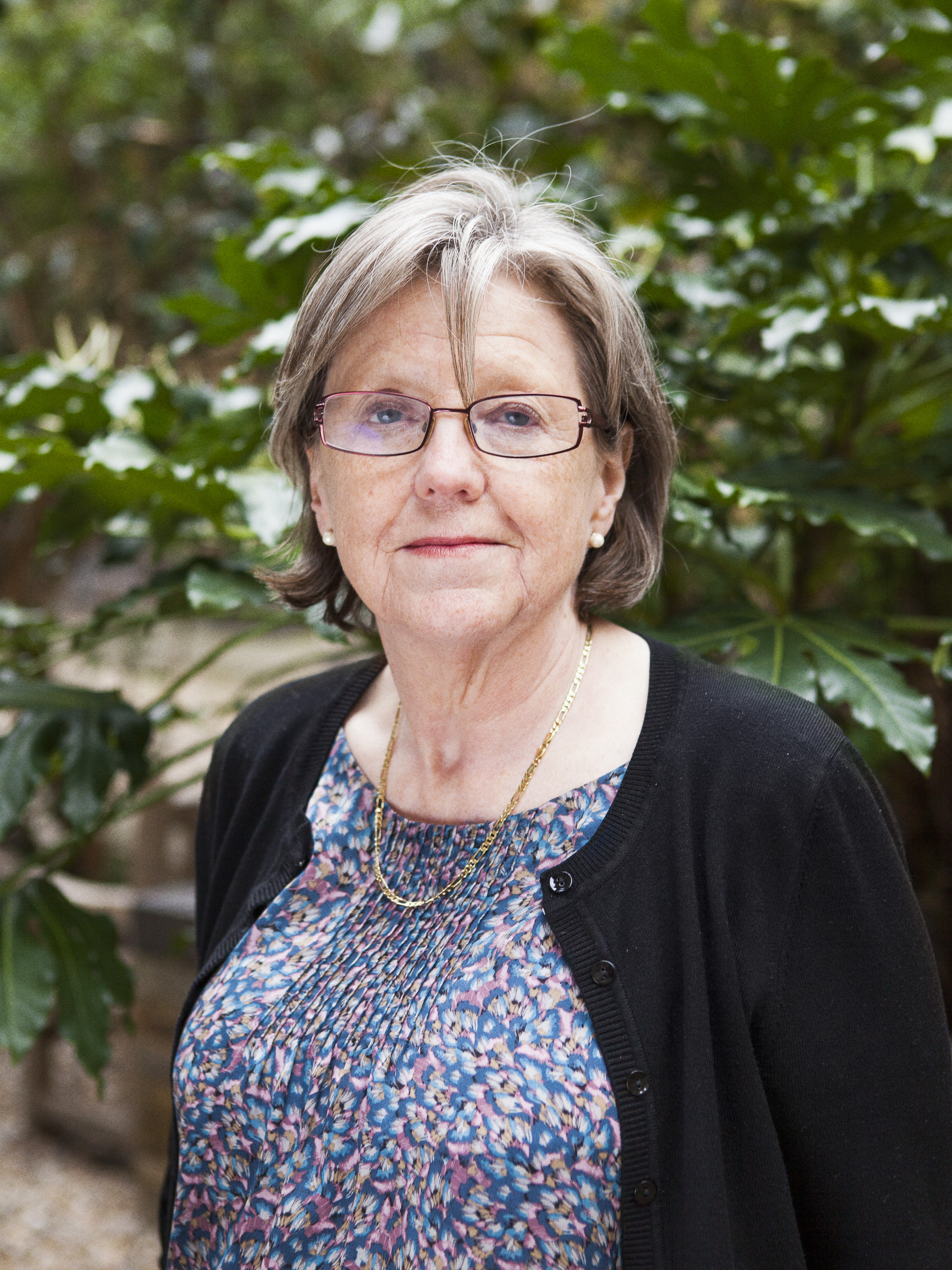
Джорджина Мейс

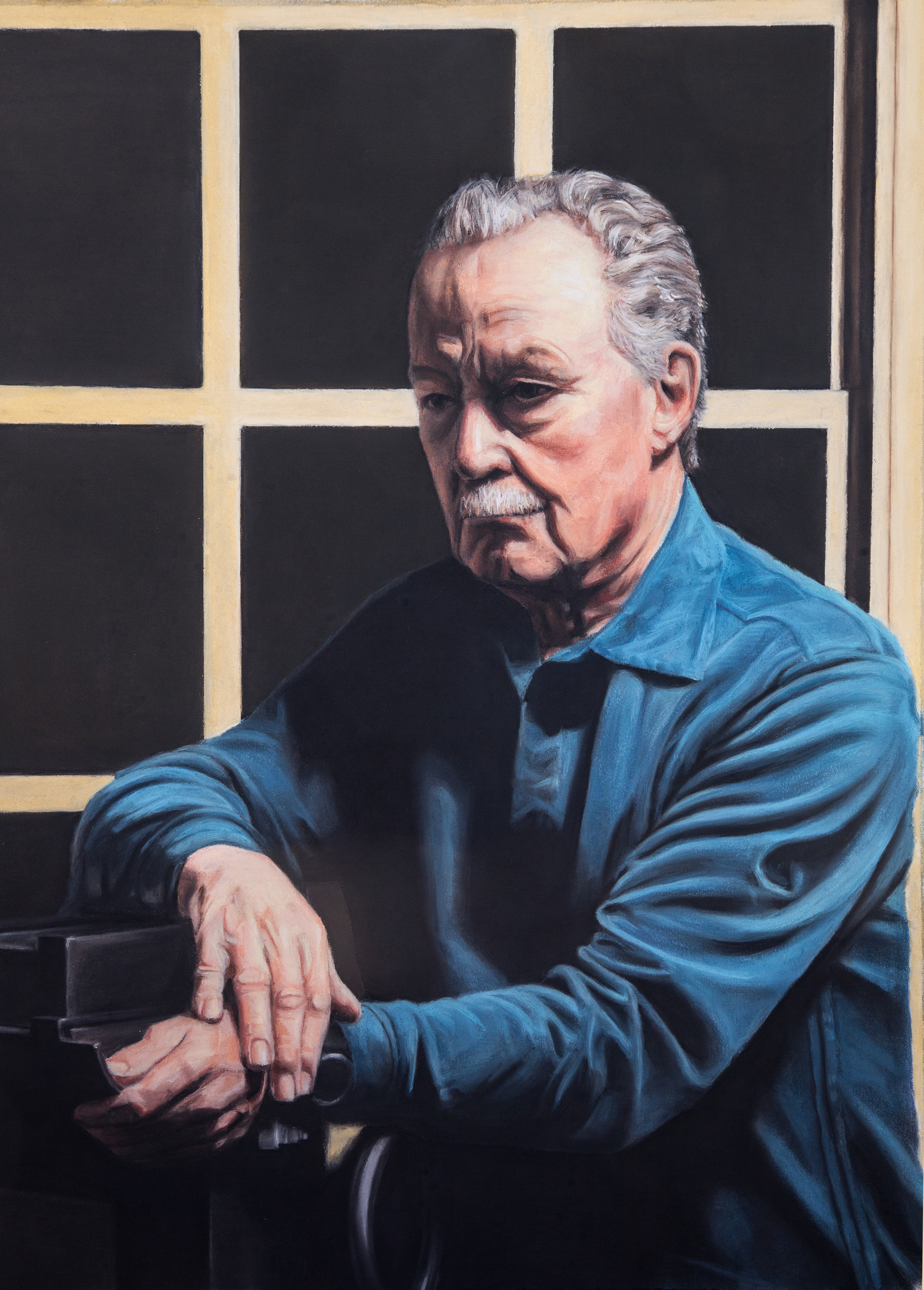
Майкл Чэпмен

- Барноев, Уктам Исаевич (55) — узбекский государственный деятель, вице-премьер Узбекистана (с 2020 года)[155].
- Бенвенисти, Мерон (86) — израильский политолог[156].
- Вера, Херардо (73) — испанский дизайнер костюмов, режиссёр театра и кино[157].
- Давидян, Норайр Рафаэлович (70) — армянский хирург и государственный деятель, министр здравоохранения (2003—2007)[158].
- Джалолов, Наримон (88) — советский и узбекский футбольный функционер и тренер[159].
- Жежер, Анатолий Михайлович (82) — советский и украинский художник, заслуженный художник Украины (2014)[160].
- Клостер, Кнут (91) — норвежский судоходный магнат, сооснователь Norwegian Cruise Line (1966)[161].
- Ланглуа, Альбер (85) — канадский хоккеист, трёхкратный обладатель Кубка Стэнли с «Монреаль Канадиенс» (1958—1960)[162].
- М'Бом, Эфрем (66) — камерунский футболист, игрок национальной сборной, участник Чемпионата мира по футболу 1982[163].
- Мейс, Джорджина (67) — английский эколог и популяционный биолог, член Лондонского королевского общества (2002)[164].
- Россанда, Россана (96) — итальянская журналистка, сооснователь Il Manifesto[165].
- Стойков, Василий Иванович (91) — протоиерей Русской православной церкви, настоятель храма святителя Иоанна Милостивого, проректор СПбДА (с 1996 года)[166].
- Чапман, Майкл (84) — американский кинооператор и кинорежиссёр[167].
- Щуров, Вячеслав Михайлович (83) — советский и российский музыковед, доктор искусствоведения (1992), профессор кафедры истории русской музыки МГК им. П. И. Чайковского, заслуженный деятель искусств Российской Федерации[168].

## 19 сентября

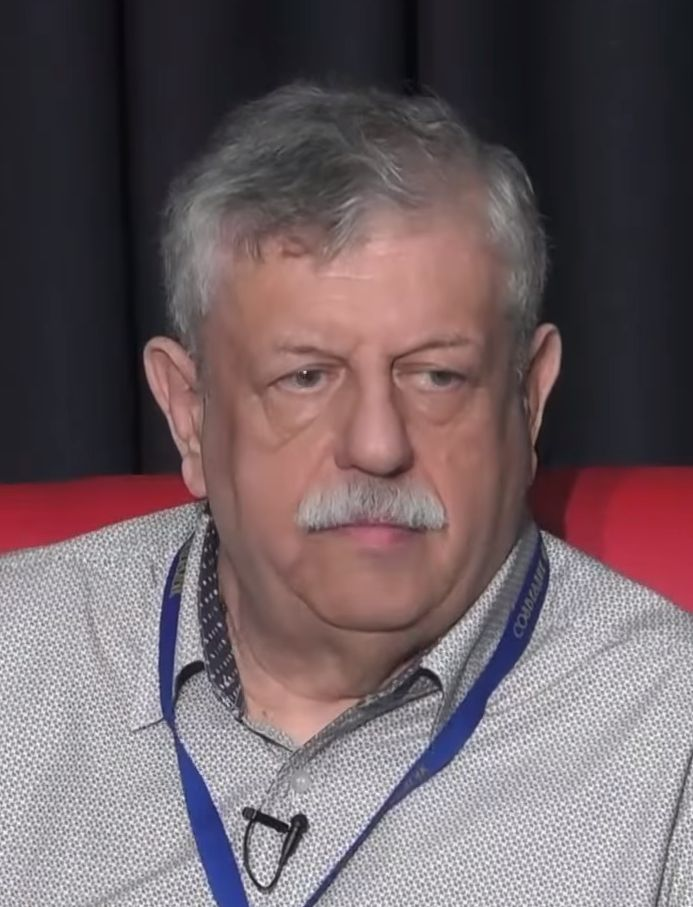
Михаил Борисов

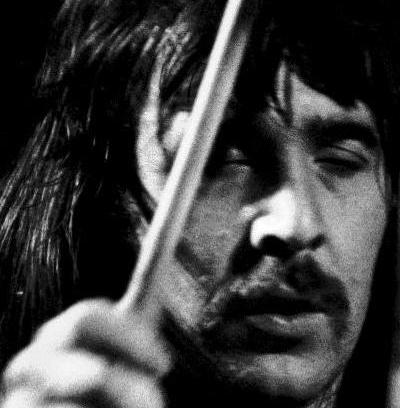
Ли Керслейк

- Борисов, Михаил Борисович (71) — российский театральный режиссёр и телеведущий, заслуженный деятель искусств Российской Федерации (2000)[169].
- Вижевитова, Татьяна Анатольевна (57) — российский государственный и политический деятель, вице-мэр города Омска (2005—2011), и. о. мэра Омска (2011—2012), вице-губернатор Омской области (2015—2018)[170].
- Иосиф (Гребинка) (88) — клирик РПЦЗ, епископ Вашингтонский неканонической РПЦЗ (А) (2008—2015)[171].
- Калинин, Павел Григорьевич (97) — советский военачальник, заместитель командующего ВДВ по вооружению (1979—1987), генерал-лейтенант[172].
- Кендалл, Дональд Макинтош (99) — американский предприниматель и политический советник, генеральный директор PepsiCo (1971—1986)[173].
- Керслейк, Ли (73) — английский музыкант, барабанщик Uriah Heep[174].
- Корнейчук, Игорь Александрович (54) — российский театральный актёр и певец, артист Рязанского музыкального театра[175].
- Прищепа, Валерий Павлович (63) — российский литературовед, доктор филологических наук (1999), профессор кафедры литературы ХГУ[176].
- Фатер, Карой (80) — венгерский футболист, олимпийский чемпион (1968)[177].
- Червяков, Дмитрий Иванович (98) — советский передовик промышленного производства, Герой Социалистического Труда (1974)[178].

## 18 сентября

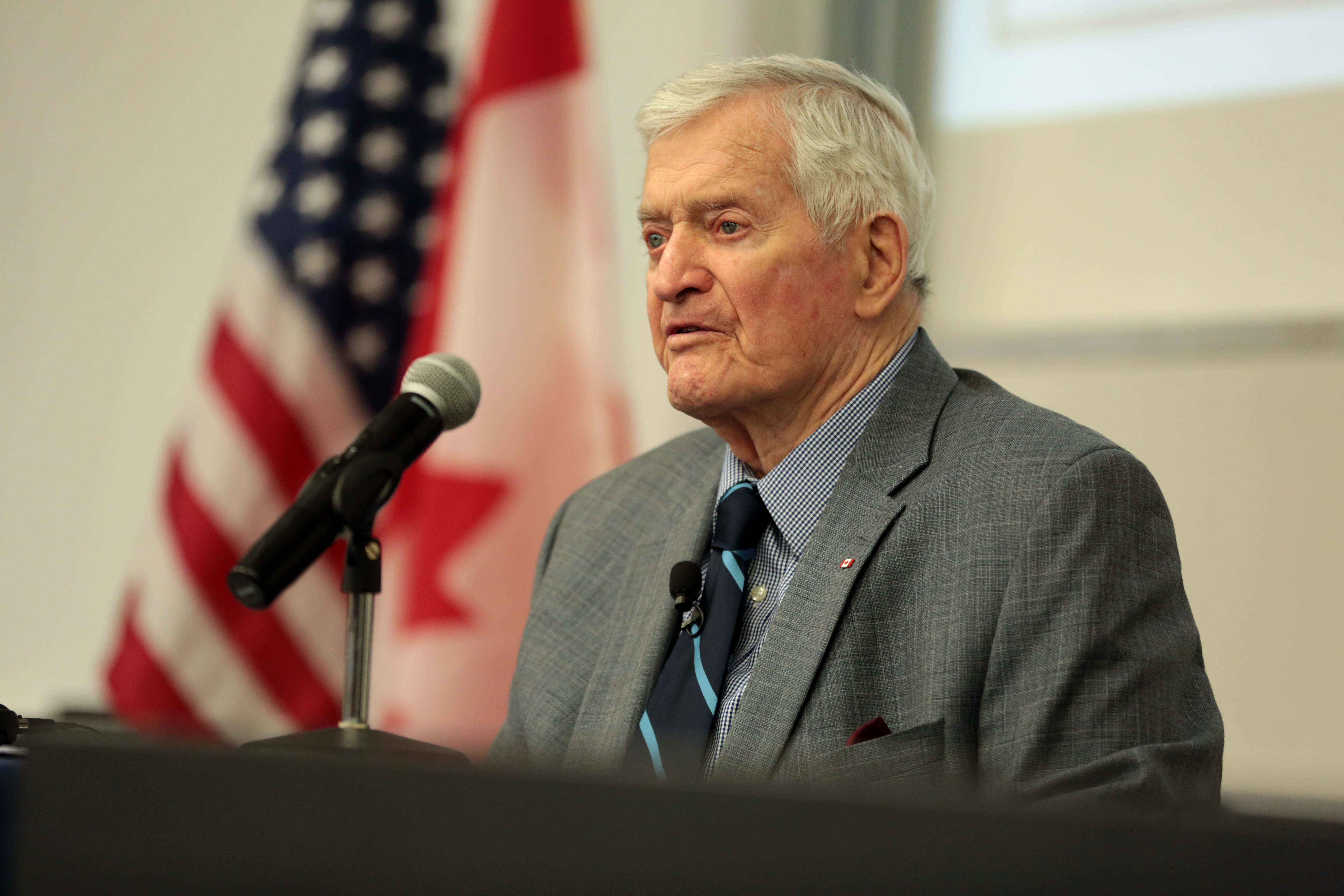
Джон Тёрнер

- Алексеев, Анатолий Андреевич (72) — российский психолог, профессор кафедры психологии развития и образования РГПУ им. А. И. Герцена[179].
- Атви, Мохамед (32) — ливанский футболист, игрок «Аль-Ансара» и национальной сборной; несчастный случай[180].
- Бандопадхьяй, Асит (84) — индийский актёр, сценарист и режиссёр[181].
- Бастрыга, Иван Михайлович (82) — советский и украинский организатор производства, генеральный директор Запорожского алюминиевого комбината (1988—2002)[182].
- Гинзбург, Рут Бейдер (87) — американский юрист, член Верховного суда США (с 1993 года)[183].
- Гуфан, Юрий Михайлович (80) — российский физик, доктор физико-математических наук (1983), профессор (1991), заслуженный деятель науки Российской Федерации (2008)[184].
- Коэн, Стивен (81) — американский историк-советолог[185].
- Перелыгина, Елена Борисовна (70) — российский психолог, член-корреспондент РАО (2016)[186].
- Прохоров, Вадим Семёнович (89) — советский и российский правовед, доктор юридических наук (1987), почётный профессор СПбГУ (2005), заслуженный деятель науки Российской Федерации (2010)[187].
- Розенштраух, Леонид Валентинович (83) — советский и российский физиолог, член-корреспондент АМН СССР/РАМН (1988—2014), академик РАН (2003)[188].
- Тёрнер, Джон (91) — канадский государственный деятель, премьер-министр Канады (1984)[189].
- Трийя, Марсель (80) — французский журналист и режиссёр-документалист[190].
- Шведюк, Валерий Самойлович (74) — советский футболист и украинский футбольный тренер[191].

## 17 сентября

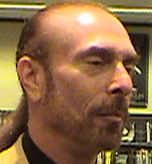
Терри Гудкайнд

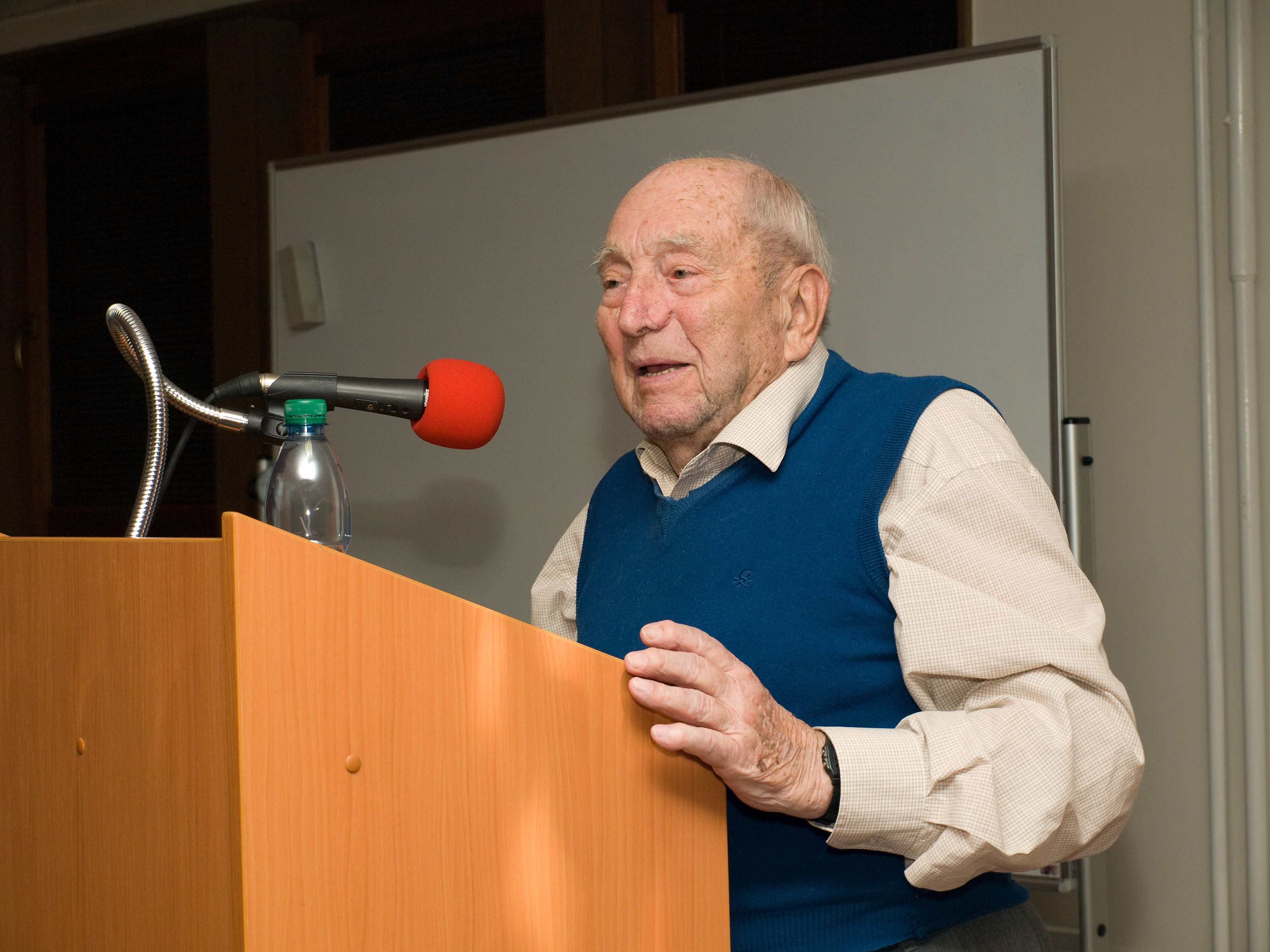
Лубош Перек

- Алиу, Джимох (80) — нигерийский актёр[192].
- Беляев, Юрий Иннокентьевич (89) — советский и российский нейрохирург, доктор медицинских наук, профессор кафедры неврологии с курсом нейрохирургии Тюменского ГМУ[193].
- Величковский, Борис Тихонович (96) — советский и российский гигиенист, академик АМН СССР/РАМН (1988—2013), академик РАН (2013)[194].
- Гор, Роберт (83) — американский инженер, изобретатель Gore-Tex[195].
- Гудкайнд, Терри (72) — американский писатель[196].
- Козец, Пётр Алексеевич (66) — российский актёр и режиссёр-кукольник, главный режиссёр Амурского областного театра кукол (с 1998 года), заслуженный артист Российской Федерации[197].
- Котляров, Юрий Васильевич (72) — советский футболист[198].
- Лютик, Мирча Саввич (81) — советский и украинский румыноязычный писатель и литературный переводчик[199].
- Перек, Лубош (101) — чешский астроном[200].
- Раклик, Джо (82) — американский баскетболист («Голден Стэйт Уорриорз»)[201].
- Сисилиано, Рикардо (43) — колумбийский футболист («Депортес Толима»; «Мильонариос»[202].
- Харрисон, Редж (97) — английский футболист («Дерби Каунти»)[203].
- Шарль-Альфред, Даниэль (86) — французский футболист[204].
- Шумахер, Григорий Иосифович (77) — российский невролог, доктор медицинских наук (1999), профессор (1999), сотрудник АГМУ, заслуженный врач Российской Федерации (2007)[205].

## 16 сентября

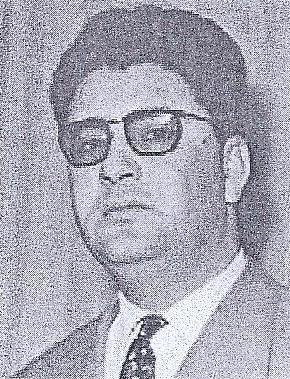
Ахмед Бен Саллах

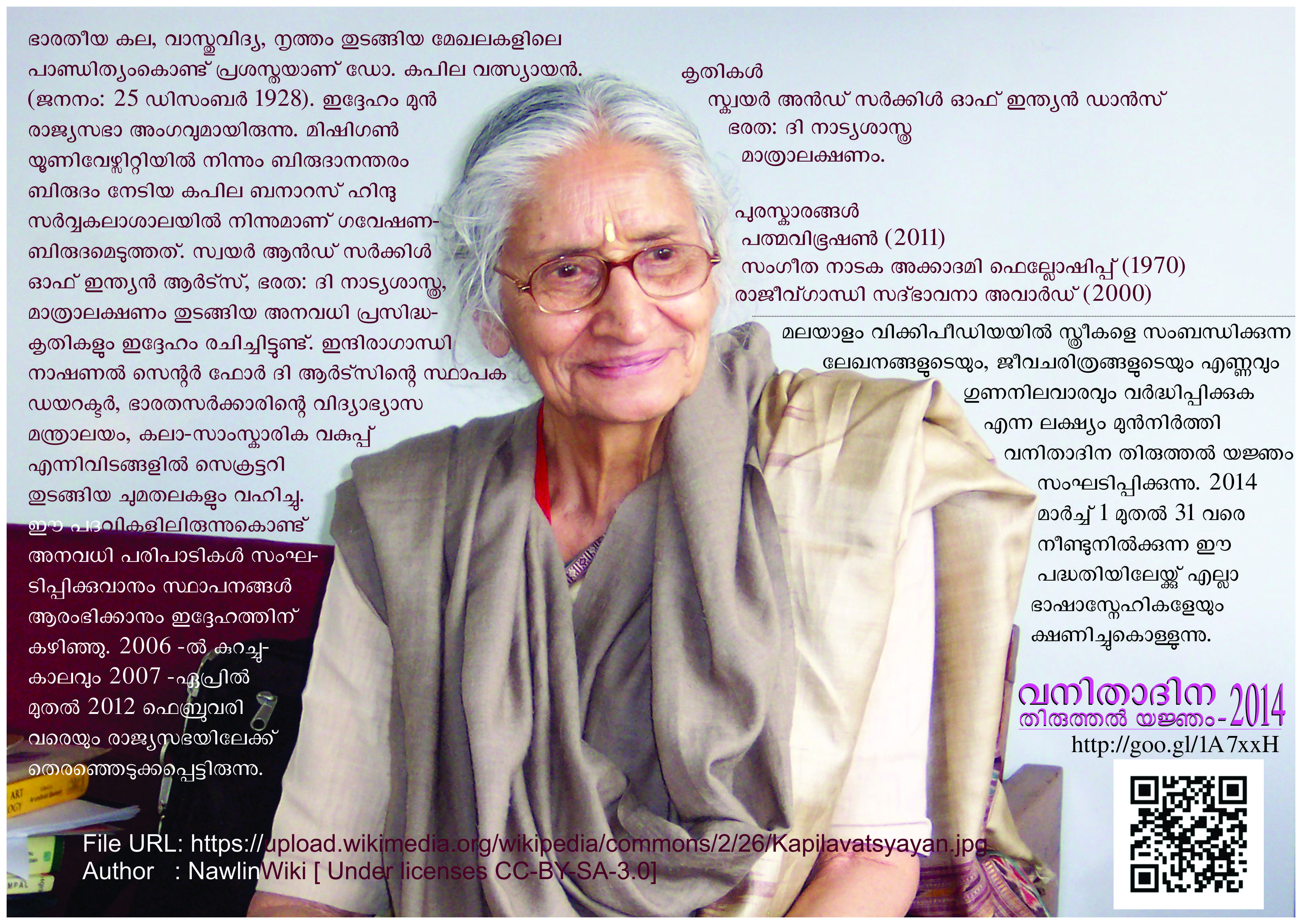
Капила Ватсьяян

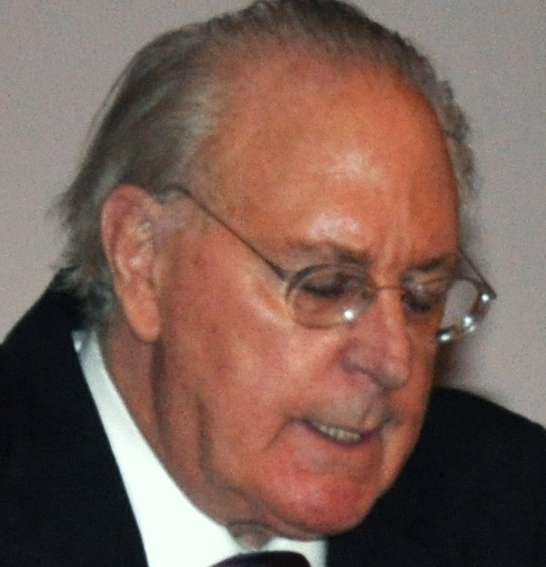
Уинстон Грум

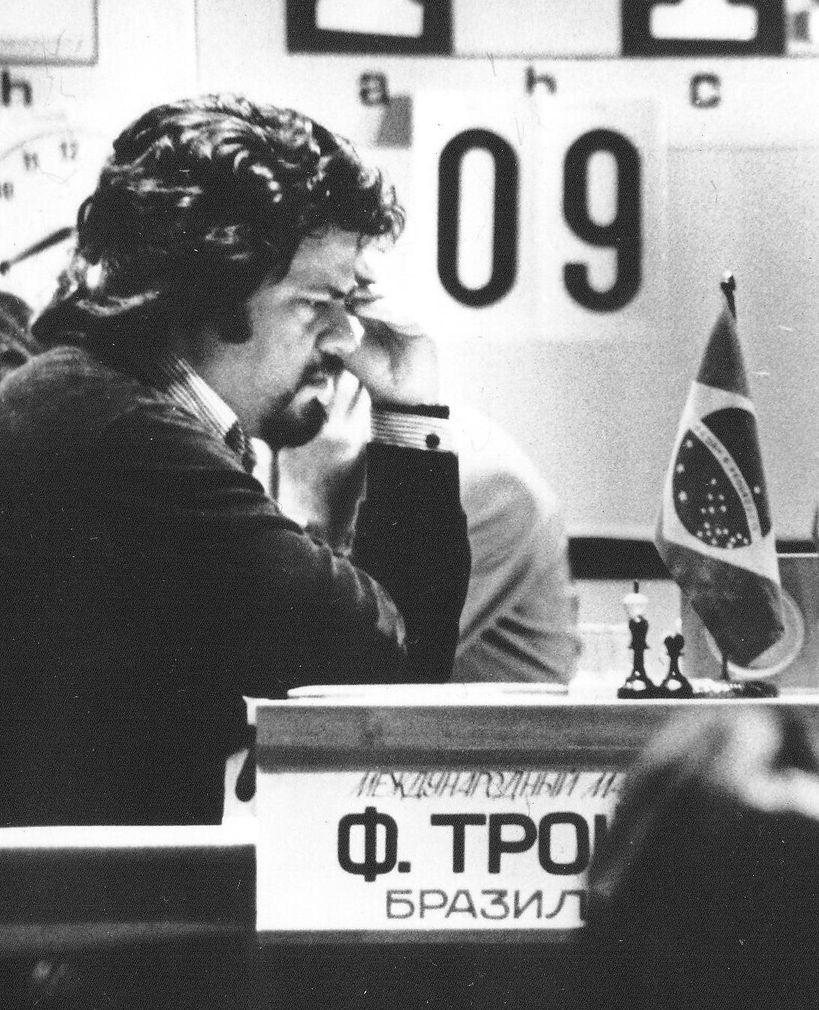
Франсиско Троис

- Бен Салах, Ахмед (94) — тунисский профсоюзный и государственный деятель, министр финансов (1961—1969)[206].
- Бруно, Эдоардо (92) — итальянский кинокритик и кинорежиссёр[207].
- Ватсьяян, Капила (91) — индийский историк культуры, иностранный член РАН (1994)[208].
- Грум, Уинстон (77) — американский писатель[209].
- Гуревич, Виктор Абрамович (85) — советский баскетболист и украинский тренер по баскетболу[210].
- Данфорт, Уильям Генри (94) — американский врач и университетский администратор, ректор Университета Вашингтона в Сент-Луисе (1971—1995)[211].
- Жисперт Фелиу, Нурия (84) — испанская политическая деятельница[212].
- Ирасоки, Энрико (76) — испанский киноактёр и экономист[213].
- Киртовский, Имант Христианович (90) — советский и латвийский экономист и историк (о смерти объявлено в этот день)[214].
- Крауч, Стэнли (74) — американский писатель и музыкальный критик[215].
- Лаврентьев, Зосим Фёдорович (87) — российский живописец, народный художник Российской Федерации (2009)[216].
- Левченко, Алексей Алексеевич (72) — украинский художник кино и кинорежиссёр, заслуженный деятель искусств Украины (2019)[217].
- Марцинкевич, Максим Сергеевич (Тесак) (36) — российский видеоблогер неонацистского толка[218].
- Рихванов, Леонид Петрович (75) — российский геолог, доктор геолого-минералогических наук (2000), профессор (2001), заслуженный деятель науки Российской Федерации[219].
- Тагаев, Калыйбек (80) — советский и киргизский композитор и актёр, народный артист Киргизской Республики (1998)[220].
- Троис, Франсиско (74) — бразильский шахматист[221].
- Цаликов, Мусса Данилбекович (83) — советский и российский футболист и тренер, заслуженный тренер РСФСР (1979)[222].
- Чернышёв, Владимир Васильевич (82) — казахстанский политический деятель, депутат Верховного Совета Казахстана[223].

## 15 сентября

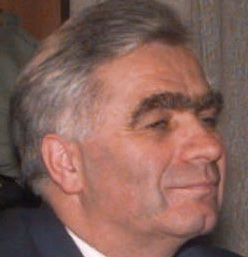
Момчило Краишник

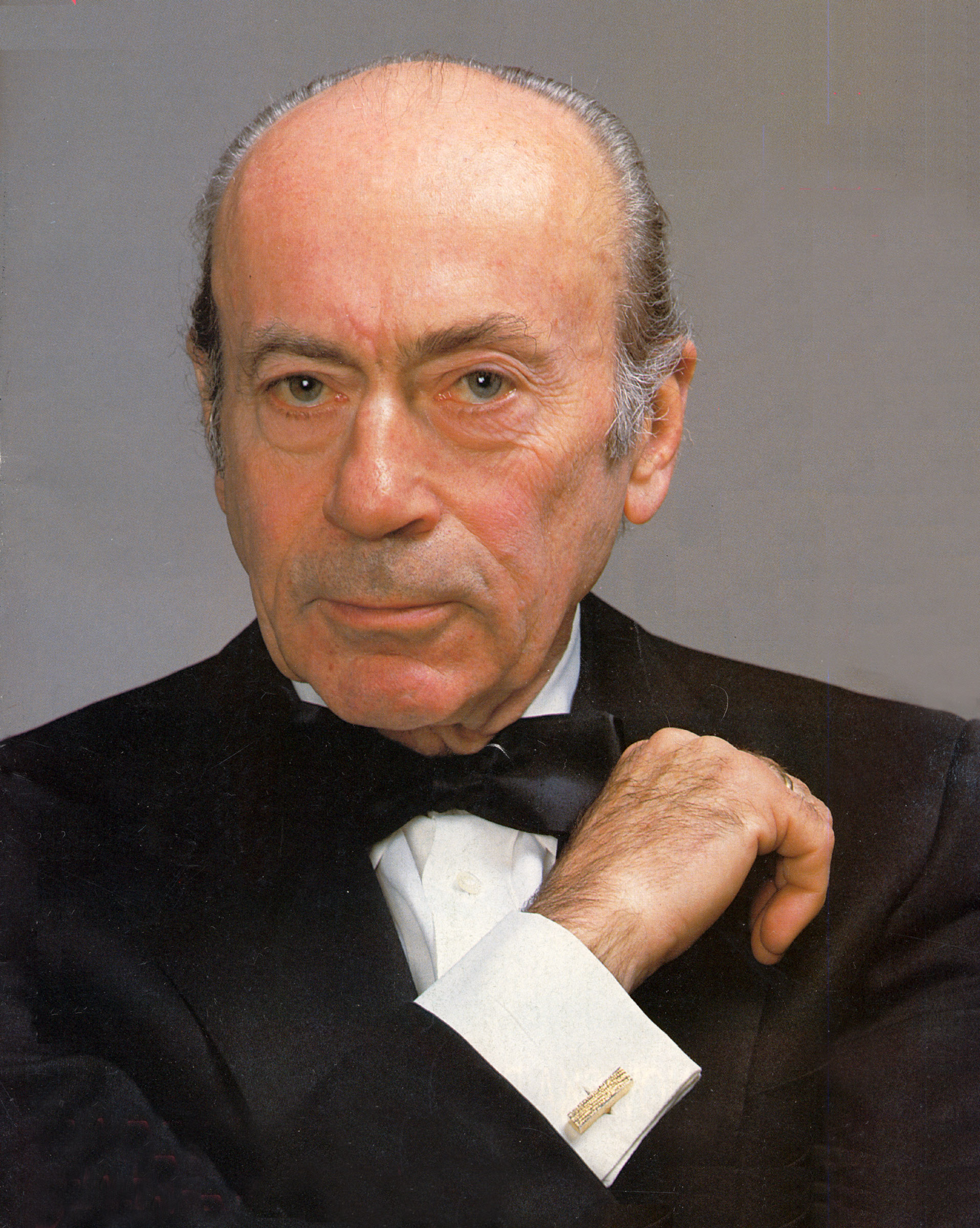
Ян Кренц

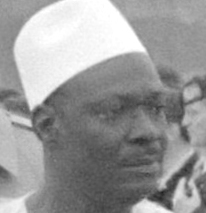
Муса Траоре

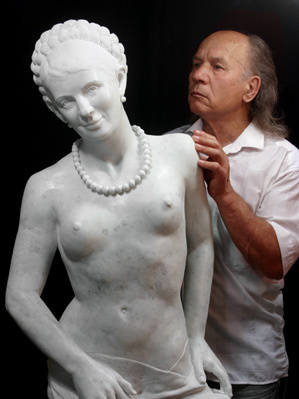
Николай Шматько

- Альсар, Виталь (87) — испанский морской путешественник[224].
- Беарс, Эд (97) — американский военный историк[225].
- Ван Чжилян (79) — китайский спортсмен (настольный теннис), чемпион мира (1963)[226].
- Еленков, Лучезар (84) — болгарский поэт[227].
- Канева, Ирина Трофимовна (85) — советский и российский языковед-шумеролог, доктор филологических наук (1998), сотрудник ИВ РАН (1957—2013)[228].
- Карт, Кэролайн (88) — нидерландская оперная певица[229].
- Картер, Стив (90) — американский драматург[230].
- Коцевский, Данило (73) — македонский писатель и литературный критик[231].
- Краишник, Момчило (75) — боснийский политический деятель, спикер Национального собрания Республики Сербской (1991—1996)[232].
- Кренц, Ян (94) — польский композитор и дирижёр[233].
- Кузьменко, Инна Петровна (82) — советская и российская актриса, артистка Курского драмтеатра (с 1979 года), заслуженная артистка РСФСР (1990)[234].
- Кырач, Суна (79) — турецкая бизнес-леди и миллиардер[235].
- Мефано, Поль (83) — французский композитор и дирижёр[236].
- Непомнящий, Валентин Семёнович (86) — российский литературовед-пушкинист, доктор филологических наук (1999), сотрудник ИМЛИ РАН (с 1992 года)[237].
- Рашидов, Асил Рашидович (90) — советский и узбекский литературовед и переводчик, заслуженный деятель искусств Узбекистана, брат Шарафа Рашидова[238].
- Торелли, Марио (83) — итальянский археолог[239].
- Траоре, Муса (83) — малийский государственный деятель, президент Мали (1968—1991)[240].
- Фунтиков, Александр Иосифович (87) — советский и российский физик-ядерщик, доктор физико-математических наук, профессор, сотрудник ОИВТ РАН[241].
- Хуан, Алиен (36) — тайваньский актёр и певец[242].
- Шахмарданов, Эседуллах Азизович (70) — советский и российский тренер по вольной борьбе, заслуженный тренер России[243].
- Шматько, Николай Гаврилович (77) — украинский скульптор и художник[244]..

## 14 сентября

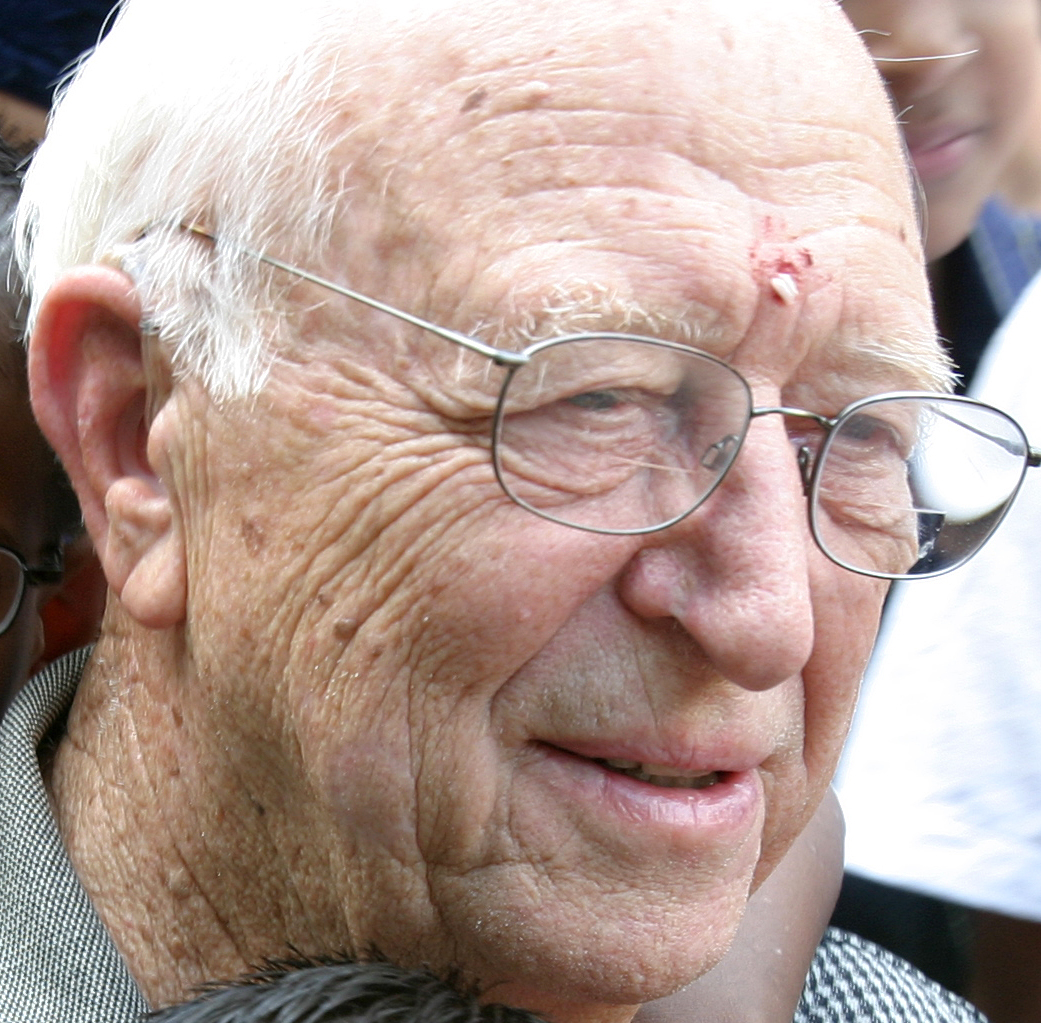
Уильям Генри II Гейтс

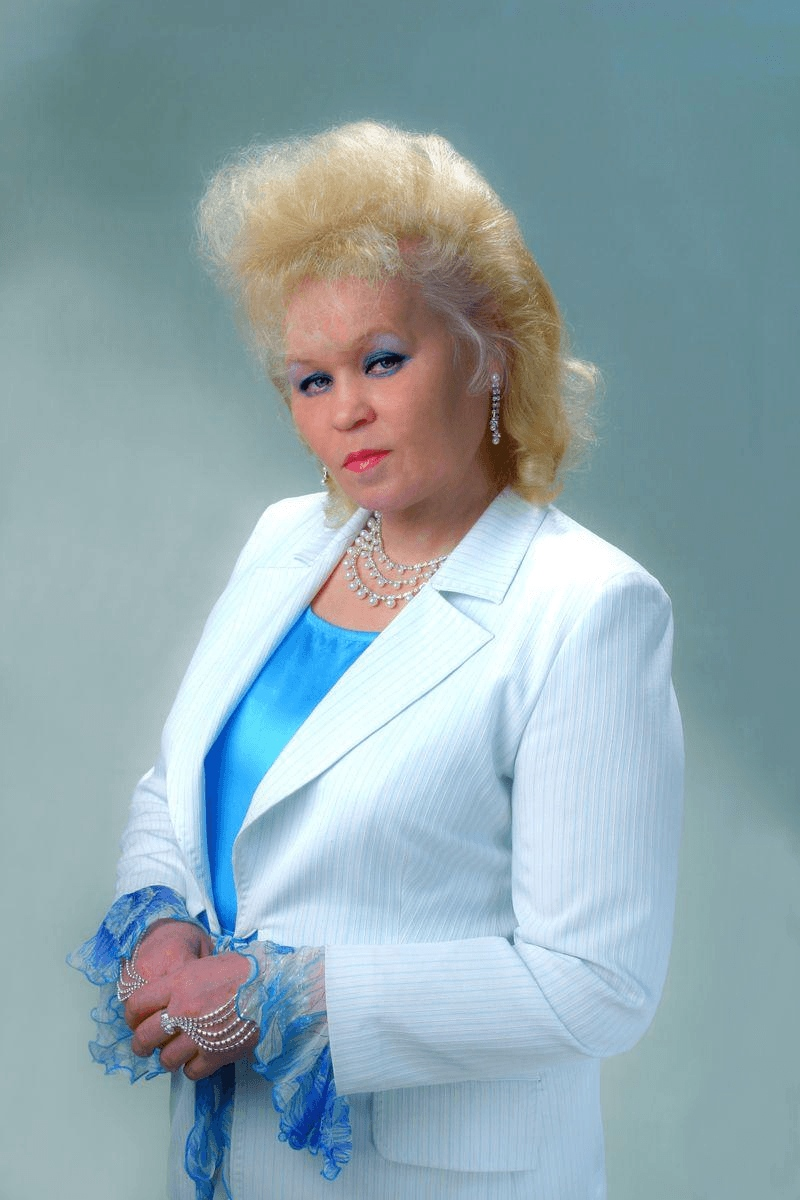
Хамдуна Тимергалиева

- Асина, Сэй (36) — японская актриса; самоубийство.
- Баччу, Садек (66) — бангладешский киноактёр[245].
- Гейтс, Уильям Генри II (94) — американский адвокат, отец Билла Гейтса[246].
- Гесдон, Андре (71) — французский футболист («Монако», «Бастия», «Ницца»)[247].
- Дебре, Франсуа (78) — французский писатель и журналист[248].
- Иванов, Владимир Сергеевич (92) — советский и российский терапевт-стоматолог, доктор медицинских наук, профессор кафедры терапевтической стоматологии РМАНПО, заслуженный деятель науки Российской Федерации[249].
- Иванова, Валентина Дмитриевна (93) — советский и российский хирург, доктор медицинских наук (1971), почётный профессор СамГМУ (2003)[250].
- Кэша, Эл (83) — американский композитор и автор песен, двукратный лауреат Премии «Оскар» за лучшую песню к фильму (1973, 1975)[251].
- Кушчанов, Махмуд Раджапович (49) — узбекский тренер по велоспорту[252].
- Лобато, Хосе Антонио (64) — испанский актёр театра и кино[253].
- Магинья, Алисия (81) — перуанская певица и композитор[254].
- Стивенсон, Анна (87) — английская поэтесса[255].
- О Ин-хе (36) — южнокорейская актриса; самоубийство[256].
- Тимергалиева, Хамдуна Саитгалиевна (71) — советская и российская татарская певица, народная артистка Татарстана[257].
- Харисов, Ринат Гатинович (71) — российский геофизик, генеральный директор компании «ТНГ-Групп» (2006—2017)[258].
- Христов, Петко (69) — болгарский религиозный деятель, католический епископ Никопола (с 1994 года)[259].

## 13 сентября

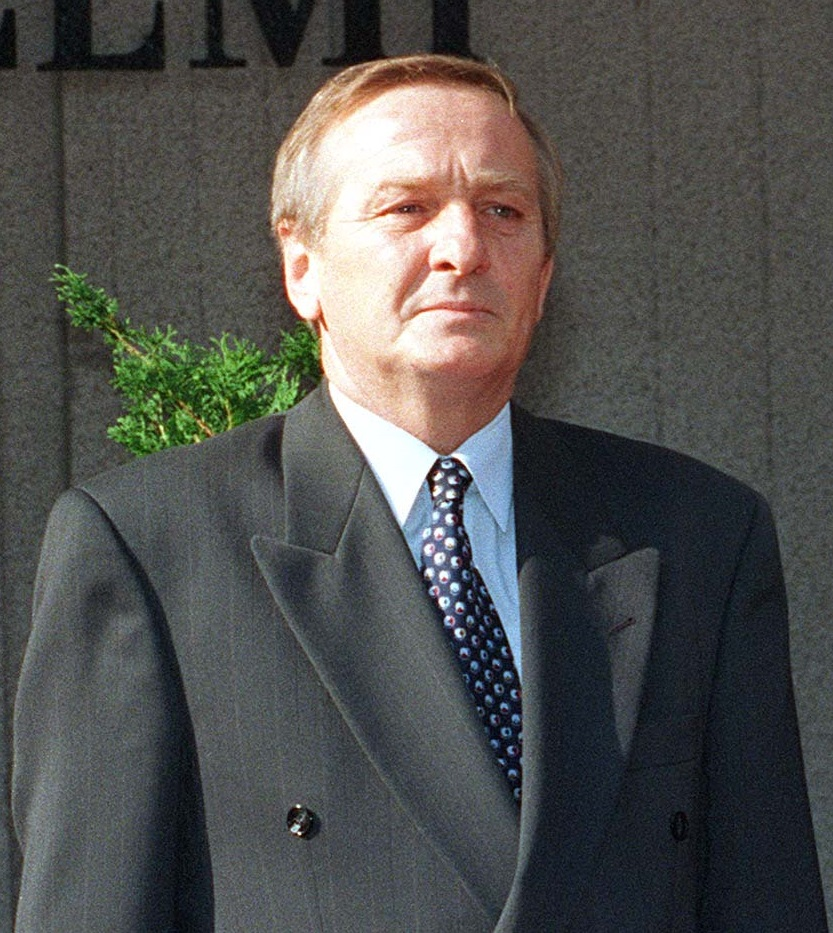
Дьёрдь Келети

- Акинвале, Айо (74) — нигерийский киноактёр[260].
- Брокай, Сабит (78) — албанский врач и политический деятель, депутат парламента Албании, министр обороны Албании (1997—1999)[261].
- Гребнев, Николай Иванович (74) — советский и российский писатель, журналист, педагог[262].
- Дас, Аджит (71) — индийский киноактёр[263].
- Дебре, Бернар (75) — французский политический деятель, депутат Национального собрания Франции[264].
- Зигмунд, Гюнтер (83) — немецкий боксёр, бронзовый призёр летних Олимпийских игр в Риме (1960)[265].
- Казеллати, Антонио (92) — итальянский политический деятель, мэр Венеции (1987—1990)[266].
- Касаткин, Леонид Леонидович (93) — советский и российский лингвист, доктор филологических наук (1986), профессор, сотрудник отдела современного русского языка ИРЯ РАН[267].
- Кафиеро, Марио (64) — аргентинский политический деятель, депутат нижней палаты парламента[268].
- Келети, Дьёрдь (74) — венгерский политический деятель, министр обороны Венгрии (1994—1998), депутат Национальной ассамблеи Венгрии[269].
- Коллино, Альберто (73) — итальянский математик[270].
- Лапейронни, Дидье (64) — французский социолог, профессор Университета Бордо II и Университета Париж IV Сорбонна[271].
- Пуринь, Владимир Иванович (76) — российский педиатр, доктор медицинских наук (2000), профессор кафедры пропедевтики СПбГПМУ, заслуженный врач Российской Федерации[272].
- Сингх, Радхуванш Прасад (74) — индийский политический деятель, министр по вопросам развития сельского хозяйства Индии[273].
- Феррис, Джон (71) — американский пловец, двукратный бронзовый призёр летних Олимпийских игр в Мехико (1968)[274].
- Шулутко, Борис Ильич (89) — советский и российский терапевт, доктор медицинских наук (1971), профессор (1979), ректор (2003—2007) и президент (с 2007 года) Санкт-Петербургского медико-социального института, заслуженный деятель науки Российской Федерации (1995)[275].

## 12 сентября

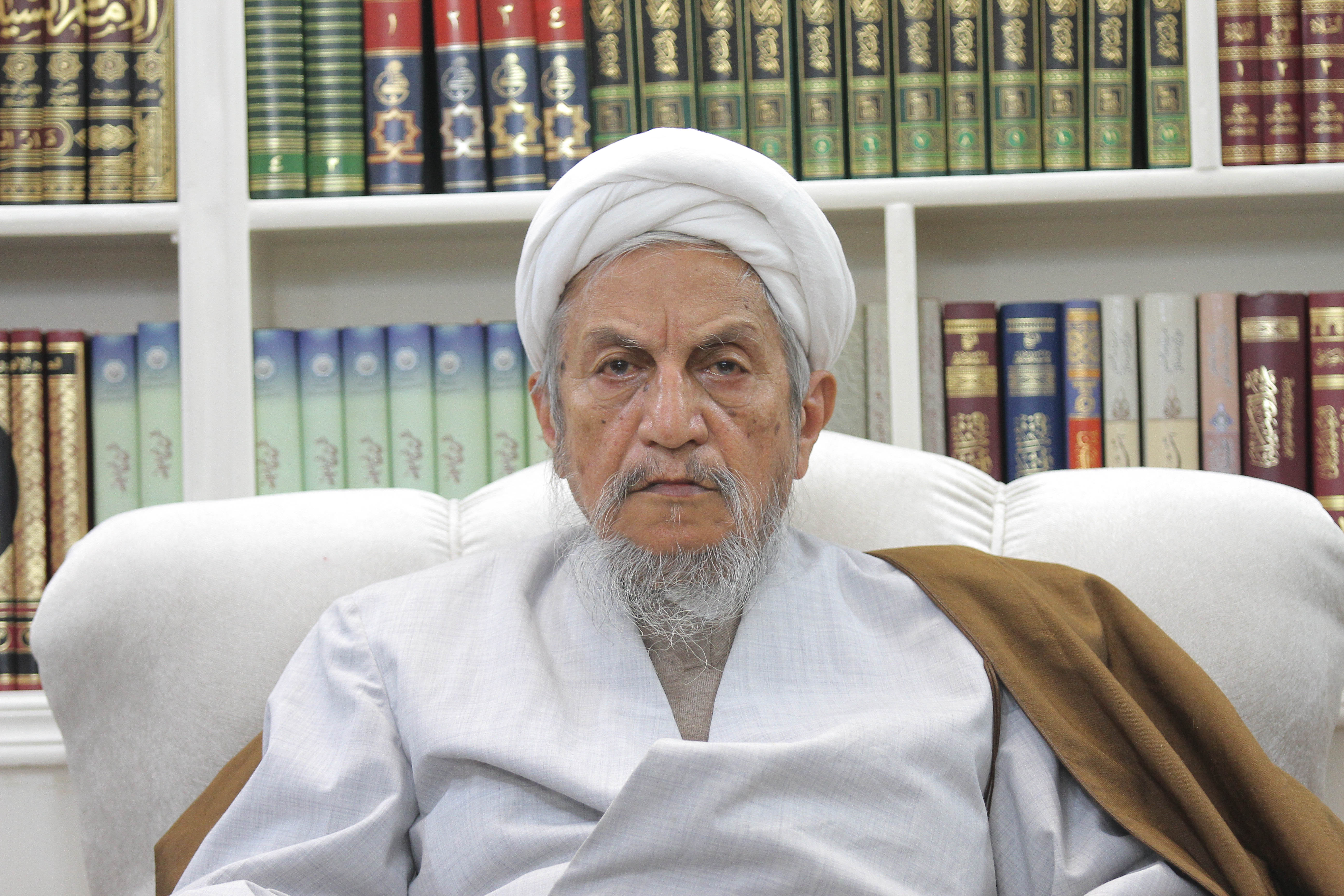
Юсеф Саанеи

- Андреев, Игорь Сергеевич (48) — советский и российский боксёр и тренер[276].
- Афкари, Навид (27) — иранский борец смешанного стиля; повешен[277].
- Горстков, Евгений Николаевич (70) — советский боксёр и спортивный арбитр, двукратный чемпион Европы (1977, 1979), заслуженный мастер спорта СССР (1977)[278].
- Карбонель, Хоакин (73) — испанский поп-певец, автор музыки и текстов песен[279].
- Касамикела, Карлос (72) — аргентинский государственный деятель, министр сельского хозяйства (2013—2015)[280].
- Кириллов, Юрий Борисович (88) — российский хирург и уролог, доктор медицинских наук, профессор кафедры хирургических болезней с курсом урологии РязГМУ, заслуженный деятель науки Российской Федерации[281].
- Клюзель, Жан (96) — французский политический деятель, сенатор (1971—1998)[282].
- Когтянц, Константин (64) — украинский писатель, журналист, историк[283].
- Колла, Виктор Эдуардович (94) — советский и российский фармаколог, доктор биологических наук (1971), профессор[284].
- Конран, Теренс (88) — британский дизайнер, писатель, ресторатор и бизнесмен[285].
- Мегахед, Азми Мохаммед (70) — египетский волейболист, участник летних Олимпийских игр в Монреале (1976)[286].
- Муллин, Михаил Семёнович (73) — российский писатель, поэт, сценарист[287].
- Ноймайр, Зепп (88) — австрийский дирижёр и композитор[288].
- Райк, Хельве Аугустовна (88) — советская и эстонская учительница, депутат Верховного совета СССР[289].
- Саанеи, Юсеф (82) — иранский религиозный деятель, великий аятолла[290].
- Фейхи, Джон (75) — австралийский государственный деятель, министр финансов (1996—2001), президент ВАДА (2008—2013)[291].

## 11 сентября

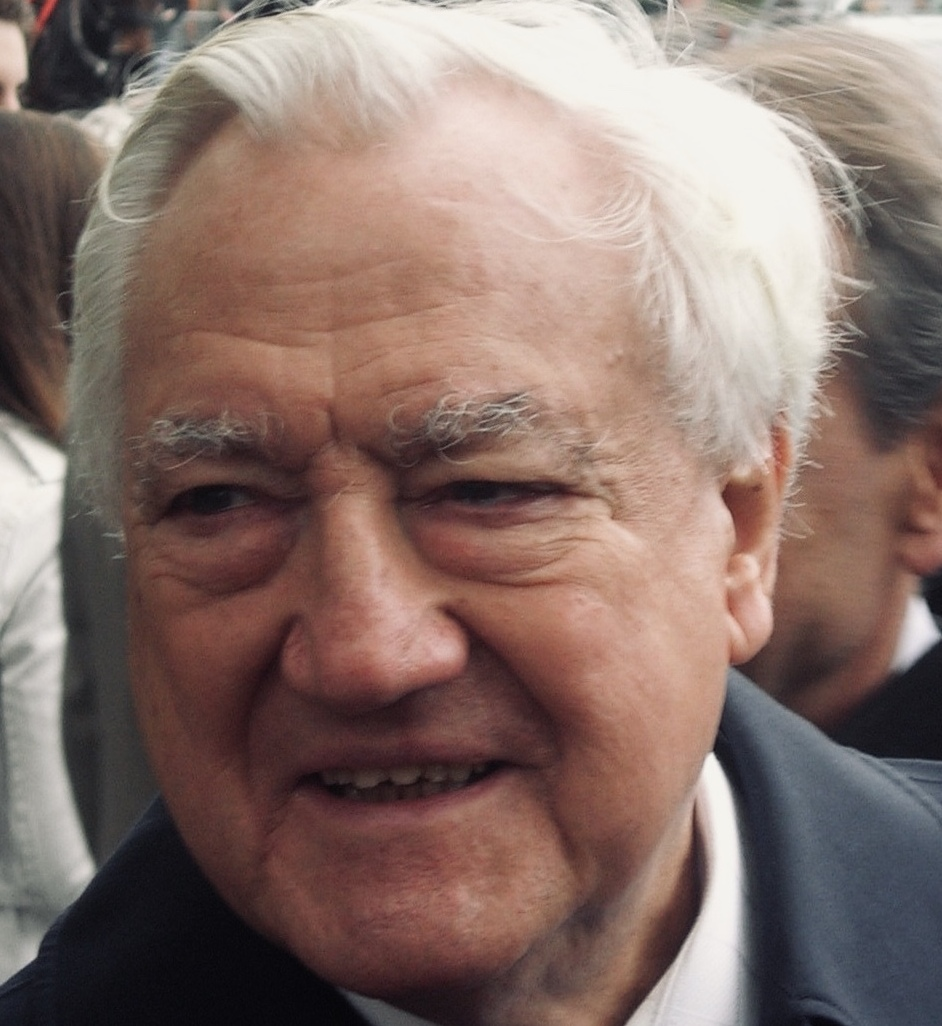
Кристиан Понселе

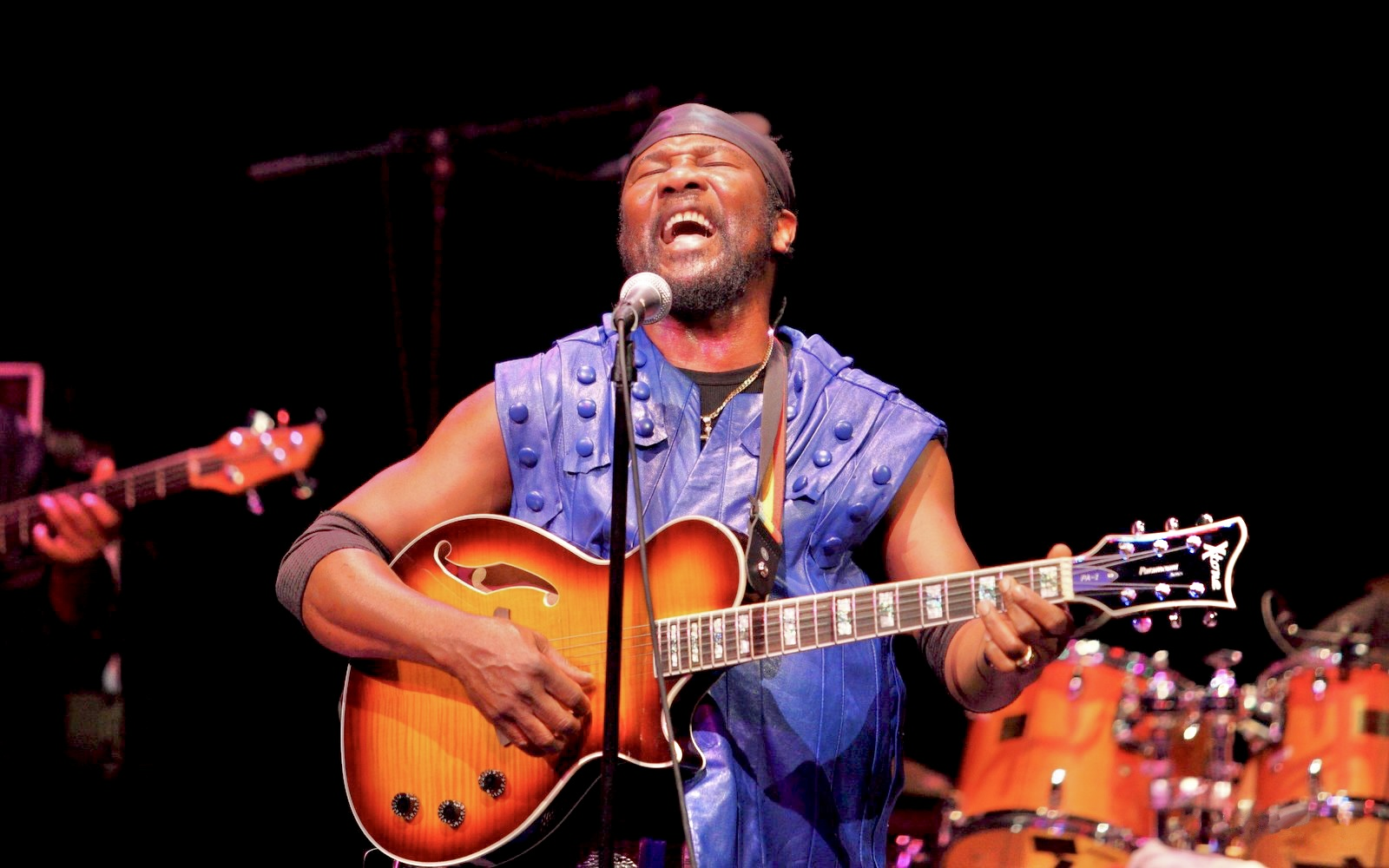
Тутс Хибберт

- Горняк, Мартин (68) — словацкий театральный актёр и режиссёр[292].
- Демирханов, Арэг Саркисович (88) — советский и российский архитектор, народный архитектор Российской Федерации (2002), член-корреспондент АХ СССР/РАХ (1988), член-корреспондент РААСН (1994)[293].
- Карель, Роже (93) — французский актёр[294].
- Лапиньский, Хенрик (87) — польский актёр[295].
- Манен, Кристиан (86) — французский композитор и музыкальный педагог[296].
- Мелош, Х. Джей (73) — американский геофизик, член Национальной академии наук США (2003)[297].
- Мишин, Валерий Алексеевич (72) — российский учёный, доктор технических наук, профессор кафедры «Измерительно-вычислительные комплексы» УлГТУ, заслуженный деятель науки Российской Федерации (1998)[298].
- Понселе, Кристиан (92) — французский государственный деятель, председатель Сената Франции (1998—2008)[299].
- Сагалов, Зиновий Владимирович (89) — русский драматург, поэт, сценарист[300].
- Степанская, Тамара Михайловна (80) — российский искусствовед, доктор искусствоведения (1997), профессор кафедры истории отечественного и зарубежного искусства АлтГУ[301].
- Финци, Роберто (79) — итальянский историк[302].
- Хибберт, Тутс (77) — ямайский певец и автор песен[303].
- Шакер, Надхим (61) — иракский футболист, игрок национальной сборной и футбольный менеджер[304].
- Шапиро Эшер, Мэрили (107) — американская художница и скульптор[305].
- Янс, Аннетт (62) — немецкая оперная певица (меццо-сопрано) и оперный режиссёр[306].

## 10 сентября

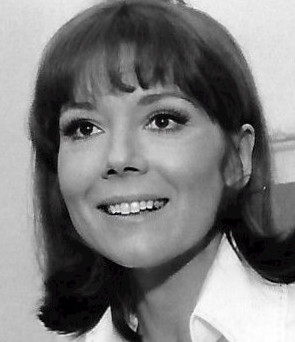
Дайана Ригг

- Адамушко, Владимир Иванович (68) — белорусский историк-архивист[307].
- Блидштейн, Яков (82) — израильский философ, доктор философии (1968), профессор еврейской философии Университета имени Бен-Гуриона, член Израильской академии естественных и гуманитарных наук (2007), лауреат Премии Израиля (2006)[308].
- Бомани, Марк (88) — танзанийский генеральный прокурор (1965—1976)[309].
- Ваал, Линдерт ван дер (91) — нидерландский государственный деятель, депутат Европейского парламента (1984—1997)[310].
- Вонгман, Наронг (94) — таиландский государственный деятель, министр сельского хозяйства и кооперативов (1983—1986), заместитель премьер-министра (1992)[311].
- Десьяж, Себастьен (46) — французский футбольный арбитр.
- Зайцев, Валерий Борисович (80) — российский гистолог, доктор медицинских наук (1997), профессор кафедры гистологии, эмбриологии и цитологии Кировского ГМУ[312].
- Кулай, Ян (62) — польский фермер, профсоюзный деятель и предприниматель, первый председатель Сельской «Солидарности» (1981—1982)[313].
- Литвак, Михаил Ефимович (82) — советский и российский психиатр и психотерапевт[314].
- Ригг, Дайана (82) — английская актриса[315].
- Сёч, Иштван (92) — венгерский писатель и переводчик[316].
- Скотт, Бэрри (65) — американский актёр[317].
- Смирнов, Михаил Юрьевич (64) — советский и российский журналист, игрок телевизионной игры «Что? Где? Когда?»[318].
- Эберхардт, Пётр (84) — польский географ, доктор наук (1968), профессор Люблинского католического университета (1994)[319]

## 9 сентября

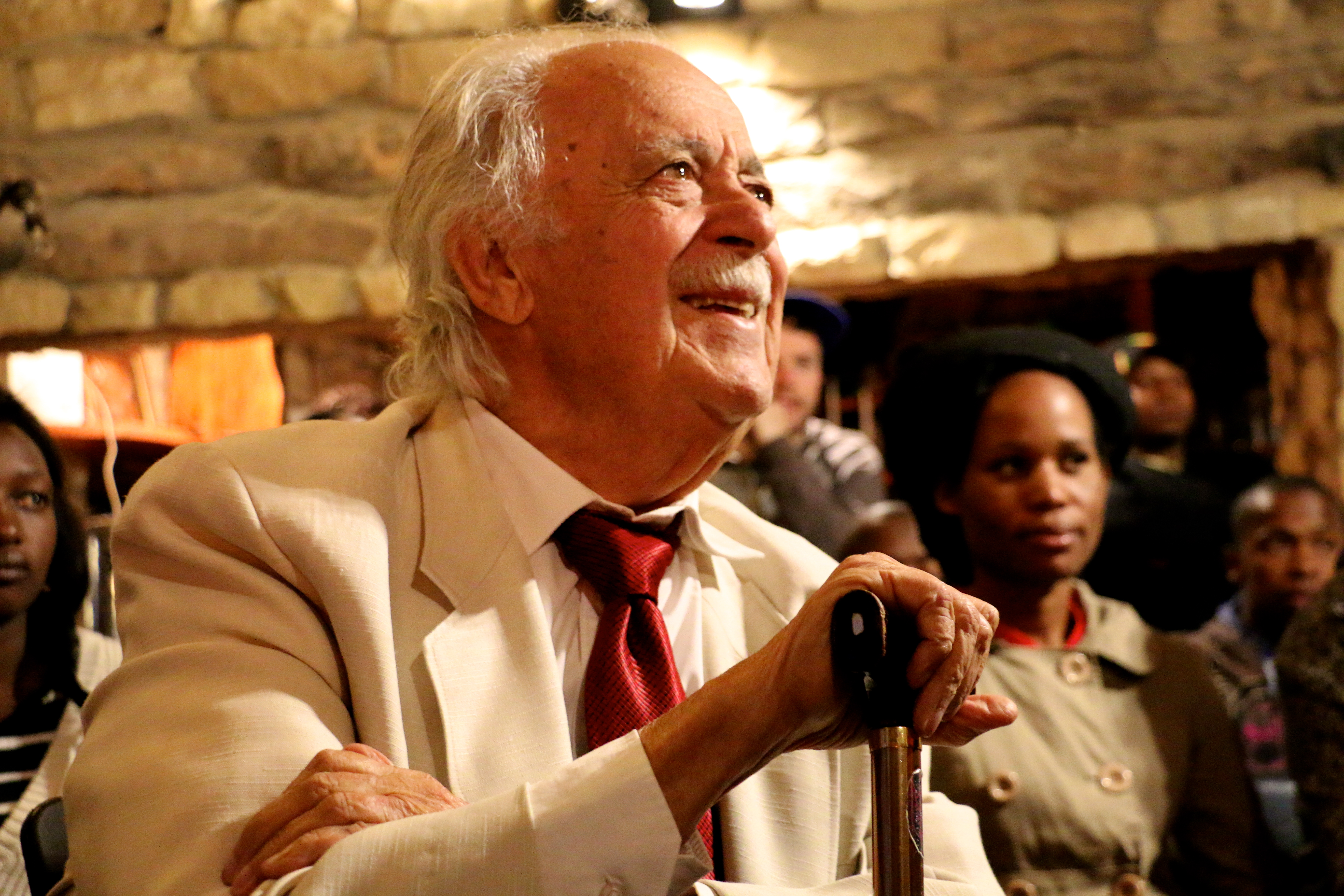
Георгиос Бизос

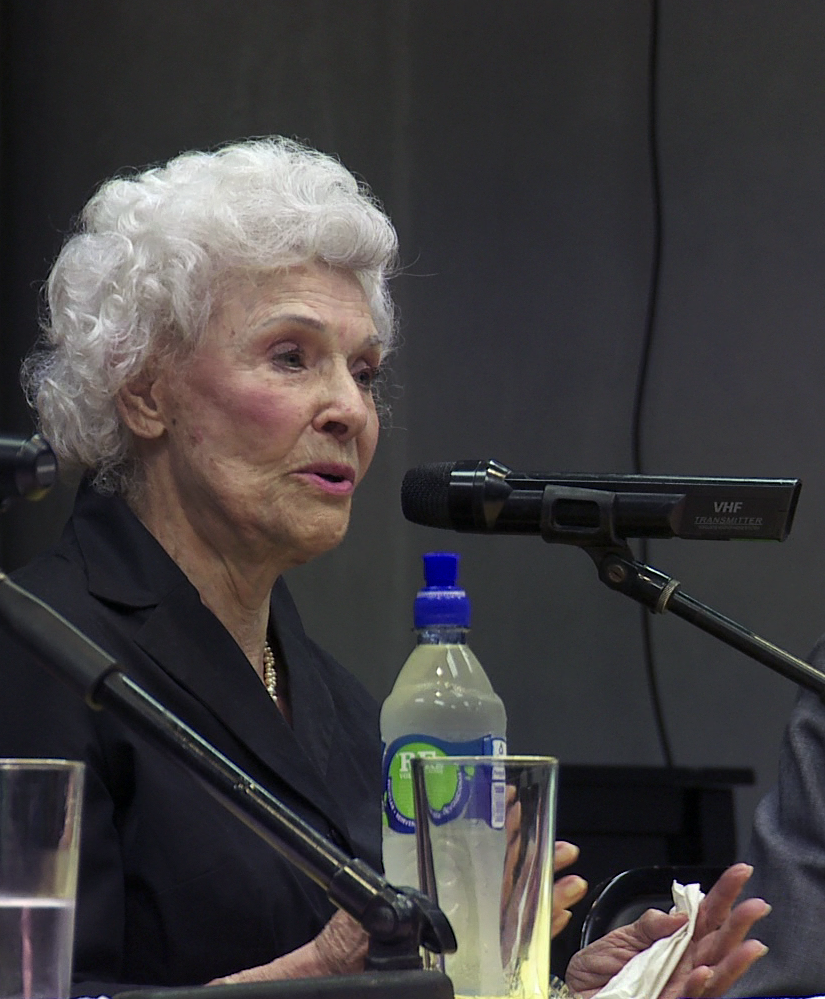
Генриетта Боггс

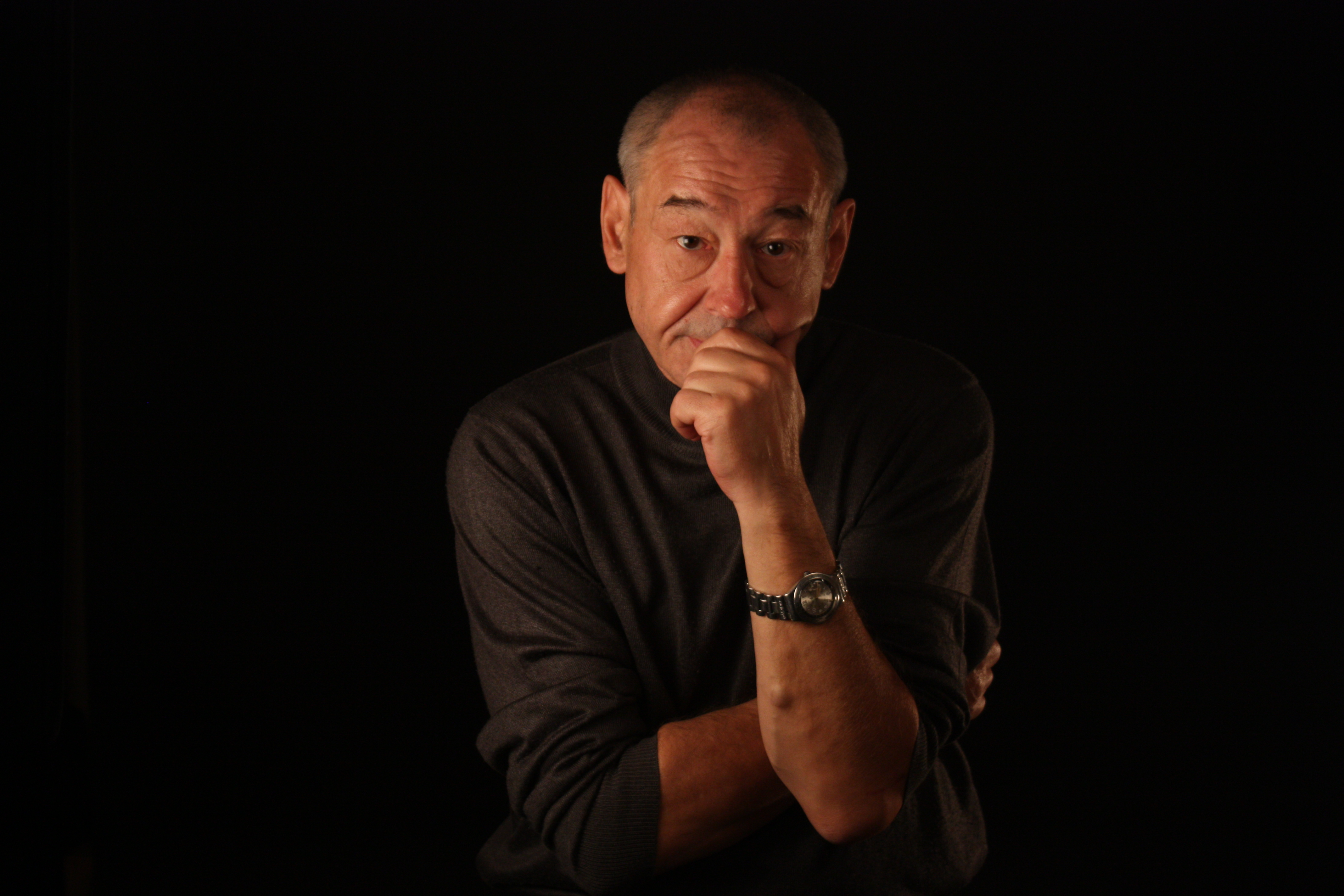
Виктор Загумёнов

- Белл, Рональд (68) — американский рок-музыкант и композитор, участник группы Kool & the Gang[320].
- Бизос, Георгиос (92) — южноафриканский адвокат и правозащитник, выступавший против апартеида в Южной Африке, товарищ Нельсона Манделы[321].
- Битаев, Роберт Александрович (77) — советский и российский осетинский актёр театра и кино, заслуженный артист Российской Федерации (2014) (о смерти стало известно в этот день)[322].
- Боггс, Генриетта (102) — американская журналистка и общественный деятель, первая леди Коста-Рики (1948—1949)[323].
- Боэри, Чини (96) — итальянский архитектор и дизайнер[324].
- Димша, Пятрас (81) — советский и литовский актёр и режиссёр (о смерти стало известно в этот день)[325].
- Загумённов, Виктор Аркадьевич (67) — российский фотожурналист и фотохудожник[326].
- Ли, Стиви (54) — американский киноактёр[327].
- Ливне, Арье (98 или 99) — югославский, сербский и израильский политический и общественный деятель, публицист, сенатор Сербской Республики Боснии и Герцеговины[328].
- Луцатто, Амос (92) — итальянский писатель и общественный деятель, президент Союза итальянских еврейских общин (1998—2006)[329].
- Минтер, Алан (69) — английский боксёр, бронзовый призёр летних Олимпийских игр в Мюнхене (1972), чемпион мира по версии WBA (1980)[330].
- Нальдини, Нико (91) — итальянский писатель[331].
- Нутэтэгрынэ, Анна Дмитриевна (90) — советский государственный деятель, председатель Чукотского окружного исполкома (1961—1970)[332].
- Отама, Якоб (88) — индонезийский журналист и бизнесмен, основатель компании Kompas Gramedia[333].
- Фуэнтебелла, Арнульфо (74) — филиппинский государственный деятель, спикер Палаты представителей Филиппин (2000—2001)[334].
- Хайт, Шир (77) — американская и немецкая феминистка и сексолог[335].

## 8 сентября

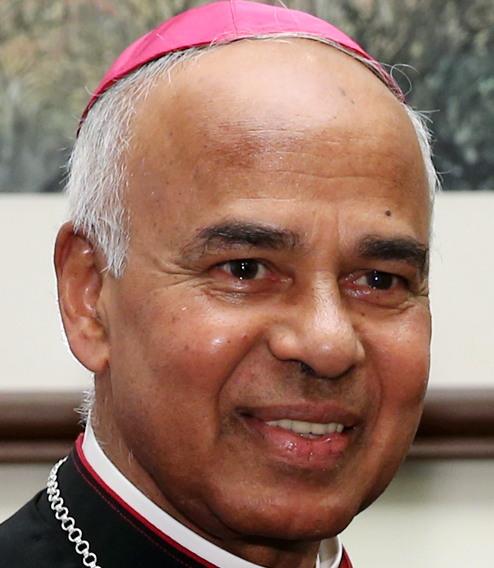
Джозеф Ченнот

- Айтекова-Жанэ, Нафисет Гумеровна[укр.] (80) — советская и российская адыгейская театральная актриса и телеведущая, заслуженная артистка РСФСР (1979)[336].
- Беспалов, Владимир Григорьевич (63) — российский онколог, доктор медицинских наук (2004), заведующий научной лабораторией химиопрофилактики рака и онкофармакологии НМИЦ онкологии им. Н. Н. Блохина[337].
- Бовуа, Жан-Леон (77) — французский психолог[338].
- Бьюдиг, Джин (81) — американский университетский и бейсбольный администратор, президент Университета штата Иллинойс (1973—1977), президент Университета Западной Виргинии (1977—1981), ректор Канзасского университета (1980—1994), последний президент Американской лиги (1994—1999)[339].
- Гусельников, Сергей Владимирович (59) — российский религиозный деятель и писатель, протоиерей, настоятель храма святых равноапостольных Кирилла и Мефодия в Самаре[340][341].
- Джорджетти, Эктор (64) — аргентинский футболист («Чакарита Хуниорс», «Эстудиантес»)[342].
- Клэтворти, Дэвид (60) — южноафриканский актёр[343].
- Кокс, Симеон (82) — американский музыкант (Silver Apples)[344].
- Перетти, Клод (78) — французский футболист («Монако», «Аяччо»)[345].
- Поташов, Лев Васильевич (90) — советский и российский хирург, член-корреспондент РАМН (1997—2014), член-корреспондент РАН (2014)[346].
- Редди, Джая Пракаш (74) — индийский актёр[347].
- Салми, Векси (77) — финский поэт-песенник[348].
- Сёгеди, Диониз (75) — словацкий легкоатлет (спринтерский бег)[349].
- Харвуд, Рональд (85) — английский писатель, драматург и сценарист, лауреат премии «Оскар» (2003)[350].
- Ченнот, Джозеф (76) — индийский прелат и ватиканский дипломат, апостольский нунций в Центральноафриканской Республике и в Чаде (1999—2005), в Танзании (2005—2011) и в Японии (с 2011 года)[351].

## 7 сентября

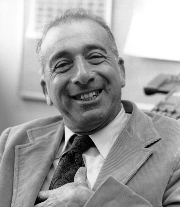
Берни Адлер

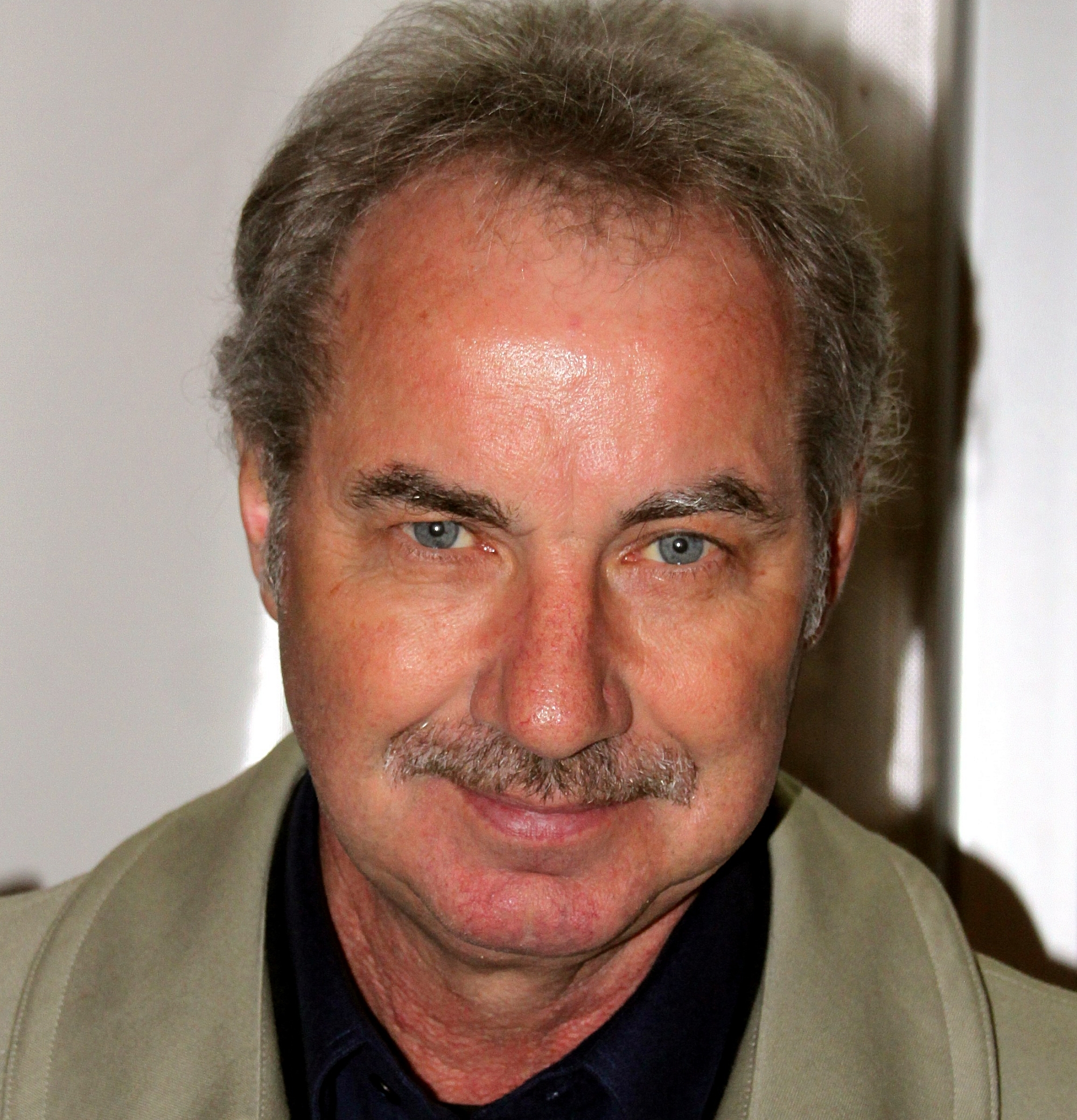
Альфред Ридль

- Алдер, Берни (94) — американский физик, член Американской академии искусств и наук (2008)[352].
- Баджамаль, Абдель Кадер (74) — йеменский государственный деятель, премьер-министр (2001—2007)[353] Архивная копия от 13 сентября 2020 на Wayback Machine.
- Вера-Перес Маседа, Маричу (77) — филиппинский кинопродюсер[354].
- Гао Вэньбинь (99) — китайский историк[355].
- Ирагорри Ормаса, Аурелио (83) — колумбийский государственный деятель, президент Палаты представителей Колумбии (1981—1982)[356].
- Камель, Аида (89) — египетская актриса[357].
- Классен, Виктор Корнеевич (86) — советский и российский учёный, доктор технических наук (1988), профессор кафедры технологии цемента и композиционных материалов БГТУ[358].
- Козий, Николай Тимофеевич (79) — украинский диктор, радиоведущий и актёр дубляжа[359].
- Колтаков, Сергей Михайлович (64) — российский киноактёр[360].
- Нагараджу (71) — индийский киноактёр[361].
- Ортис, Хавьер (48) — мексиканский актёр и певец[362].
- Ридль, Альфред (70) — австрийский футболист и футбольный тренер, главный тренер национальной сборной Австрии (1990—1992)[363].
- Сваруп, Говинд (91) — индийский радиоастроном, создатель Giant Metrewave Radio Telescope[364].
- Страшун, Борис Александрович (91) — советский и российский правовед, доктор юридических наук (1978), заведующий кафедрой государственного права зарубежных стран МГЮА (1990—2012)[365].
- Тиль, Патриция (67) — американский химик и материаловед, член Американской академии искусств и наук (2019)[366].
- Фаджар, Абдул Малик (81) — индонезийский государственный деятель, министр по делам религий (1998—1999), министр национального образования (2001—2004)[367].
- Фиров, Руслан Борисович (69) — советский и российский киноактёр и театральный режиссёр, заслуженный деятель искусств Российской Федерации (2006)[368].
- Фрейман, Юрий Львович (61) — советский и российский художник-геральдист, автор герба Кемеровской области[369].
- Чэнь Динчан (83) — китайский аэрокосмический инженер, член Китайской академии наук (2009)[370].
- Юлаев, Иван Михайлович (71) — российский писатель[371].

## 6 сентября

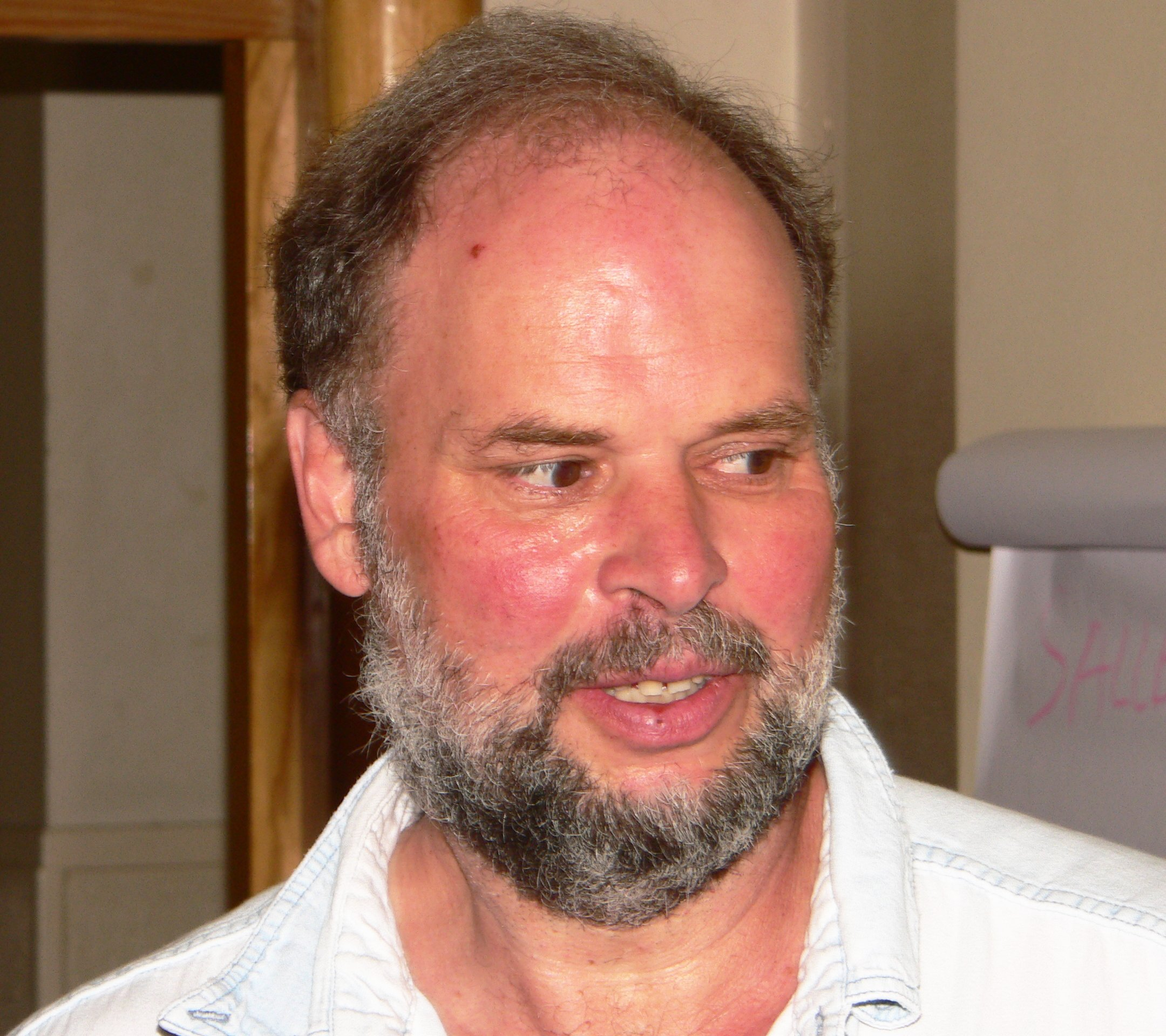
Вон Джонс

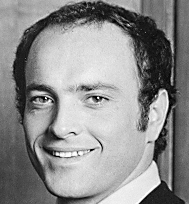
Кевин Добсон

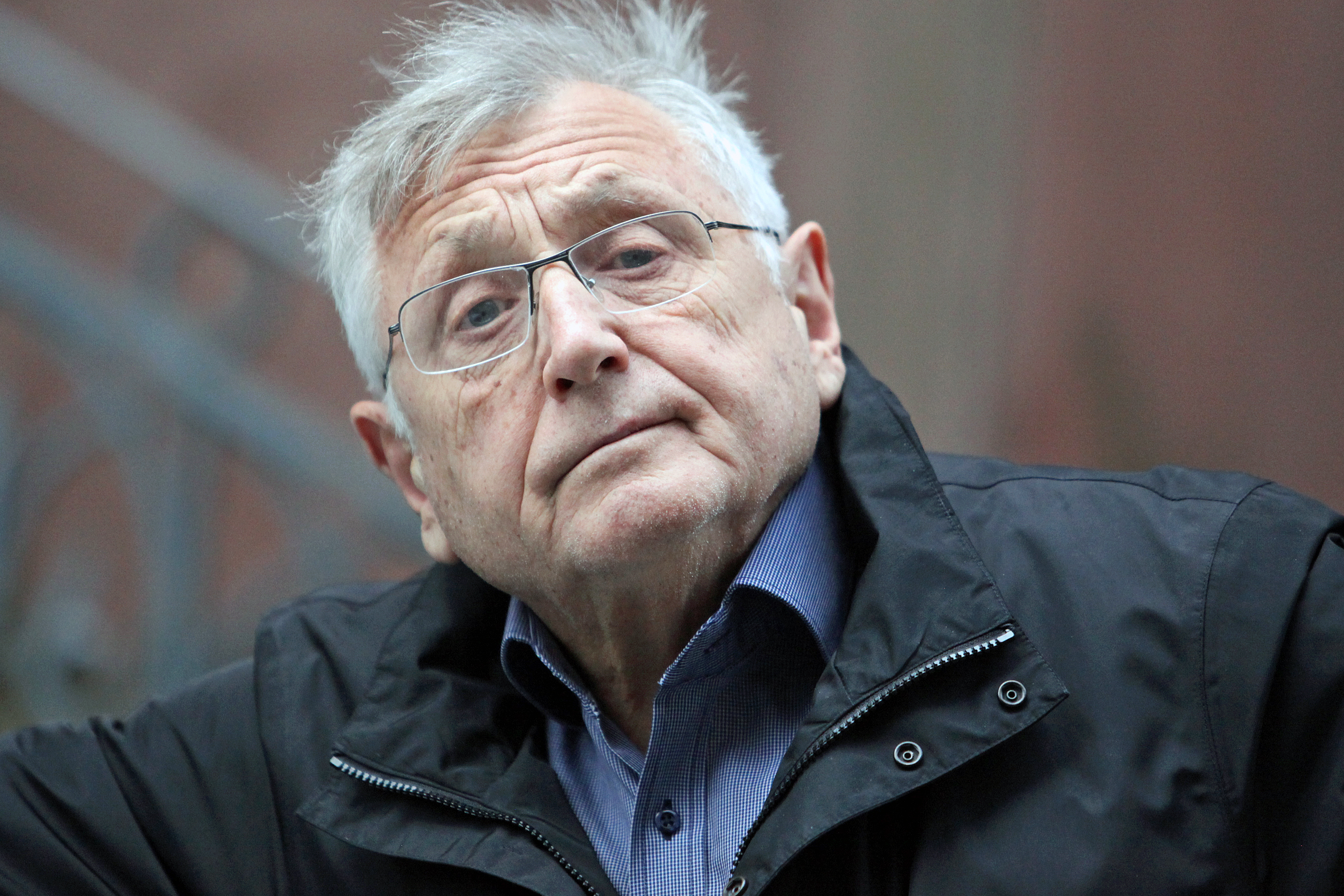
Иржи Менцель

- Алтунян, Левон (84) — ливанский футболист, игрок национальной сборной[372].
- Беляев, Сергей Николаевич (60) — казахстанский спортсмен и тренер, серебряный призёр летних Олимпийских игр в Атланте (1996), тренер национальной паралимпийской сборной Казахстана по пулевой стрельбе[373].
- Вамвири, Диксон (35) — кенийский тхэквондист, чемпион Африканских игр в Алжире (2007)[374].
- Дангор, Ахмат (71) — южноафриканский писатель[375].
- Дараган, Константин Александрович (91) — советский и российский учёный в области мостостроения и дорожного строительства, ректор Краснодарского политехнического института (1973—1983)[376].
- Джернстедт, Том (75) — американский спортивный администратор, президент Федерации баскетбола США (2001—2004)[377].
- Джонс, Вон (67) — американский математик, член Национальной академии наук США (1999), лауреат Филдсовской премии (1990)[378].
- Добсон, Кевин (77) — американский актёр[379][380].
- Корд, Филлис (73) — гренадский политический деятель[381].
- Легков, Станислав Николаевич (83) — российский хоровой дирижёр, профессор кафедры хорового дирижирования СПбГК, заслуженный деятель искусств Российской Федерации[382].
- Линдблум, Анита (82) — шведская эстрадная певица и киноактриса[383].
- Ойданич, Драголюб (79) — югославский военный и государственный деятель, начальник Генерального штаба Вооружённых сил Югославии (1998—2000), министр обороны (2000)[384].
- Сарна, Мохиндер Сингх (95) — индийский композитор[385].
- Секстон, Майк (72) — американский игрок в покер, победитель мировой серии покерных браслетов (1989)[386].
- Уильямсон, Брюс (49) — американский певец (The Temptations)[387].
- Фризон, Джордж Карр (95) — американский археолог, член Национальной академии наук США (1997)[388].
- Эда-Пьер, Кристиан (88) — французская оперная певица[389].

## 5 сентября

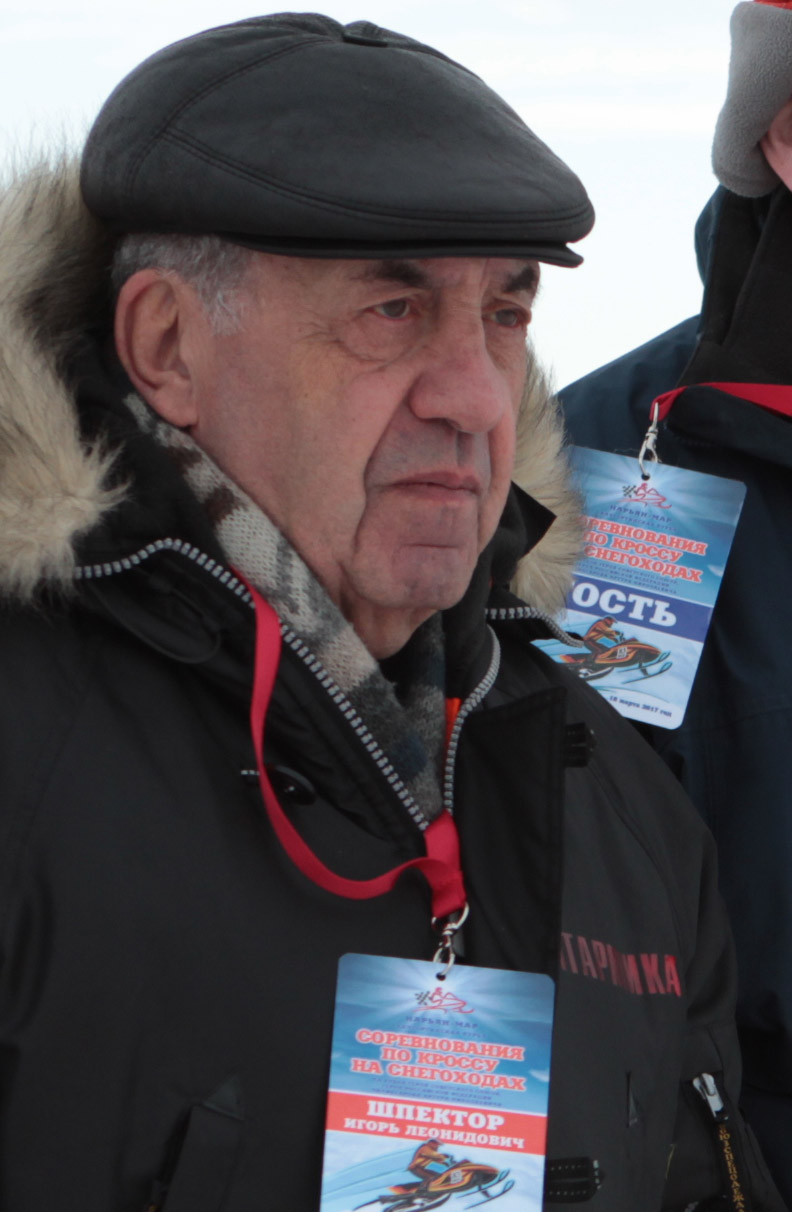
Игорь Шпектор

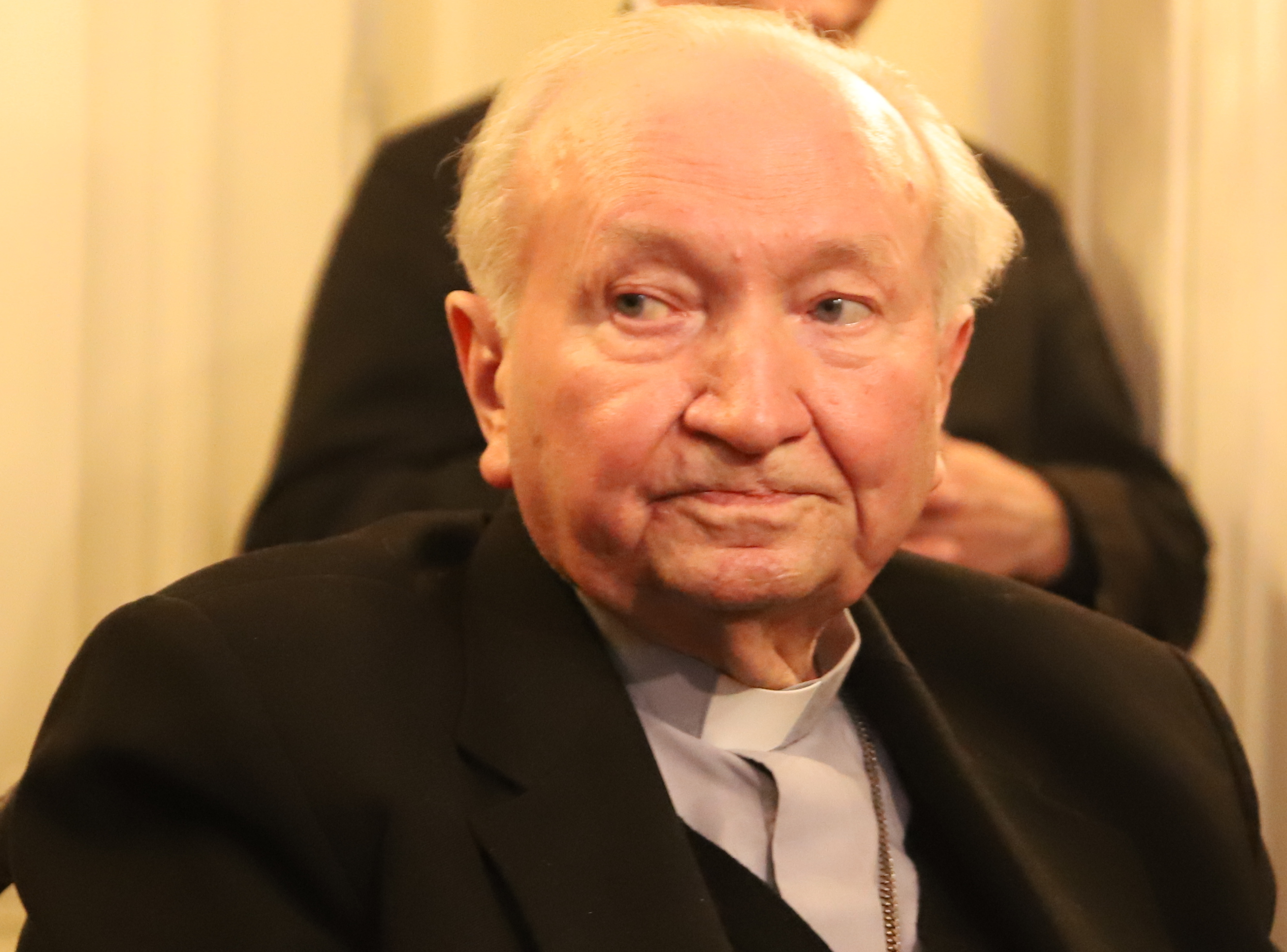
Марион Яворский

- Андерсон, Дуайт (59) — американский баскетболист («Денвер Наггетс»)[390].
- Бакши, Джонни (83) — индийский продюсер и режиссёр[391].
- Баусон, Орландо (75) — филиппинский баскетболист, участник летних Олимпийских игр в Мехико (1968)[392].
- Вали, Юсеф (90) — египетский государственный деятель, министр сельского хозяйства Египта (1982—2004)[393].
- Гейнс, Дэвид (78) — американский баскетболист («Кентукки Колонелс») и тренер[394].
- Домлян, Жарко (87) — хорватский государственный деятель, спикер Хорватского парламента (1990—1992)[395].
- Ливанская, Александра Юрьевна (64) — российский тележурналист[396].
- Личфилд, Родни (81) — британский актёр[397].
- Менцель, Иржи (82) — чешский кинорежиссёр, актёр, сценарист, лауреат премии «Оскар» за лучший фильм на иностранном языке (1968)[398].
- Меррилл, Стив (74) — американский государственный деятель, губернатор Нью-Гэмпшира (1993—1997)[399].
- Моравиа, Серджо (80) — итальянский философ[400].
- Мюссо, Фредерик (79) — французский писатель и поэт[401].
- Пикок, Гэри (85) — американский джазовый контрабасист[402].
- Рибовска, Малка (89) — французская актриса[403].
- Руфенахт, Антуан (81) — французский политический деятель, мэр Гавра (1995—2010)[404].
- Там Бинмань (86) — гонконгский киноактёр[405].
- Турик, Анатолий Васильевич (85) — советский и российский физик, доктор физико-математических наук (1980), профессор (1982), заведующий кафедрами общей физики (1982—1989) и физики полупроводников (1989—2009) РГУ/ЮФУ[406].
- Чоудхури, Абу Осман (85) — бангладешский герой Войны за независимость Бангладеш (1971), командующий 8 сектором Мукти-бахини[407].
- Шпектор, Игорь Леонидович (81) — российский государственный и общественный деятель, мэр Воркуты (1998—2007), президент Союза городов Заполярья и Крайнего Севера (с 2009 года)[408].
- Яворский, Мариан (94) — украинский католический прелат, архиепископ — митрополит Львова латинского обряда (1991—2008), кардинал-священник с титулом церкви S. Sisto (с 1998 года)[409].

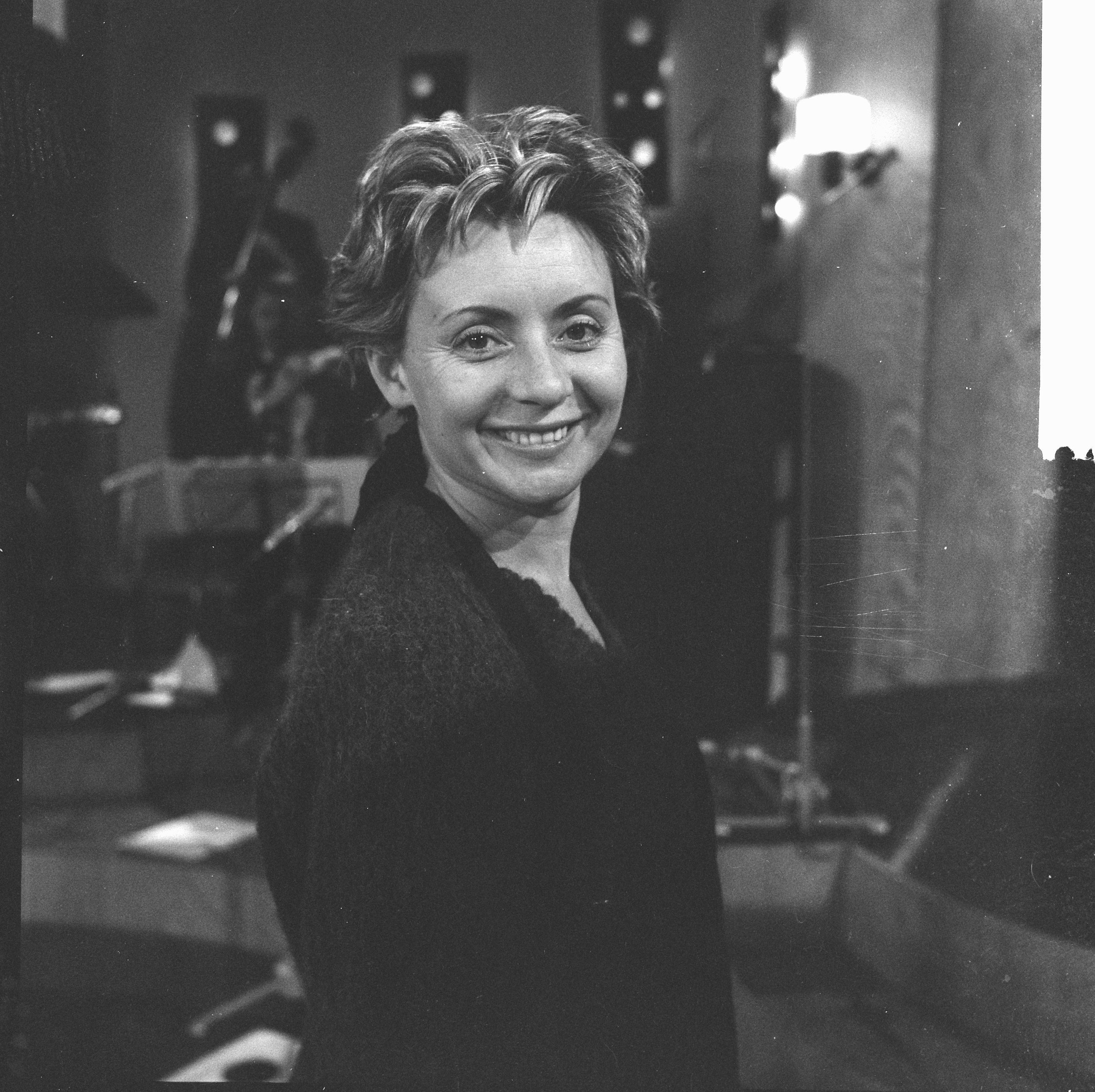
Анни Корди

## 4 сентября

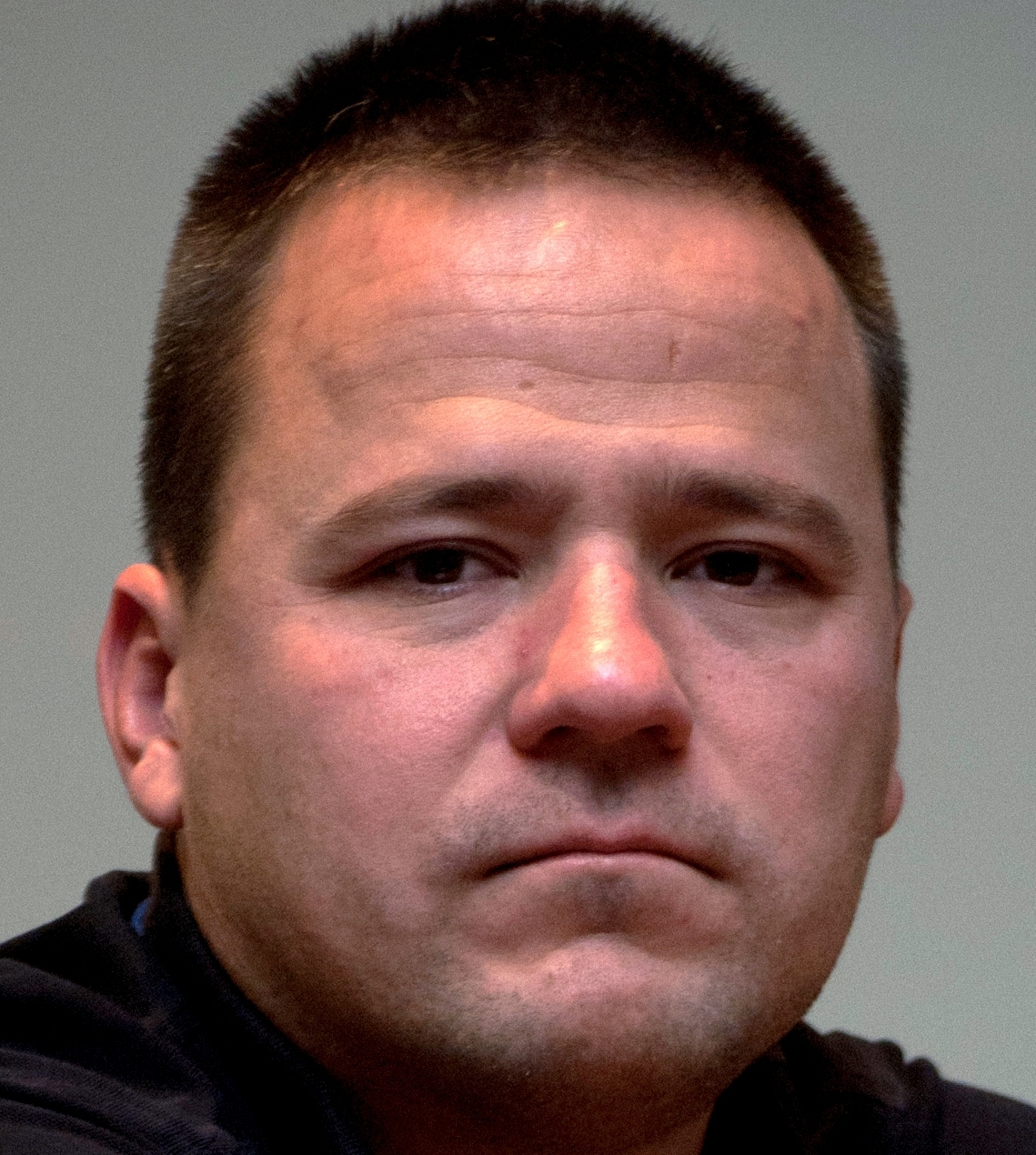
Дмитрий Светушкин

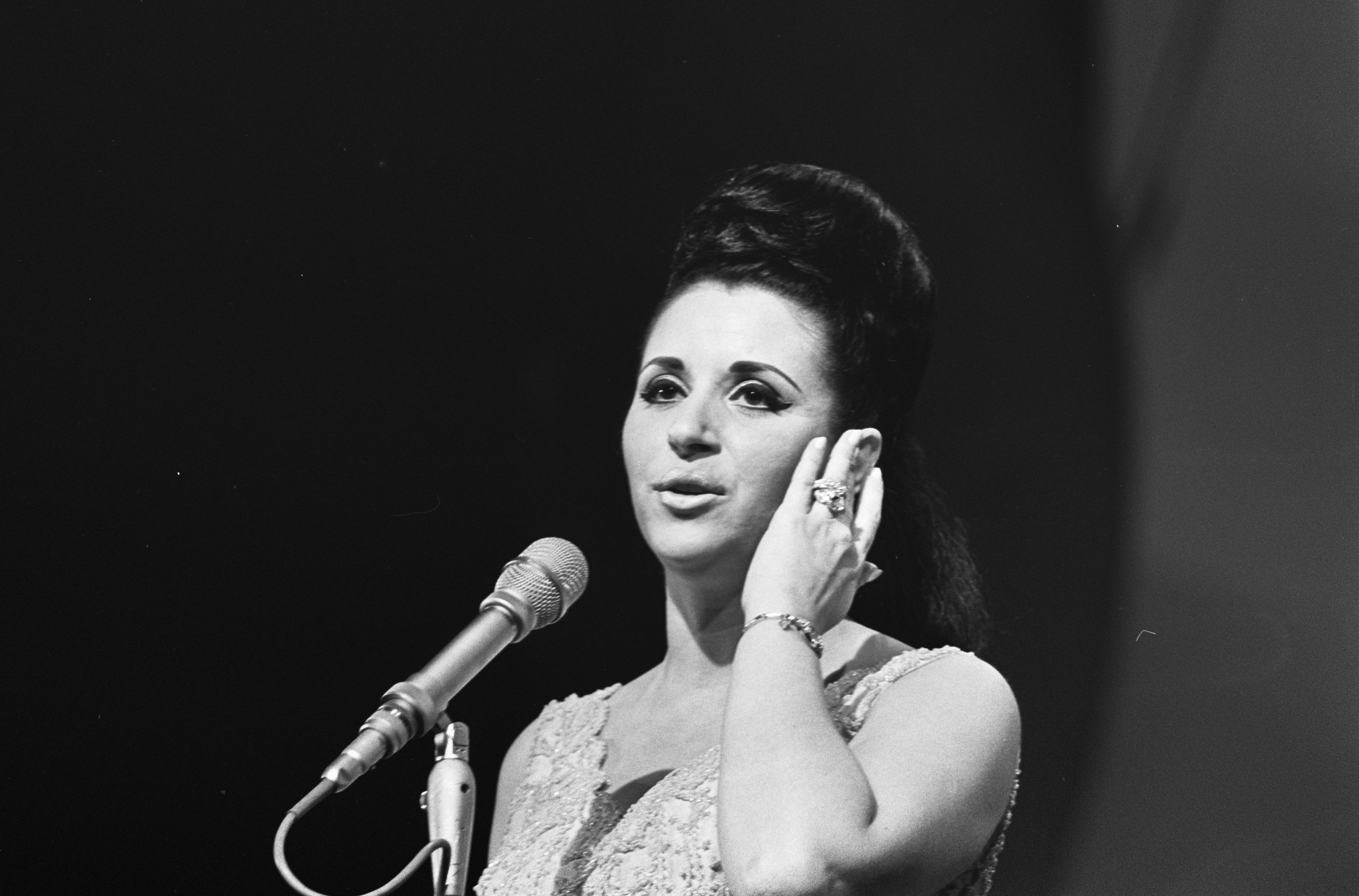
Люсиль Старр

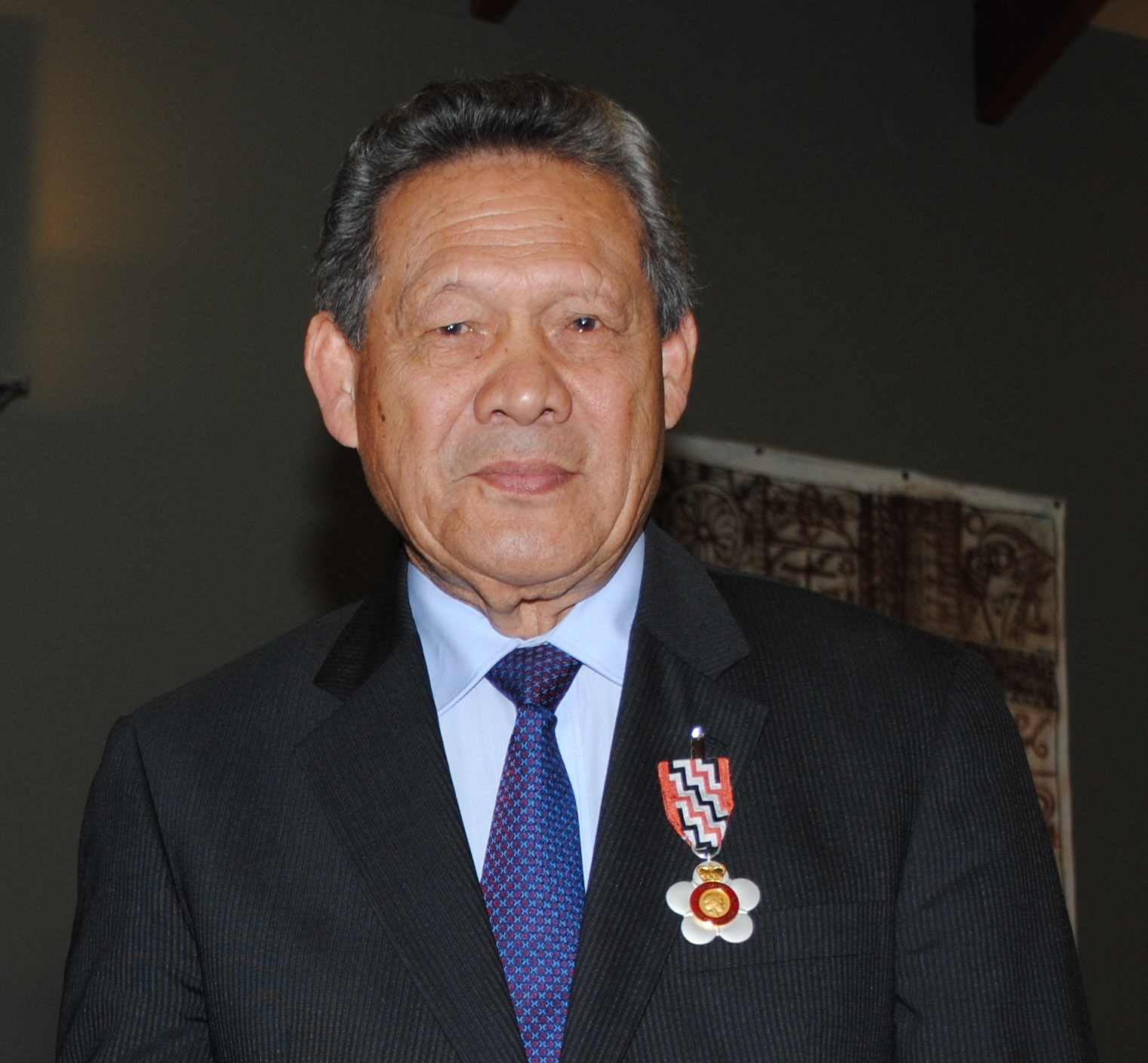
Джо Уильямс

- Агро, Винс (83) — канадский политический деятель и писатель, мэр Гамильтона (1976—1977)[410].
- Бабаладе, Аджибаде (48) — нигерийский футболист, игрок национальной сборной, бронзовый призёр Кубка африканских наций (1992)[411].
- Беркс, Павел Михайлович (74) — российский врач и государственный деятель, член Совета Федерации от Смоленской области (2003—2008), заслуженный врач Российской Федерации (1996)[412].
- Искандарова, Ханифа Сиражевна (92) — советский и российский педагог, народный учитель СССР (1982), Герой Социалистического Труда (1968)[413].
- Корди, Анни (92) — бельгийская певица и актриса[414].
- Лопаткин, Михаил Васильевич (65) — советский и российский музейный работник, директор музеев-заповедников «Кижи» (1984—1988, 1991—1998) и Соловецкого (2000—2009)[415].
- Льегр, Кристиан (77) — французский архитектор и дизайнер[416].
- Любый, Владислав Викторович (51) — российский театральный менеджер, продюсер и драматург, директор Российского академического молодёжного театра (1998—2015), лауреат международной премии имени К. С. Станиславского[417].
- Патрушев, Юрий Николаевич (83) — советский военно-морской деятель, начальник штаба — первый заместитель командующего Северным флотом (1986—1990), вице-адмирал (1987)[418].
- Светушкин, Дмитрий (40) — молдавский шахматист, гроссмейстер (2002); самоубийство[419].
- Свешников, Павел (22) — российский велогонщик, серебряный призёр чемпионата России (2018)[420].
- Сидос, Пьер (93) — французский политический деятель, основатель неофашистских организаций «Молодая нация» и «Французское дело»[421].
- Старр, Люсиль (82) — канадская певица, кантри-музыкант, автор-исполнитель[422].
- Сухоцкий, Валерий Владимирович (85) — советский и российский хозяйственный деятель, начальник «Главмосстроя» (1970—1980-е годы), заслуженный строитель Российской Федерации[423].
- Уильямс, Джо (85) — политический деятель островов Кука, премьер-министр (1999)[424].
- Шенгардт, Александр Сергеевич (95) — советский и российский авиаконструктор, главный конструктор самолёта Ту-154, лауреат Ленинской премии (1980), заслуженный конструктор Российской Федерации (1997)[425].

## 3 сентября

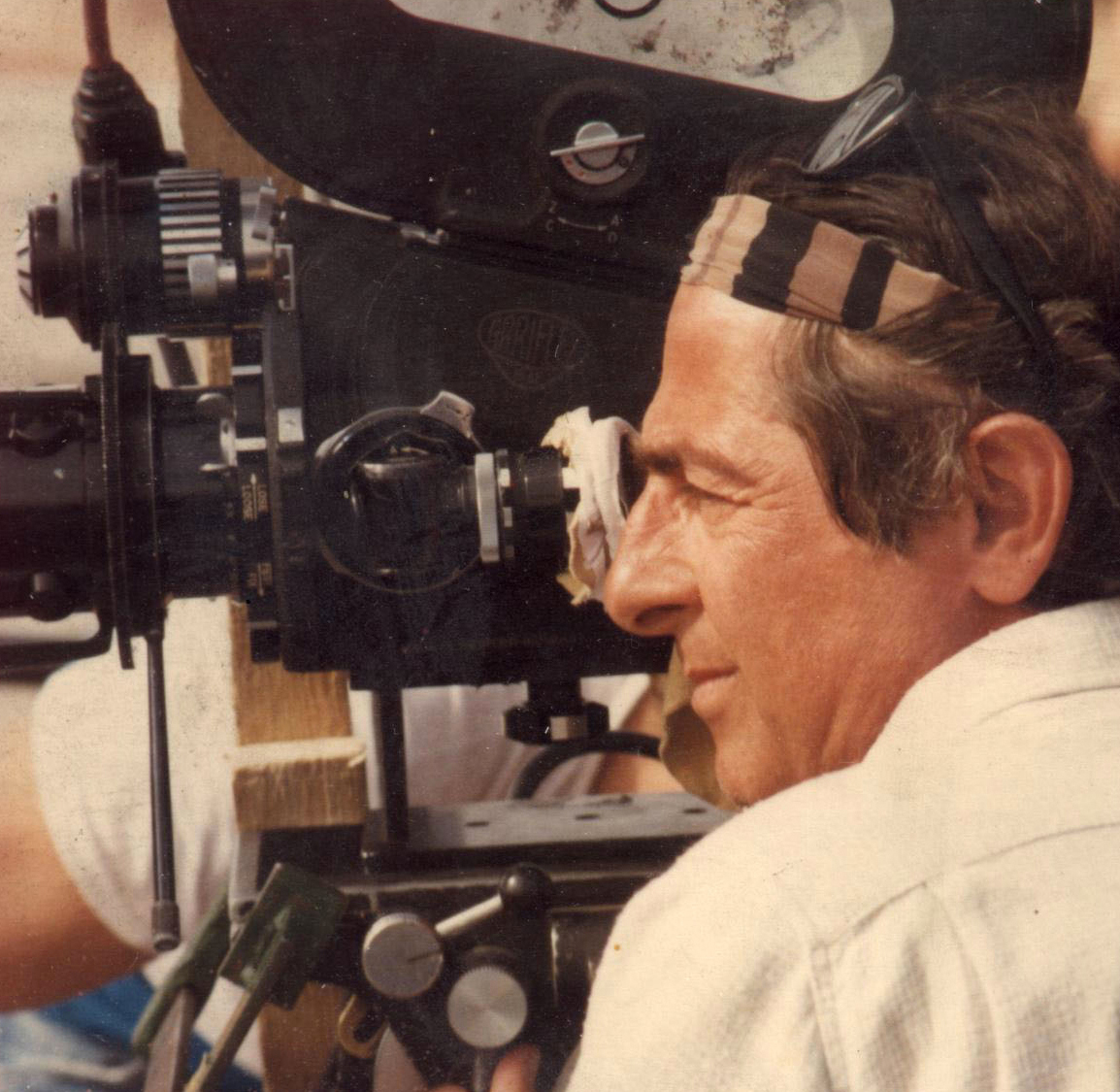
Джонни Серра

- Диту (58) — португальский футболист («Брага», «Бенфика», «Порту», национальная сборная) и тренер[426].
- Зеллер, Дейв (81) — американский баскетболист («Цинциннати Роялз»)[427].
- Исмагилов, Ришат Салихович (100) — участник Великой Отечественной войны, последний остававшийся в живых защитник Брестской крепости[428][429].
- Кнесл, Карел (78) — чехословацкий футболист, серебряный призёр летних Олимпийских игр в Токио (1964)[430].
- Лапшов, Анатолий Петрович (71) — советский и российский кинооператор[431].
- Мирзоев, Арзу Ирза оглы (58) — советский футболист («Нефтчи» Баку), азербайджанский тренер[432].
- Парамонов, Леонид Евгеньевич (65) — российский биофизик, доктор физико-математических наук (1996), профессор (1998), сотрудник ЮО ИО РАН (с 2010 года)[433].
- Перселл, Билл (94) — американский композитор и пианист[434].
- Порон, Жан-Франсуа (84) — французский актёр театра и кино[435].
- Серра, Джанни (86) — итальянский кинорежиссёр и сценарист[436].
- Унел, Бирол (59) — немецкий актёр[437].

## 2 сентября

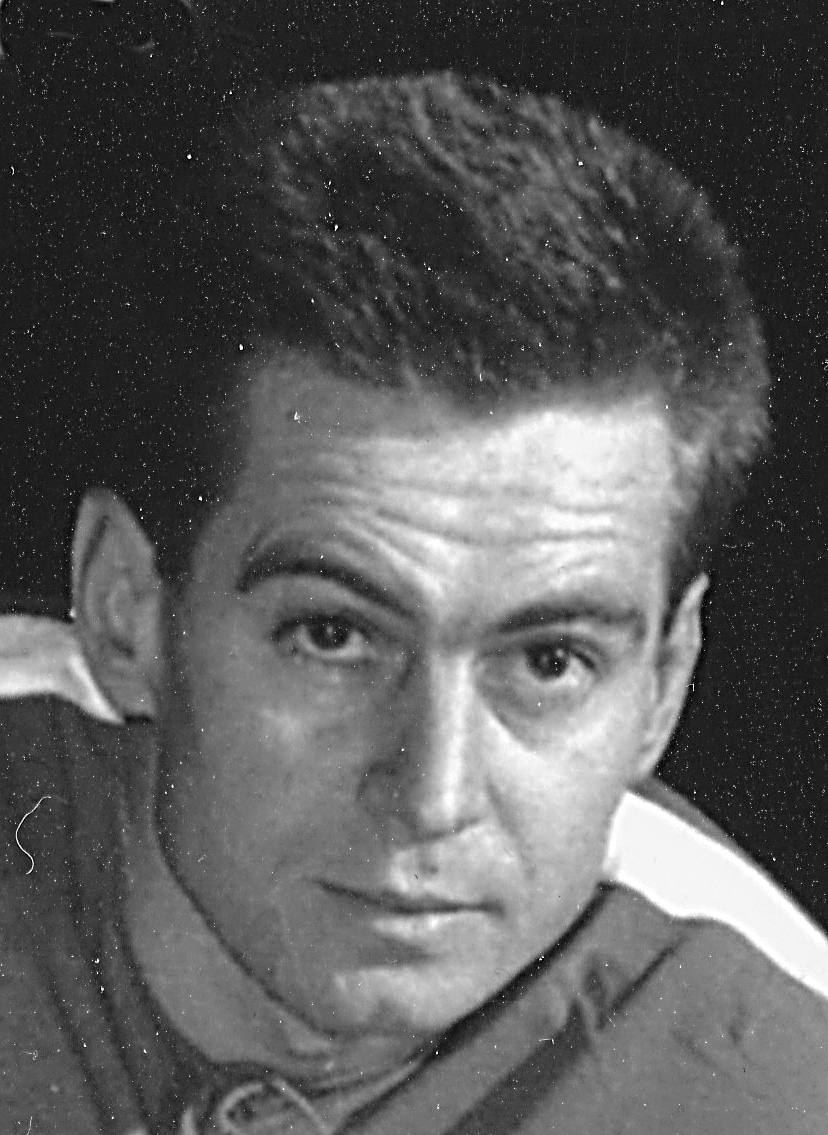
Франтишек Ванек

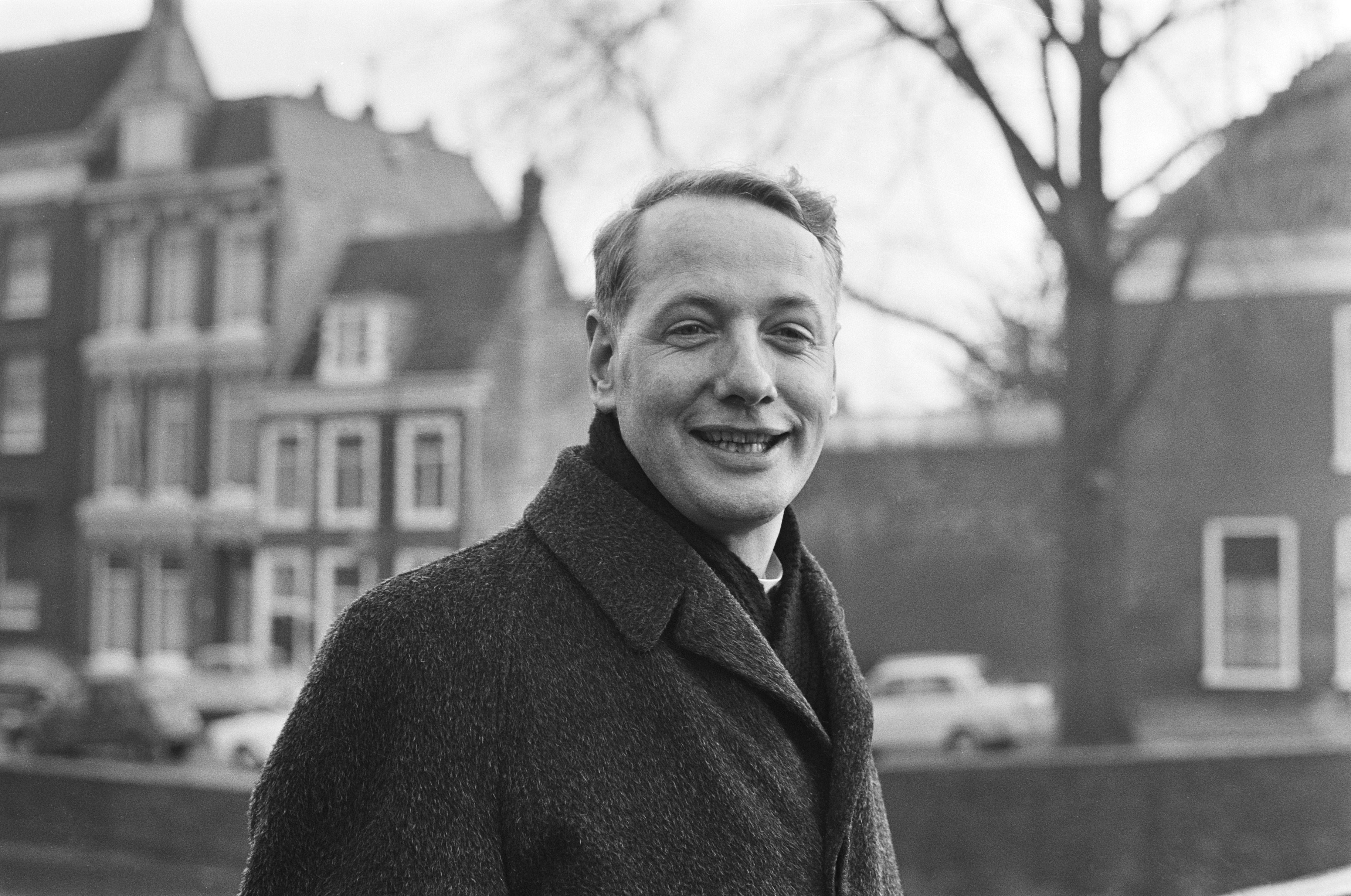
Адрианус Симонис

- Брас-Латер, Анна (114) — нидерландская долгожительница[438].
- Ванек, Франтишек (88) — чехословацкий хоккеист и тренер, чемпион Европы (1961), многократный призёр чемпионатов мира и Европы[439].
- Грэбер, Дэвид (59) — американский антрополог и общественный деятель, анархист[440].
- Даверио, Филиппе (70) — итальянский искусствовед[441].
- Ибрагимов, Ринат (59) — советский, российский и британский контрабасист[442].
- Йорзик, Уильям (87) — американский спортсмен, чемпион летних Олимпийских игр 1956 по плаванию баттерфляем на 200 метров[443].
- Канг Кек Иеу (77) — кампучийский военный преступник, осуждённый международным трибуналом на пожизненный срок, один из лидеров «красных кхмеров» во время их правления в Камбодже (1975—1979)[444].
- Прико, Александр Михайлович (46) — советский и российский певец и музыкант, клавишник групп «Ласковый май» и «Мама»[445].
- Сеукс, Ванда (72) — мексиканская и парагвайская актриса[446].
- Симонис, Адрианус Йоханнес (88) — нидерландский кардинал, архиепископ Утрехта (1983—2007)[447].
- Собиров, Кимсанбой (64) — узбекский актёр, артист Маргиланского театра музыкального макома[448].
- Фикейзова, Иржина (93) — чешская поэтесса (автор песен) и легкоатлетка (бег)[449][450].
- Эванс, Дэвид (95) — австралийский военный деятель, главнокомандующий Королевскими военно-воздушными силами Австралии (1982—1985), маршал авиации[451].

## 1 сентября

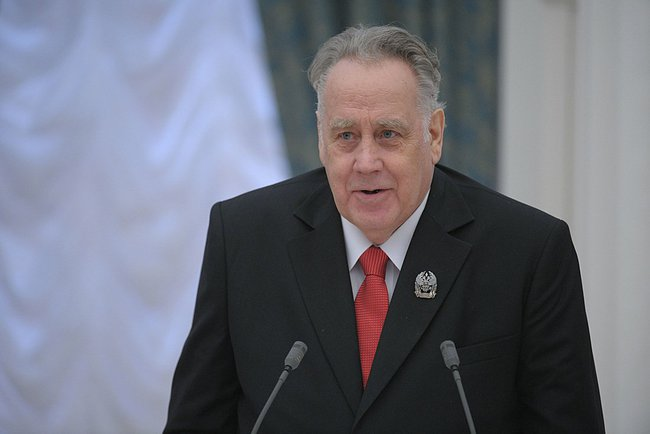
Владислав Крапивин

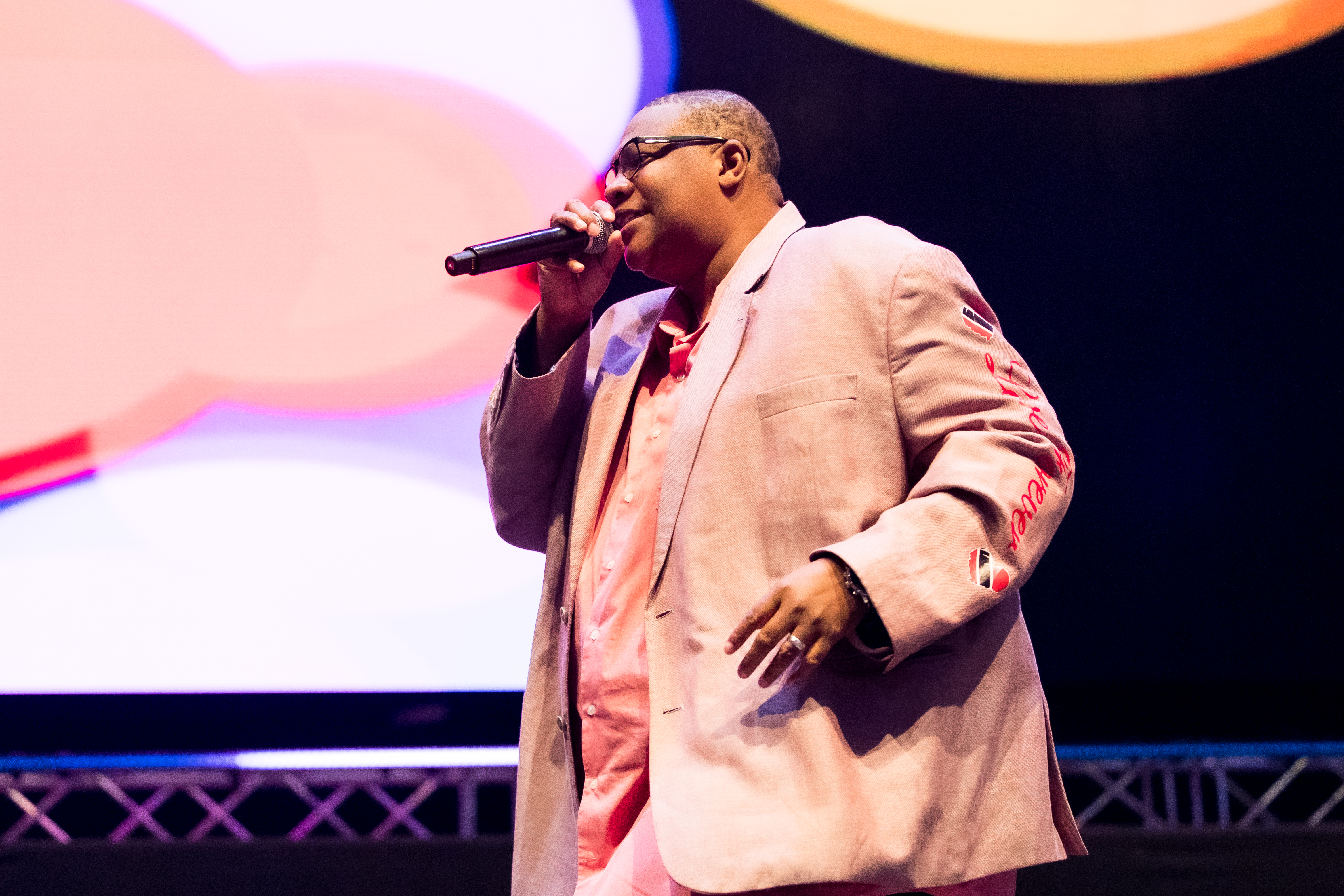
Эрик Морилло

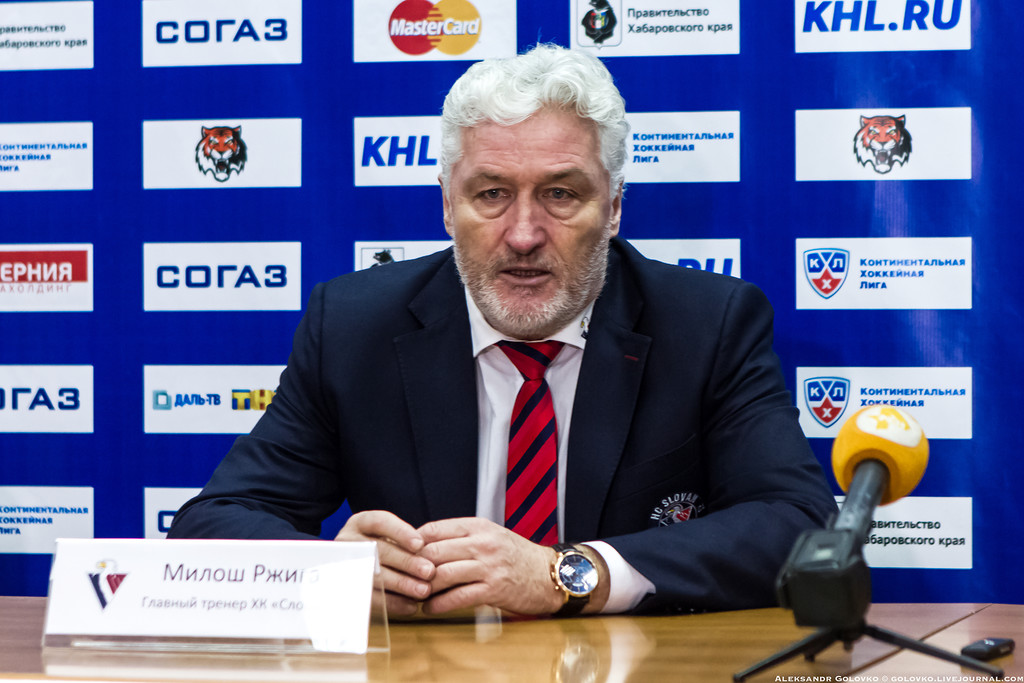
Милош Ржига

- Клюев, Борис Владимирович (76) — советский и российский актёр театра и кино, народный артист Российской Федерации (2002)[452].
- Комплектов, Виктор Георгиевич (88) — советский и российский дипломат, Чрезвычайный и Полномочный Посол СССР и России в США (1991—1992), России — в Испании (1994—1999)[453].
- Крапивин, Владислав Петрович (81) — русский писатель, поэт, сценарист, журналист[454].
- Миронов, Олег Орестович (81) — советский и российский государственный деятель, уполномоченный по правам человека в Российской Федерации (1998—2004)[455].
- Морилло, Эрик (49) — американо-колумбийский диджей, продюсер и музыкант[456].
- Наджарян, Джон (92) — американский хирург, один из основоположников трансплантологии[457].
- Николс, Сью (55) — американская художница-аниматор и сценарист[458].
- Печерникова, Ирина Викторовна (74) — советская и российская актриса, заслуженная артистка РСФСР (1988)[459].
- Пинский, Семён Борисович (84) — советский и российский хирург, доктор медицинских наук (1974), профессор кафедры общей хирургии ИГМУ[460].
- Ржига, Милош (61) — чешский хоккеист и тренер, главный тренер сборной Чехии по хоккею (2018—2020)[461].
- Щакель, Ежи (71) — польский спидвейный гонщик, чемпион мира (1973)[462].